# Kiev
Kyïv

Logotype de Kiev (Київ, Kyïv ou Kyiv).

Kiev (/kjɛf/ ou /kjɛv/ ; en russe : Киев, Kiev /ˈkʲi(j)ɪf/) ou Kyïv (en ukrainien : Київ, Kyïv ou Kyiv /ˈkɪjiu̯/ ) est la capitale et la ville la plus peuplée d'Ukraine (3 000 000 habitants en 2025). Elle est située au centre-nord du pays sur les rives du fleuve Dniepr.
Kiev est un important centre industriel, scientifique, universitaire et culturel de l'Europe de l'Est. Elle est le siège de nombreuses entreprises, d'établissements d'enseignement supérieur et de centres de recherche. La ville compte un grand nombre de monuments historiques, en particulier religieux, dont deux sont inscrits sur la liste du patrimoine mondial : cathédrale Sainte-Sophie et laure des Grottes de Kiev. La ville dispose d'un système de transport public avancé qui comprend notamment un réseau de métro et de trains de banlieue.
Kiev est une des villes les plus anciennes de l'Europe de l'Est. Elle est passée au cours de son histoire à plusieurs reprises de la prospérité à l'obscurité. C'est à son origine probablement un poste commercial slave fondé vers le VIe ou le VIIe siècle sur la route commerciale reliant la Scandinavie à Constantinople. Le bourg est à l'époque tributaire du royaume des Khazars jusqu'à sa capture par les Varègues (vikings) au milieu du IXe siècle. Kiev devient la capitale de la principauté de Kiev, premier royaume des Slaves de l'est, qui prospère et dont l'influence s'étend jusqu'à la Baltique. La ville est entièrement détruite en 1240 par les invasions mongoles et perd toute influence durant plusieurs siècles. Elle devient alors une capitale provinciale d'importance mineure, placée sous le contrôle de ses puissants voisins : successivement la Lituanie, la Pologne et enfin la Russie.
Intégrée dans l'Empire russe, Kiev connaît une nouvelle période de prospérité avec la révolution industrielle, qui prend son essor dans l'Empire entre la fin du XIXe siècle et 1914. À la suite de la chute de l'Empire russe en 1917, elle devient la capitale d'une éphémère République populaire ukrainienne avant d'être rattachée en 1921 par la force des armées bolchéviques à l'Union soviétique. Entre les deux guerres mondiales, Kiev connaît une forte croissance industrielle et démographique. Elle devient la capitale de la république socialiste soviétique d'Ukraine en 1934. Durant la Seconde Guerre mondiale, la ville est presque entièrement détruite, mais elle est rapidement reconstruite à l'issue du conflit et devient la troisième ville la plus peuplée de l'Union soviétique.
À la suite de l'éclatement de l'Union soviétique et la déclaration d'indépendance de l'Ukraine en 1991, Kiev devient la capitale du nouvel État. Sa population croît rapidement grâce à l'afflux d'Ukrainiens installés jusque-là dans les différentes républiques de l'Union soviétique. Sous le nouveau régime, elle prospère et reste la ville la plus riche et la plus peuplée du pays. Les industries métallurgique et de l'armement, qui constituaient un secteur important de l'économie locale, sont remplacées par les services et la finance.
Les secousses qui ébranlent une Ukraine désormais écartelée entre son puissant voisin russe et l'Europe occidentale sont particulièrement ressenties à Kiev. La population y est majoritairement favorable à un régime démocratique dans le cadre d'un rapprochement avec l'Union européenne, comme le démontrent les manifestations qui s'y déroulent et qui sont à l'origine de la chute des gouvernements en exercice : révolution orange fin 2004 et Euromaïdan fin 2013 et début 2014. Ces préférences politiques seraient à l'origine de l'invasion de l'Ukraine par la Russie à partir de 2022, qui débute par le siège de Kiev par les troupes russes, bataille qui se termine sur un échec russe.

## Géographie

### Situation

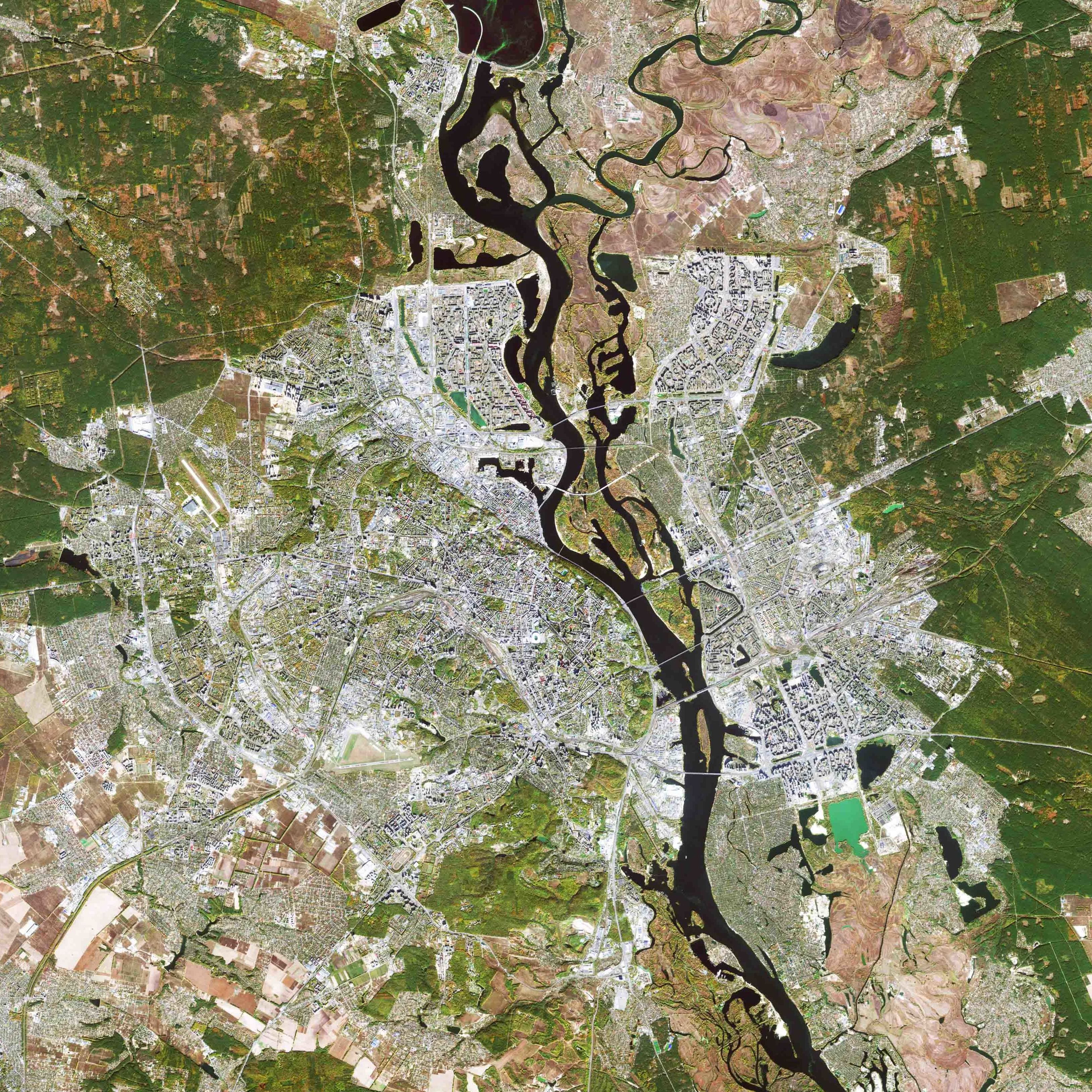
Vue de Kiev prise par le satellite européen Sentinel-2.

Kiev, la capitale de l'Ukraine, est située au centre nord du pays à environ 90 kilomètres à vol d'oiseau au sud de la frontière avec la Biélorussie, 450 kilomètres au nord d'Odessa principal port du pays sur la mer Noire et 400 kilomètres à l'ouest de Kharkiv deuxième ville du pays par la population. Elle se trouve à 750 kilomètres de Moscou, 400 kilomètres de Minsk capitale de la Biélorussie, 680 kilomètres de Varsovie, 760 kilomètres de Bucarest et 900 kilomètres de Budapest.

### Hydrographie et reliefs

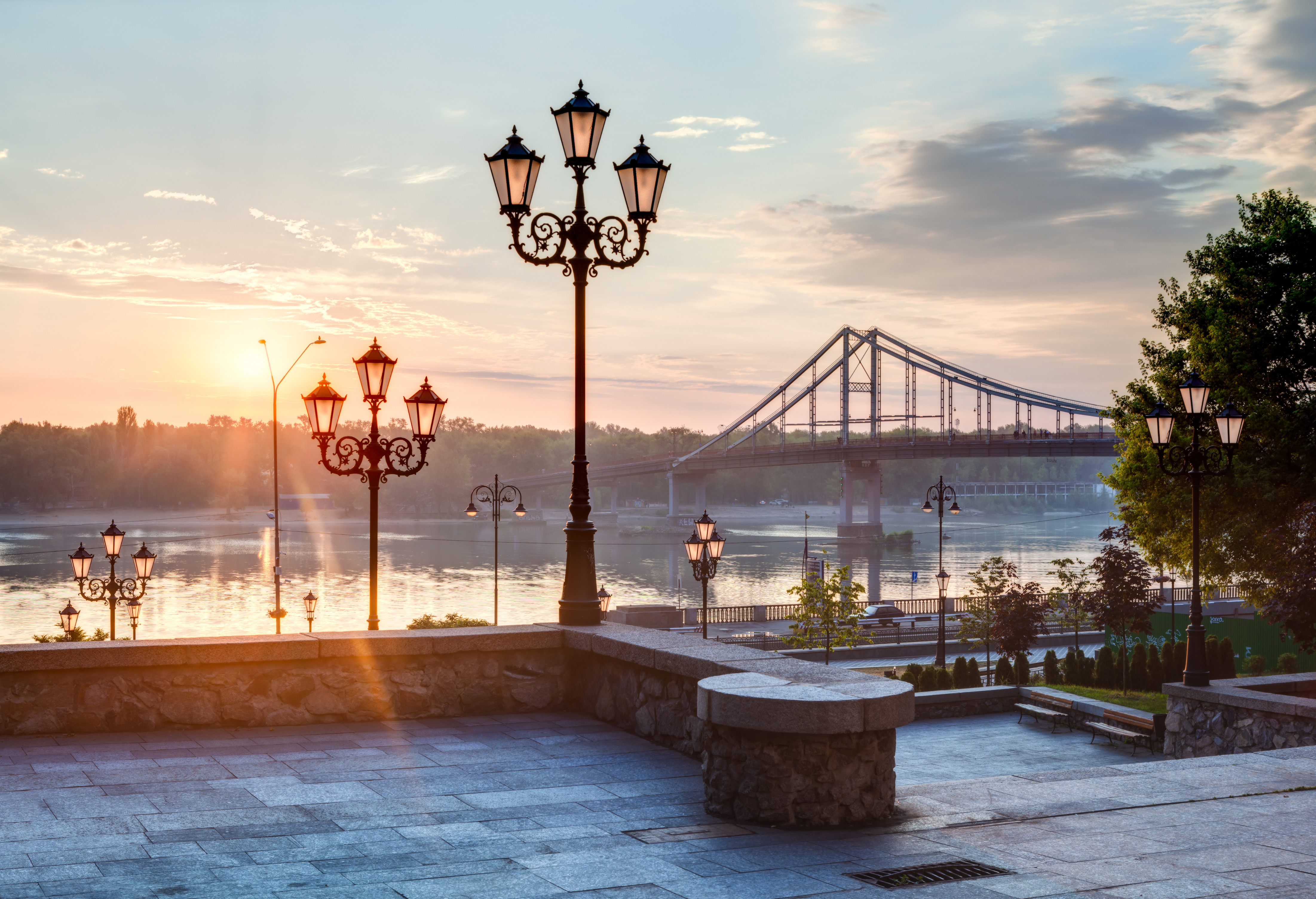
Les bords du Dniepr à Kiev, avec le pont du parc qui la traverse à l'arrière plan. Juin 2017.

Kiev borde les deux rives du fleuve Dniepr (Dnipro en ukrainien) sur une vingtaine de kilomètres. Le territoire de la ville se trouve à la jonction de trois régions naturelles : les hautes terres situées sur la rive droite de ce fleuve, les basses terres qui occupent sa rive gauche et la Polésie une vaste région s'étendant au nord-ouest de l'Ukraine caractérisée par des paysages de steppe boisée. Kiev est située immédiatement en aval du confluent du Dniepr avec la Desna. Le fleuve Dniepr s'écoule vers le sud et va se jeter dans la mer Noire. Cette artère fluviale navigable de grande dimension a joué un rôle central dans la création et l'histoire de la ville. La ville s'est d'abord construite sur les hauteurs de la rive droite (ouest) qui culminent à 180 mètres et dominent le fleuve en offrant un site défensif naturel tout en permettant de contrôler le trafic fluvial. C'est sur cette rive, entaillée par des ravins, que se situe le vieille ville. Au nord du centre-rive la ville s'est étendue sur une zone située en contrebas des reliefs au niveau du fleuve (ville basse). La ville s'est étendue sur la rive gauche au XXe siècle, surtout à partir des années 1960. Basse et sablonneuse elle a du être protégée des crues du fleuve par des digues. La largeur du fleuve est importante atteignant à certains endroits près d'un kilomètre. Mais au niveau du centre-ville, le fleuve se divise en un chenal principal et plusieurs chenaux secondaires qui ont créé de multiples îles, îlots et péninsules. Durant l'époque soviétique, le fleuve a été aménagé pour le rendre navigable et immédiatement au nord de l'agglomération un barrage hydroélectrique a créé le réservoir de Kiev, un lac artificiel de 922 km2, long de 110 km et large de 12 kilomètres. La ville abrite plusieurs installations portuaires.

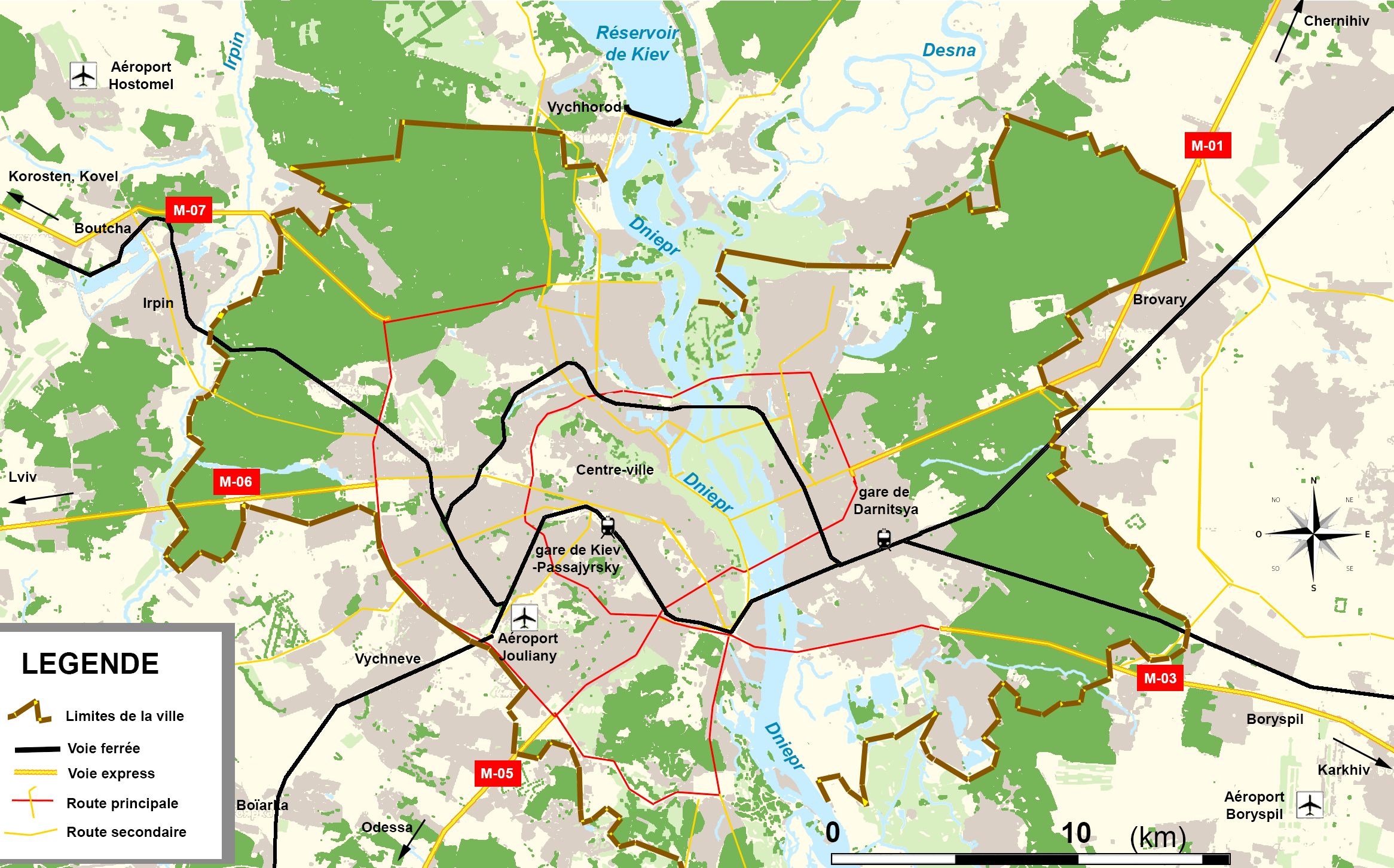
Carte de la ville de Kiev et de sa proche banlieue.

### Organisation du territoire
La ville de Kiev a une superficie de 827 km2. Elle est au centre d'une agglomération de 12 300 km2 et d'une aire urbaine de 28 900 km2. La ville de Kiev peut être découpée en plusieurs secteurs concentriques : 
- Le centre-ville historique, d'une superficie de 29,98 km2 (3,6 %) avec une population de 137 000 personnes en 2007 (5,2 %), regroupe les principaux bâtiments accueillant les institutions politique du pays (Conseil suprême de l'Ukraine, présidence), les ambassades et consulats, des institutions scientifiques et de nombreux monuments historiques dont certains sont classés au Patrimoine mondial de l'Unesco comme la laure des Grottes de Kiev et la cathédrale Sainte-Sophie de Kiev. Le centre-ville comportait également en 2007 des établissements industriels (machines-outils, industrie légère).
- La ceinture centrale a une superficie de 40,48 km2 (4,9 %) et une population de 260 000 personnes en 2007 (9,8 %). Elle comprend de nombreuses institutions scientifiques, des établissements éducatifs, commerciaux qui ont dû quitter le centre-ville. Le secteur industriel est également présent (agro-alimentaire, chantier naval, fabrication d'instruments...). Enfin des centres de loisirs sont situés le long de la rive droite du Dniepr. Cette zone comprend de nombreuses établissements industriels vieillots et des immeubles d'habitation en mauvais état.
- La ceinture moyenne, délimitée par la ligne de chemin de fer circulaire, a une superficie de 105,09 km2 (12,7 %) et sa population était de 767 400 personnes en 2007 (29,1 %). Elle comprend de nombreux établissements industriels (machines outils, industrie du transport, fabrication d'instruments de précision, industrie électrique, agro-alimentaire), plusieurs instituts de recherche et des institutions scolaires spécialisées. Mais ce secteur est principalement résidentiel (30 % de la population de la ville y habite).
- La ceinture périphérique comprenant des ensembles d'immeubles de construction récente. Sa superficie est de 245,53 km2 (29,68 %) et sa population était de 1 454 000 personnes en 2007 (55,12 %). C'est la partie la plus peuplée de la ville (plus de 50 % de la population totale y réside). C'est un secteur principalement résidentiel avec peu d'industries. Les services publics y sont présents mais la plupart sont de mauvaise qualité.
- La ceinture verte a d'une superficie de 405,91 km2 (49 %) et habitée par 18 000 (0,7 %) habitants en 2009. Ce secteur constitue principalement une réserve d'espaces verts protégée.

Autour de la ville, on trouve un premier ensemble de villes de banlieue réparties sur une superficie totale de 2 354 km2 et peuplée de 788 000 habitants en 2007. Les principales villes sont Vychhorod, Brovary, Boryspil, Oukraïnka, Oboukhiv, Trypillya, Vassylkiv, Boïarka, Vychneve et Irpin. Une deuxième ceinture de villes de banlieue plus éloignées, réparties sur un territoire de 10 986 km² et peuplée de 280 400 habitants en 2007, comprend Ivankiv, Barychivka, Fastiv, Makariv et Borodianka.

### Espaces verts
Le territoire de la ville comprend de nombreux lacs artificiels et naturels dont la surface totale est de 7 949 hectares et qui comportent plusieurs plages aménagées. Les parcs et les forêts occupent environ la moitié de la superficie de la ville. Avec une superficie d'espaces verts de 45 449 hectares soit 18,5 m2 par habitant (dont 5 115 ouverts au public), Kiev est l'une des métropoles les plus vertes d'Europe. Toutefois ces espaces verts sont répartis de manière inégale avec une forte concentration dans le centre-ville, dans la zone de collines situées au sud le long de la rive droite du Dniepr et à la périphérie de l'agglomération au nord-est et au nord-ouest. Peu de villes d'Europe ont un centre-ville comportant autant d'espaces verts : les deux rives du fleuve ainsi que les îles et îlots situés entre celles-ci sont entièrement occupés par de vastes espaces verts comprenant des bois denses, des prairies couvertes de fleurs sauvages et des zones humides. Les rives comportent des plages de sable dont certaines d'accès facile sont très populaires en été. Certains sites sont protégés comme le parc paysager régional des îles du Dniepr ou le parc naturel national de Holossiïv.
Mais selon une étude menée en 2009 reposant sur sept paramètres - émission de dioxyde de carbone, consommation d'énergie, transports, construction, gestion de l'eau et des déchets, qualité de l'air et la gestion municipale - Kiev se classe en dernière position parmi les trente capitales européennes.

Vues de Kiev
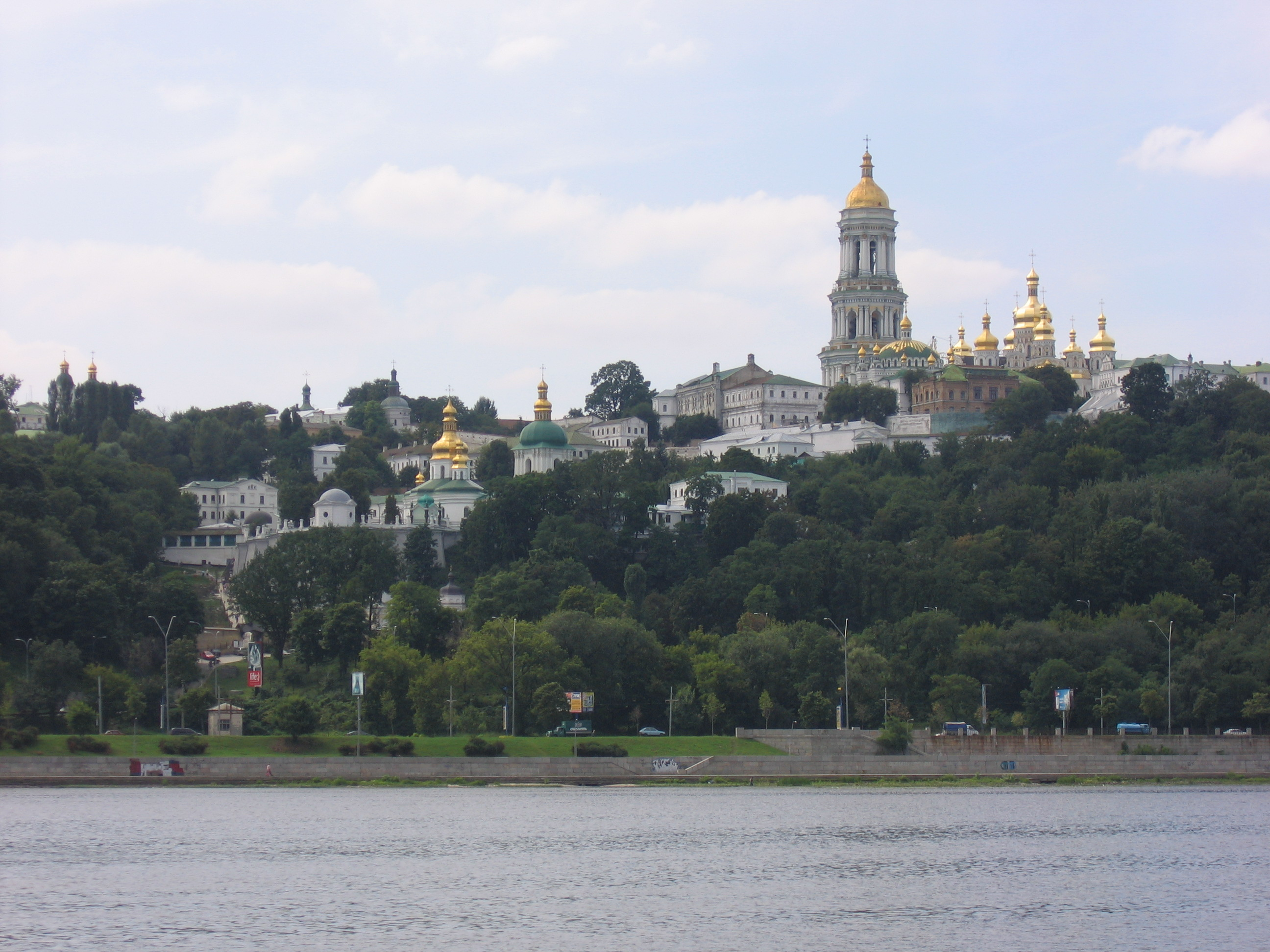
Le monastère de la Laure des Grottes de Kiev est situé sur les collines de la rive droite du Dniepr.
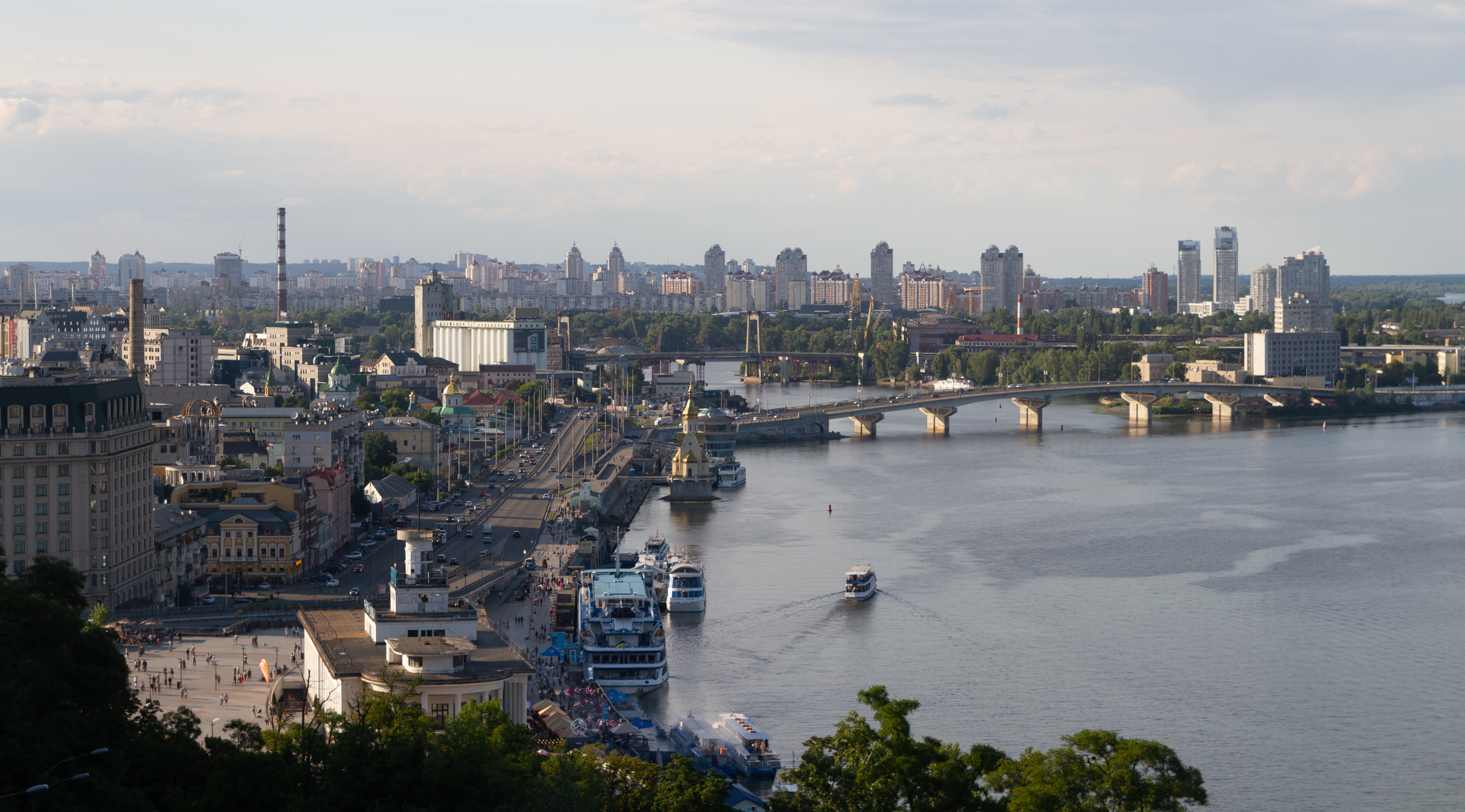
Centre de Kiev avec ses îles sur le Dniepr et la place de la poste à gauche.

### Climat
Le climat de Kiev est continental de type Dfb selon la classification de Köppen c'est-à-dire avec des hivers froids, des étés chauds et humides et des précipitations réparties sur toute l'année. Entre décembre et février la température moyenne est comprise entre -4,6 à −1,1 °C et des chutes de neige ont lieu entre mi-novembre et fin mars. La neige recouvre le sol en moyenne 97 jours et la hauteur de neige atteint en moyenne 20 cm de hauteur en février (maximum de 440 cm). Le nombre de jours moyens hors gel est de 180 jours. Entre juin et août la température moyenne est comprise entre 13,8 °C et 20,5 °C avec des températures maximales moyennes en juillet et août d'environ 26 °C. Les précipitations sont moyennement abondantes (618 mm par an) et réparties sur toute l'année (entre 38 et 68 mm selon le mois) avec des valeurs maximales en été. Le nombre d'heures de Soleil est moyen (1843 heures) avec un maximum marqué en été et un minimum entre novembre et février.

## Administration
Kiev est, avec Sébastopol en Crimée, une des deux villes à statut spécial ukrainiennes. À ce titre elle est à la fois le centre administratif de l'oblast de Kiev qui l'entoure et regroupe 1,7 million d'habitants sur une superficie de 28 131 km2 , et en même temps une des 27 régions administratives au même titre que les oblasts. Ce statut, défini par la constitution ukrainienne, place l'administration locale sous la supervision directe de l'État. Ce statut particulier et plus généralement le découpage administratif de l'Ukraine est un héritage de l'ère soviétique.
Kiev est la capitale de l'Ukraine depuis 1934 et contient donc les principaux organes du gouvernement : résidence présidentielle (Palais Mariinsky), parlement (Rada), ministères, offices nationaux.

Bâtiments administratifs à Kiev
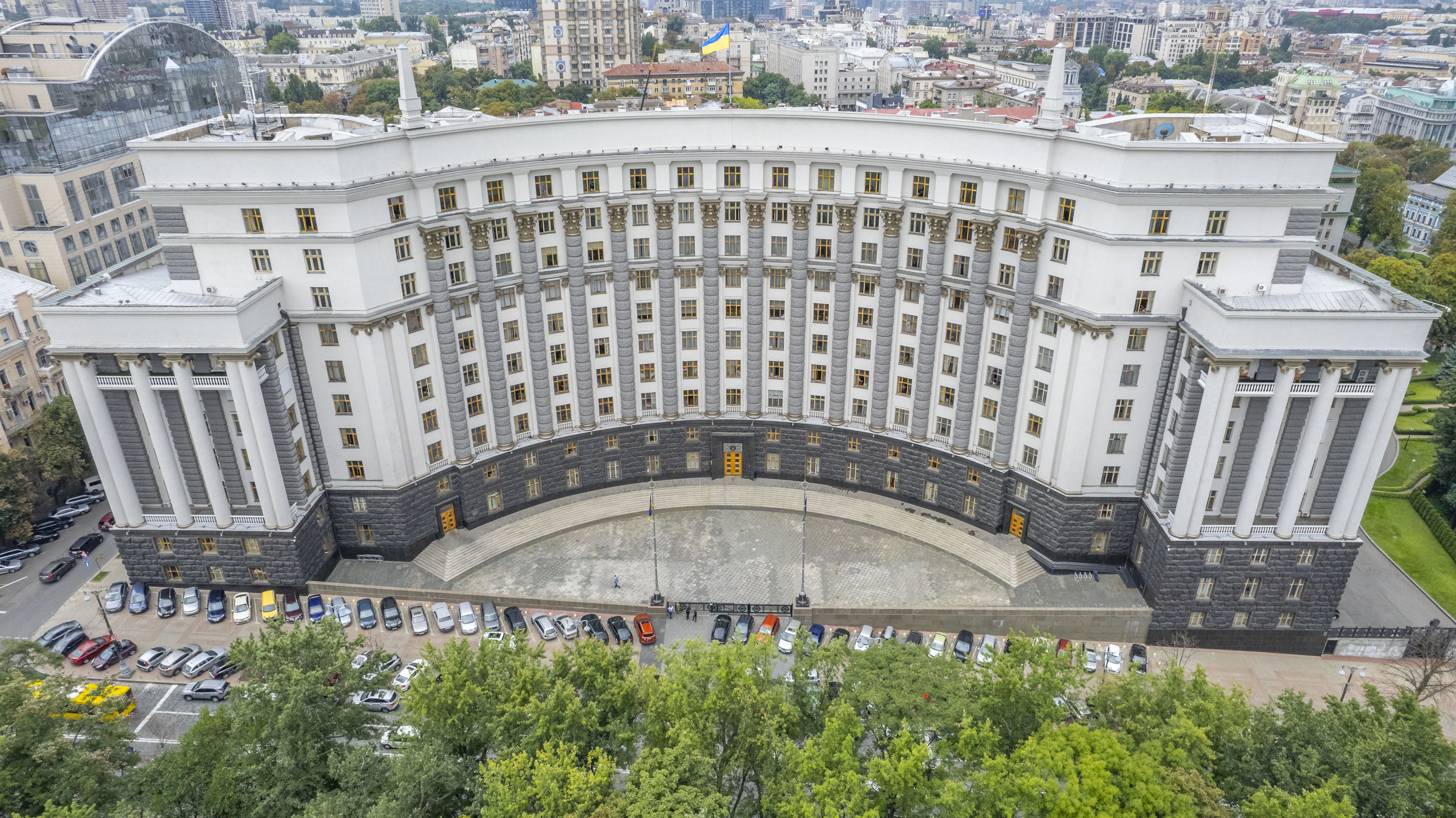
L'Immeuble du gouvernement.
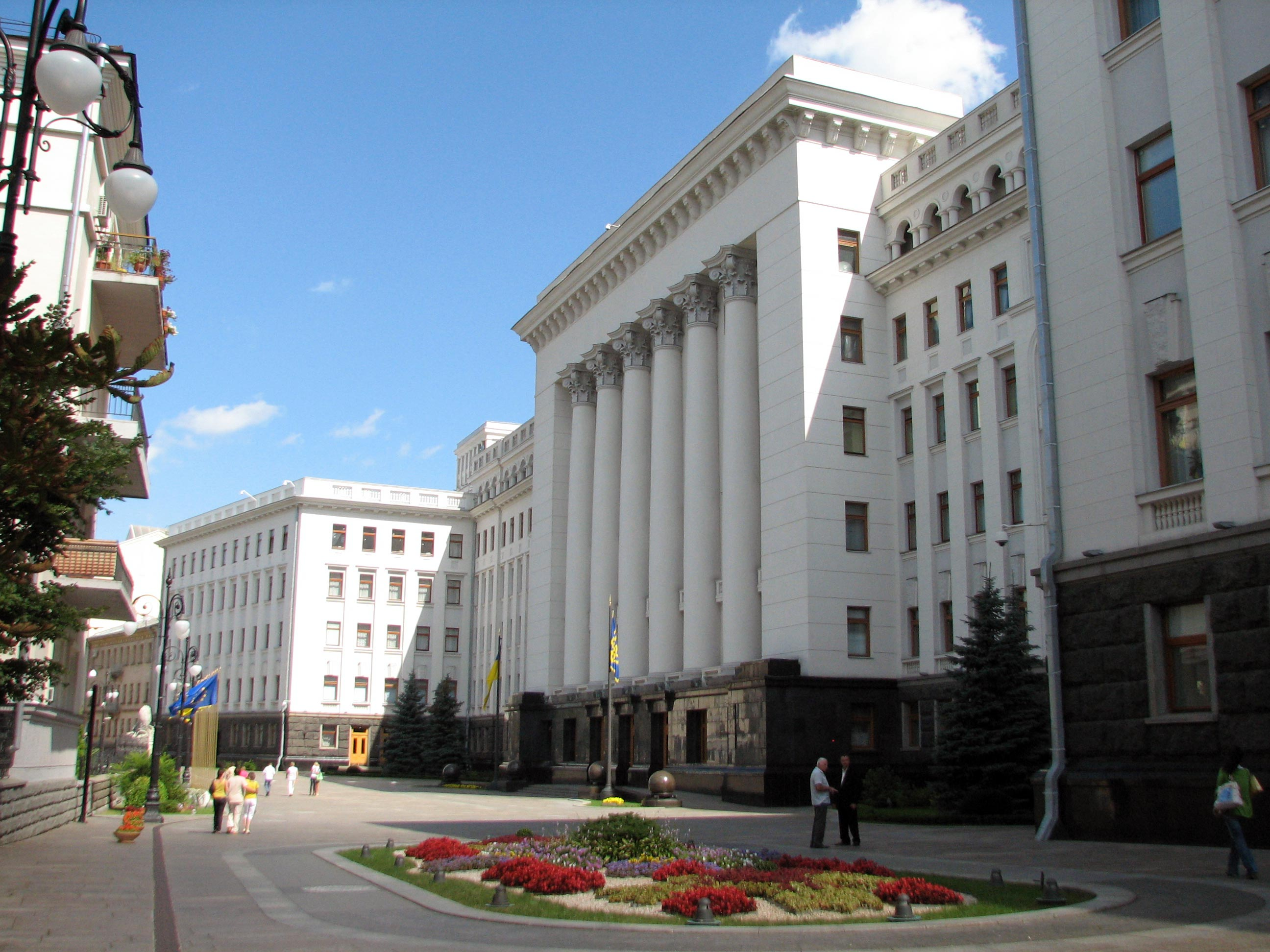
Le bâtiment de l'administration présidentielle.
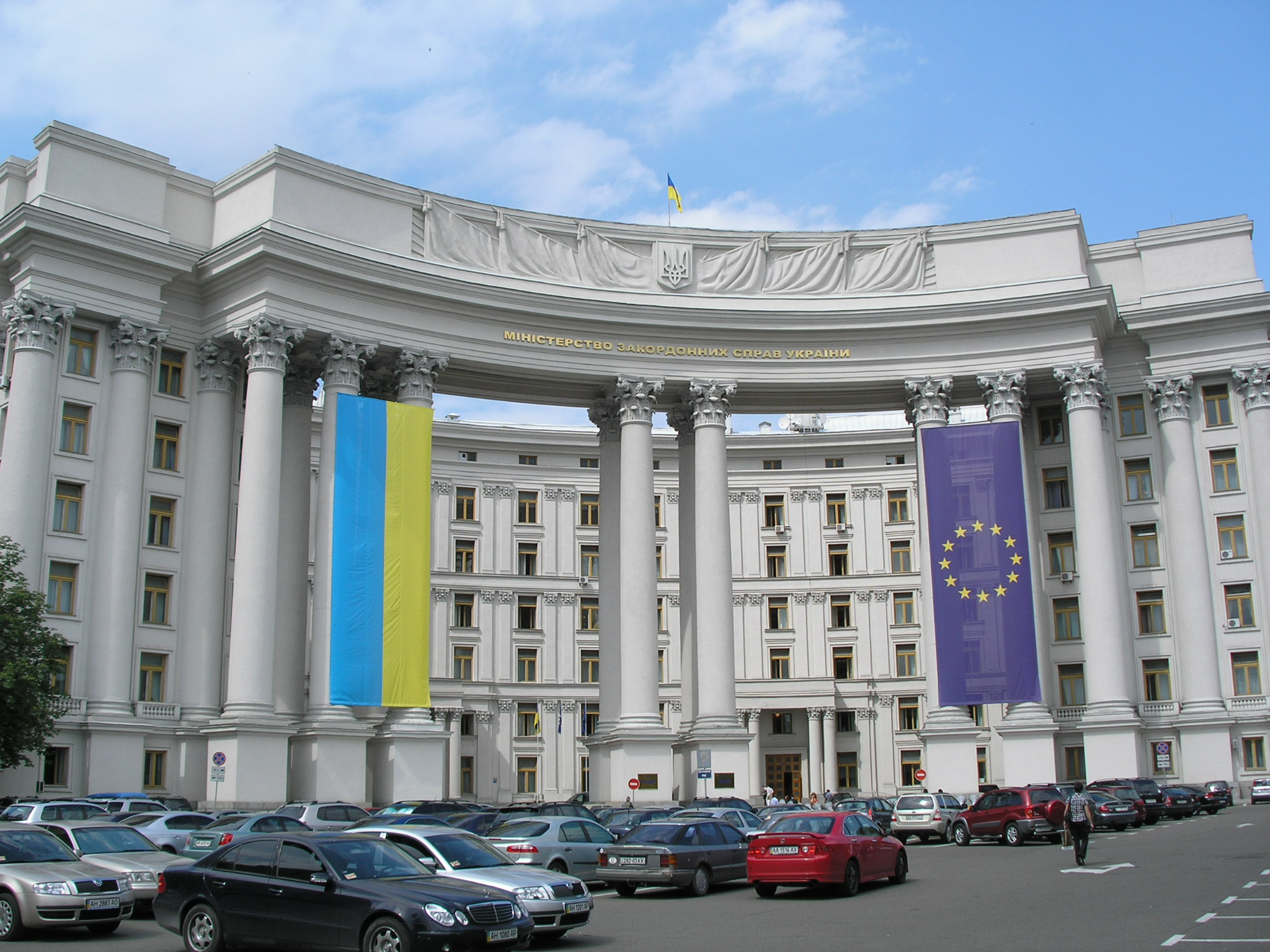
Le ministère des Affaires étrangères depuis la place Saint-Michel.
Cour suprême d'Ukraine dans le palais Klov.

### Organisation administrative

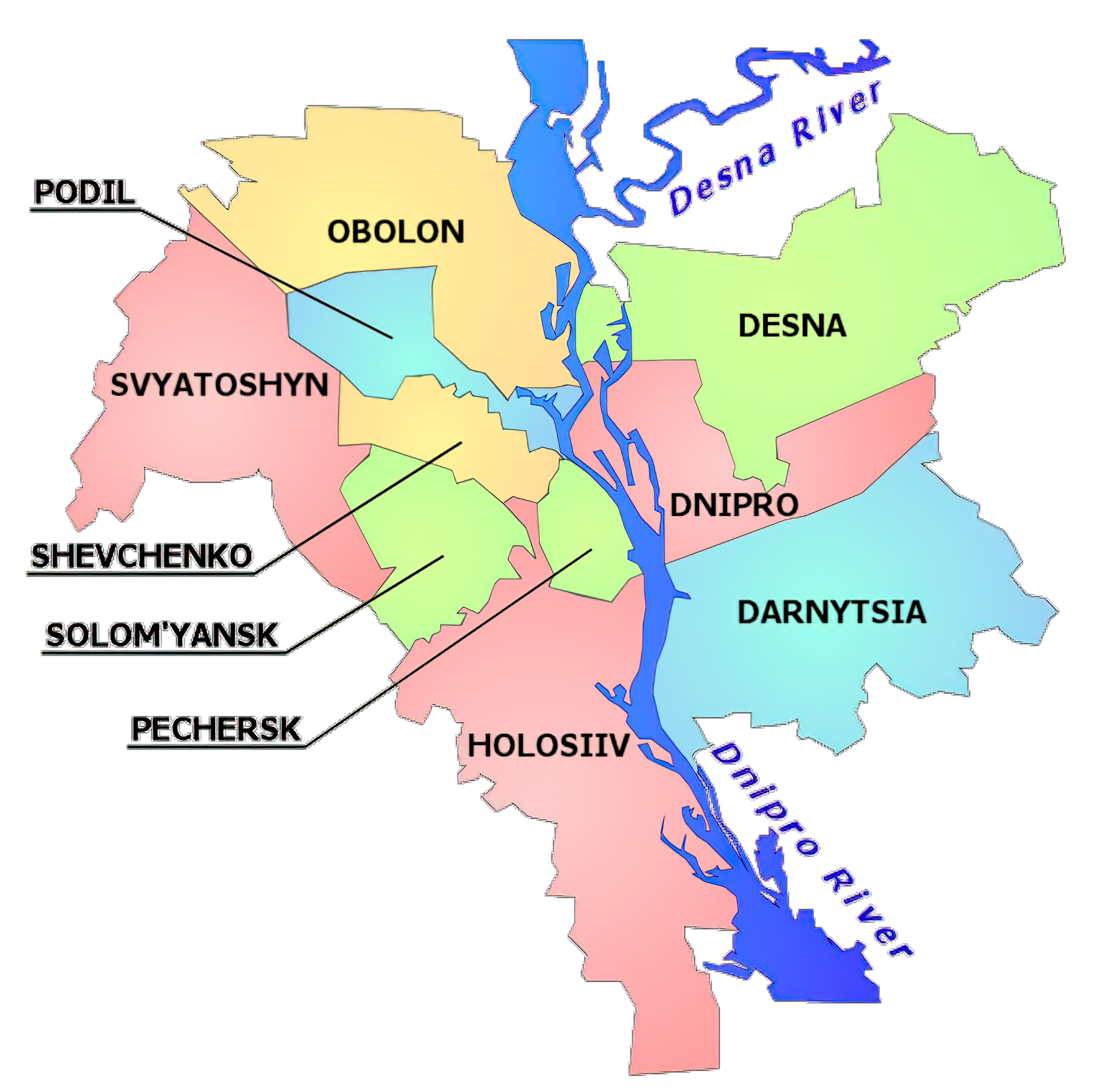
Carte des arrondissements de Kiev.

La surface de la ville est de 847,67 km2 (un peu plus que l'ensemble formé par Paris - 105 km2 - et sa petite couronne - 657 km2 - qui rassemblent 6,8 millions habitants) pour 2,94 millions habitants en 2018. Un tiers de la population totale de Kiev habite la rive gauche.
La ville de Kiev est divisée en 10 districts (raïons). Sept d'entre eux se trouvent sur la rive droite et comprennent le centre historique. Les trois autres sont situés sur la rive gauche du Dniepr et couvrent les quartiers récents de l'agglomération. Chaque district est doté d'un conseil municipal élu avec des prérogatives limitées. Un raïon compte au moins 10 microraïons (ou microdistricts). Par exemple, le district de Petcherskyï compte les microdistricts historiques de : Petchersk, Lypky, Klov, Vydoubytchi, Zvirinets, Telytchka, Tchorna Hora etc. Le nombre de districts et leur désignation a beaucoup évolué dans le temps pour des raisons à la fois démographique, historique et politique. Durant l'ère soviétique certains des districts portaient le nombre de personnalités communistes ou révolutionnaires et durent être renommés lorsque ceux-ci tombaient en disgrâce.
| District (raïon) | Superficie | Population | Densité (hab/km2) | Remarques                     |
| ---------------- | ---------- | ---------- | ----------------- | ----------------------------- |
| Rive droite:     |            |            |                   |                               |
| Holossiïv        | 160,78 km2 | 254 000    | 1 579             |                               |
| Obolonskyï       | 110,32 km2 | 318 100    | 2 883             |                               |
| Petcherskyï      | 19,57 km2  | 163 600    | 8 359             | Centre historique de la ville |
| Podilskyï        | 34,08 km2  | 209 100    | 6 135             |                               |
| Sviatochynskyï   | 102,63 km2 | 341 800    | 3 330             |                               |
| Solomianskyï     | 40,52 km2  | 384 600    | 9 491             |                               |
| Chevtchenkivskyï | 26,63 km2  | 215 900    | 8 107             |                               |
| Rive gauche:     |            |            |                   |                               |
| Darnytskyï       | 132,24 km2 | 348 400    | 2 634             |                               |
| Desnianskyï      | 154,2 km2  | 368 400    | 2 389             |                               |
| Dniprovskyï      | 66,7 km2   | 357 900    | 5 365             |                               |

### Maires de Kiev

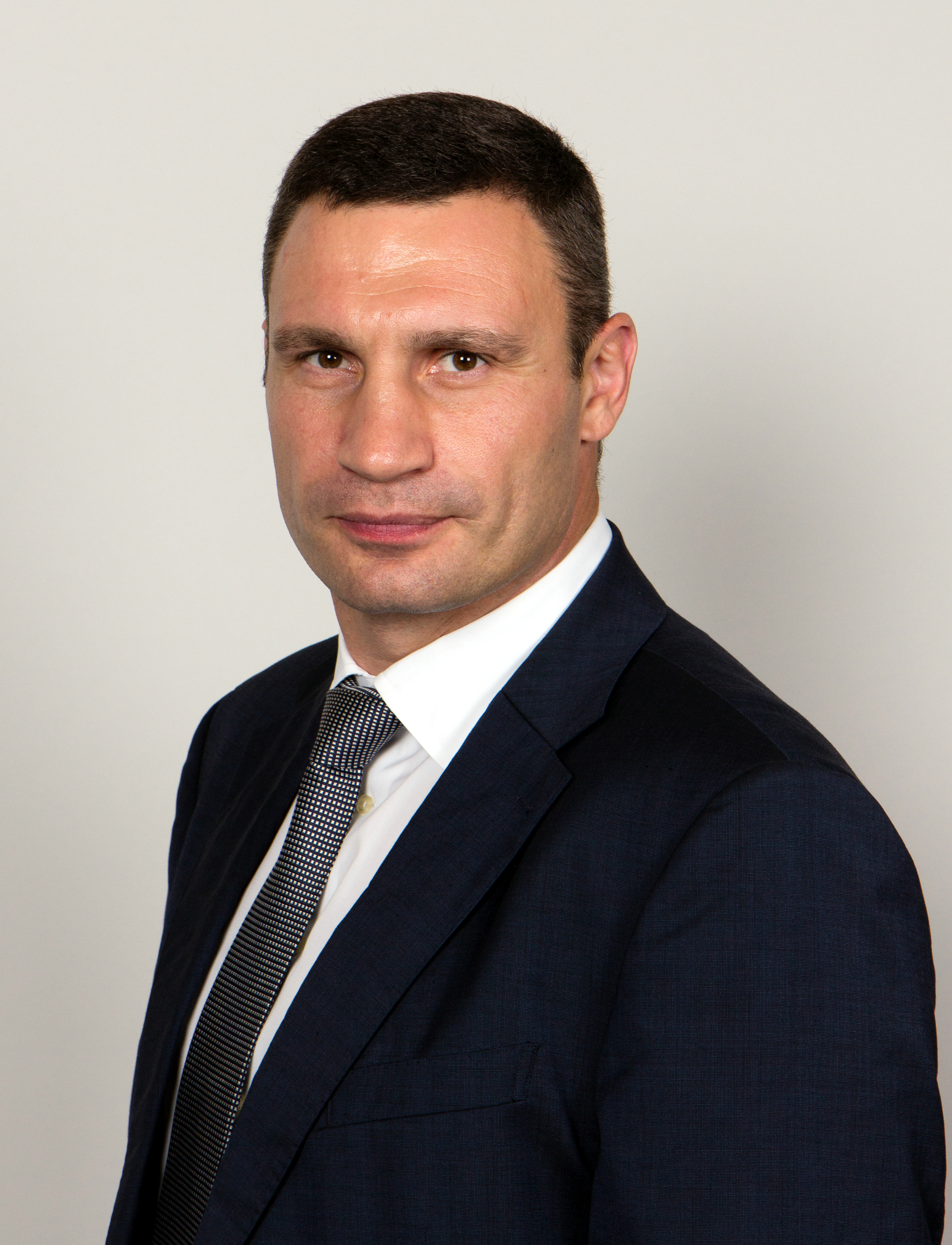
Vitali Klitschko maire de Kiev en exercice début 2022.

Le maire de Kiev en poste depuis 2014 est Vitali Klitschko. Fils d'un général soviétique ayant participé au nettoyage du site de Tchernobyl, Klitschko, dont la carrure est peu commune (2,01 m), est un ancien champion du monde poids lourds en boxe (champion WBO (1999-2000) et WBC (2004-2005, 2008-2013) qui s'est illustré durant sa carrière sportive par la puissance de ses poings (41 victoires par KO sur 47 combats). Très populaire, il se porte candidat à la mairie de Kiev en 2006 mais n'est pas élu. De 2010 à 2015, il dirige l'Alliance démocratique ukrainienne pour la réforme, un mouvement politique pro-européen et anti-corruption. Il est élu député proeuropéen au parlement ukrainien en 2012.
En 2014, il est une des figures de proue des manifestations proeuropéennes qui ont lieu à Kiev (Euromaïdan) lorsque le gouvernement ukrainien renonce à un accord d'association avec l'Union européenne au profit d'un accord avec la Russie. La même année il se présente à l'élection présidentielle avant de se retirer au profit de Petro Porochenko. Il est élu en 2014 maire de Kiev avec 57% des votes. De 2015 à 2019, il est à la tête du Bloc Petro Porochenko « Solidarité ». Il est réélu maire de Kiev en 2020 au premier tour avec 50,52 % des voix exprimées (365 161 votes) devant Oleksandr Popov (Plateforme d'opposition Pour la vie) a obtenu 68 757 voix des habitants de Kiev, Serguiy Prytoula (parti Golos) a terminé avec 56 900 voix, Oleksiy Koutcherenko (Union panukrainienne Batkivchtchyna) a 45 823 voix, Iryna Verechtchuk (parti Serviteur du peuple) a reçu 39 321 voix et Andriy Paltchevsky a 38 360 voix.

## Toponymie
On ne connaît pas l'origine exacte de l'appellation Kiev. Selon une légende, parvenue à travers la Chronique des temps passés (ouvrage compilé vers 1111 retraçant l'histoire de la Rus' kiévienne de 858 à 1113), l'appellation Kiev serait dérivée du prénom d'un des princes slaves fondateurs de la ville : Kii (ou Ki), l'aîné des quatre fondateurs de la ville avec Chtchek, Khoryv et leur sœur Lybid,. Selon le linguiste ukrainien canadien Jaroslav Rudnyckyj, le nom peut être lié à la racine proto-slave * kyjь , et doit être interprété comme signifiant «bâton, poteau» comme dans son équivalent ukrainien moderne Кий. Le nom doit alors être interprété comme « agglomération palissadée ».
En France, et en Suisse, la désignation officielle de la ville est Kiev, alors qu’au Canada elle varie entre Kiev, Kyïv et Kyiv. En 1995, quatre ans après son indépendance, l’Ukraine adopte officiellement le nom « Kyïv », translittération du nom ukrainien Київ
,. L’Ukraine demande alors aux autres pays d’utiliser le nom « Kyiv » à la place de « Kiev » qui est considéré comme étant la transcription de l'appellation russe de la ville (Киев),,. Aussi le ministère des Affaires étrangères ukrainien mène une campagne en 2018 nommée « KyivNotKiev » pour tenter de convaincre les médias anglophones de privilégier le nom ukrainien.
L’utilisation du nom ukrainien Kyïv se développe en 2022 dans les médias francophones à l'occasion de l'invasion de l'Ukraine par la Russie,. Le quotidien français Libération et plusieurs médias québécois dont La Presse et Les Affaires ont annoncé désormais privilégier la graphie « Kyiv »,.
Depuis le 4 mars 2022, sur demande de la Mission permanente de l’Ukraine, la désignation officielle en français de la ville à l’ONU est « Kyïv ».
La romanisation française du nom ukrainien de la ville admet deux variantes : Kyïv et Kyiv,,,.

## Histoire
Durant son histoire, Kiev, l'une des plus vieilles villes d'Europe de l'Est, passa par plusieurs étapes, de la grandeur jusqu'à une relative obscurité.

### Préhistoire
Les découvertes archéologiques d'habitations réalisés à l'aide de bois et de peaux de bêtes et de grandes accumulations d'os de mammouths indiquent que le site de Kiev est occupé depuis la fin du Paléolithique (entre 40000 et 15 000 ans avant notre ère). Les premières tribus néolithiques pratiquant l'agriculture et l'élevage (culture de Cucuteni-Trypillia) occupent le site vers 3 000 ans av. J.-C. De nombreux objets démontrant l'existant d'un village datant de les ages du cuivre, du bronze et du fer ont été découverts. Les tribus qui habitaient là commerçaient avec les peuples nomades des steppes : Scythes, sarmates, khazars et plus tard les grecs installés dans des colonies qu'ils avaient créé sur la côte de la mer Noire

### Débuts de la ville (Vesiècle-Xesiècle)
La ville a probablement été fondée comme étape du commerce entre Constantinople et la Scandinavie.

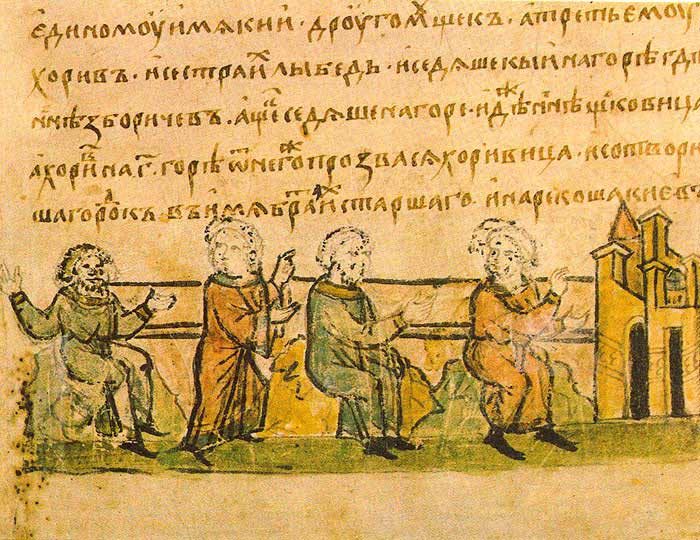
Ki, Chtchek, Khoriv et Lybid légendaires dans la Chronique des Radziwiłł

Selon la tradition, la ville de Kiev a été fondée en 482 après J.C. mais les éléments archéologiques découverts font remonter l'apparition d'un premier centre pré-urbain à une période comprise entre les VIe et VIIe siècles sur la colline Zamkova. Le site couvrait alors quatre hectares et devait être protégé par une palissade de terre et de bois (semblable à celle que les archéologues ont retrouvée sur une colline proche Starokievska qui protégeait un autre site pré-urbain d'environ deux hectares daté de la même époque). Là se trouvait le centre du pouvoir politique et religieux, comme le prouve la découverte du sanctuaire dédié à Svjatovit-Rod.
C'est entre les VIIIe et IXe siècles que Kiev, centre pré-urbain des Polianes (une tribu de Slaves orientaux), se transforme en une ville importante d'environ 11 hectares. Les princes commencent alors le rassemblement des tribus slaves auxquelles ils imposent la tournée fiscale appelée polioudie. Le nom de Kiev apparaît pour la première fois dans la Chronique des temps passés (Povest vremennykh let). Trois frères, Kyi, Chtchek et Khoriv y sont présentés comme les fondateurs de Kiev qui, en réalité, est déjà un centre politique affirmé.
Selon la chronique, en 882, Kiev est conquise par Oleg (en ukrainien : Oleh), un Varègue (viking) successeur de Riourik, prince (kniaz) de Novgorod. La ville devient la capitale du premier État ruthène, la Rus' de Kiev, connue en Europe comme la principauté de Kiev), sous le nom de Kønugård (Kænugarðr en vieux norrois).
Le christianisme grec y est introduit peu de temps après par Olga (ou Olha), la régente de Kiev (945-964) ; il est ensuite imposé par Vladimir Ier (980-1015), considéré comme le véritable fondateur de l'empire de Kiev.

### Expansion économique et développement artistique (XeetXIesiècles)

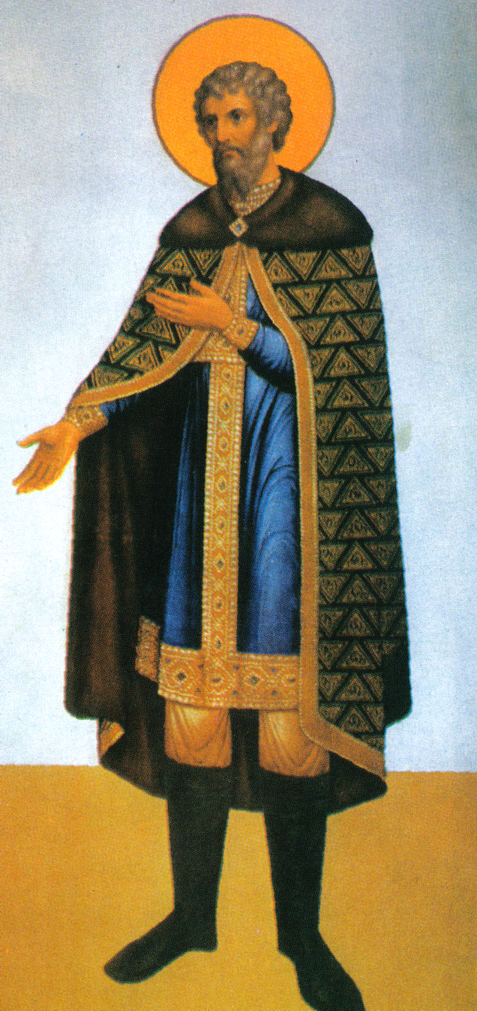
Iaroslav le Sage

Entre les Xe et XIe siècles, Kiev connaît un développement urbain et architectural exceptionnel, rendu possible par l'exploitation de la célèbre route des Varègues aux Grecs, le long de laquelle s'organise un commerce important vers Constantinople, bien régulé par les traités de commerce de 912, 945 et 971.
Profitant de cette croissance économique, le prince Vladimir veut construire un État centralisé dont Kiev doit être la capitale. Après avoir échoué dans sa tentative de s'appuyer sur le dieu païen Péroun, Vladimir est baptisé à Chersonèse en 989 par le clergé byzantin et épouse la princesse porphyrogénète Anne. Il entend alors doter Kiev, sa capitale à l'architecture en bois, du signe visible de sa nouvelle foi en confiant à des maîtres grecs la construction d'une merveilleuse cathédrale en brique et en pierre, décorée de somptueuses fresques et mosaïques, l'église de la Sainte-Mère-de-Dieu, dite de la Dime (989-993). Elle est érigée au cœur de la ville nouvelle dit « ville de Vladimir », à proximité du marché des Grands-mères (Babyn torzok). Cette œuvre d'urbanisme sera encore amplifiée sous le règne de son fils et successeur, Iaroslav le Sage (1018 - 1054). La ville de Iaroslav est dessinée autour de trois bâtiments majeurs, les monastères Saint-Georges et Sainte-Irène qui bordent la voie qui conduit à la merveille du septentrion, la cathédrale Sainte-Sophie de Kiev (1037 - 1041), comme la désigne le métropolite Hilarion dans son célèbre Dit sur la Grâce et la Foi.
Sur la rive droite du Dniepr, dominant le fleuve de quelque 70 mètres, se dresse par ailleurs Kiev, dont les 400 églises, les 8 marchés et la foule innombrable de ses habitants provoquèrent, en 1018, l'admiration de l'évêque Thietmar de Mersebourg.
Kiev est alors une ville importante qui rassemble plus de 30 000 habitants répartis sur les 80 hectares de la ville haute et les 150 hectares de la ville basse ou podol. Cette croissance urbaine, qui voit se multiplier les monuments religieux, est couronnée par la fondation, hors de Kiev, mais à proximité de la ville, du célèbre monastère des Grottes (Petcherska Lavra) en 1051, sous la direction d'Antoine, puis de Théodose.
Siège de la chaire métropolitaine de Kiev, lieu de rayonnement d'églises et de monastères d'inspiration byzantine, résidence princière mais aussi centre de production de manuscrits, Kiev brille alors de toute sa splendeur. L'alliance avec la dynastie des Riourikides est recherchée par les principales cours européennes. Le roi de France Henri Ier en fera venir Anne, fille du prince Iaroslav, qu'il épousera en 1049.

### Déclin (finXIesiècle-XIVesiècle)
Le déclin de la ville s'amorce peu après la mort de Iaroslav en 1054. Le système successoral de frère à frère engendre de longs et violents conflits entre oncles et neveux dont l'enjeu est la possession du trône de Kiev. En conséquence, ces conflits affaiblissent la ville et en font une proie, d'abord pour les princes russes de la Haute Volga. En 1169, Kiev succombe sous les coups du prince de Vladimir, André Ier Bogolioubski à la tête d'une coalition princière ; la ville est pillée et mise à sac. Bogolioubski place son jeune frère, Gleb, à la tête de la ville qui perd sa suprématie politique, et en 1171 le titre de grand-prince attaché à ses dirigeants. C'est la fin de la Rus' de Kiev. Elle est absorbée par la Russie, qui devient une fédération de cités-États dispersées, liées par une langue, une religion, des traditions, des coutumes, et dirigée par les membres de la vaste maison riourikide généralement en guerre les uns contre les autres.
Un nouveau sac de Kiev est perpétré en 1203 par Riourik Rostislavitch. Le 6 décembre 1240, ce sont les Mongols de Batu Khan qui prennent la ville ou ce qu'il en restait. En 1362, Kiev est de nouveau prise, cette fois par le grand-duc de Lituanie Olgierd qui en fait un bien patrimonial pour son fils, Vladimir.

### Union de Pologne-Lituanie et hetmanat cosaque (XIVesiècle-XVIIIesiècle)

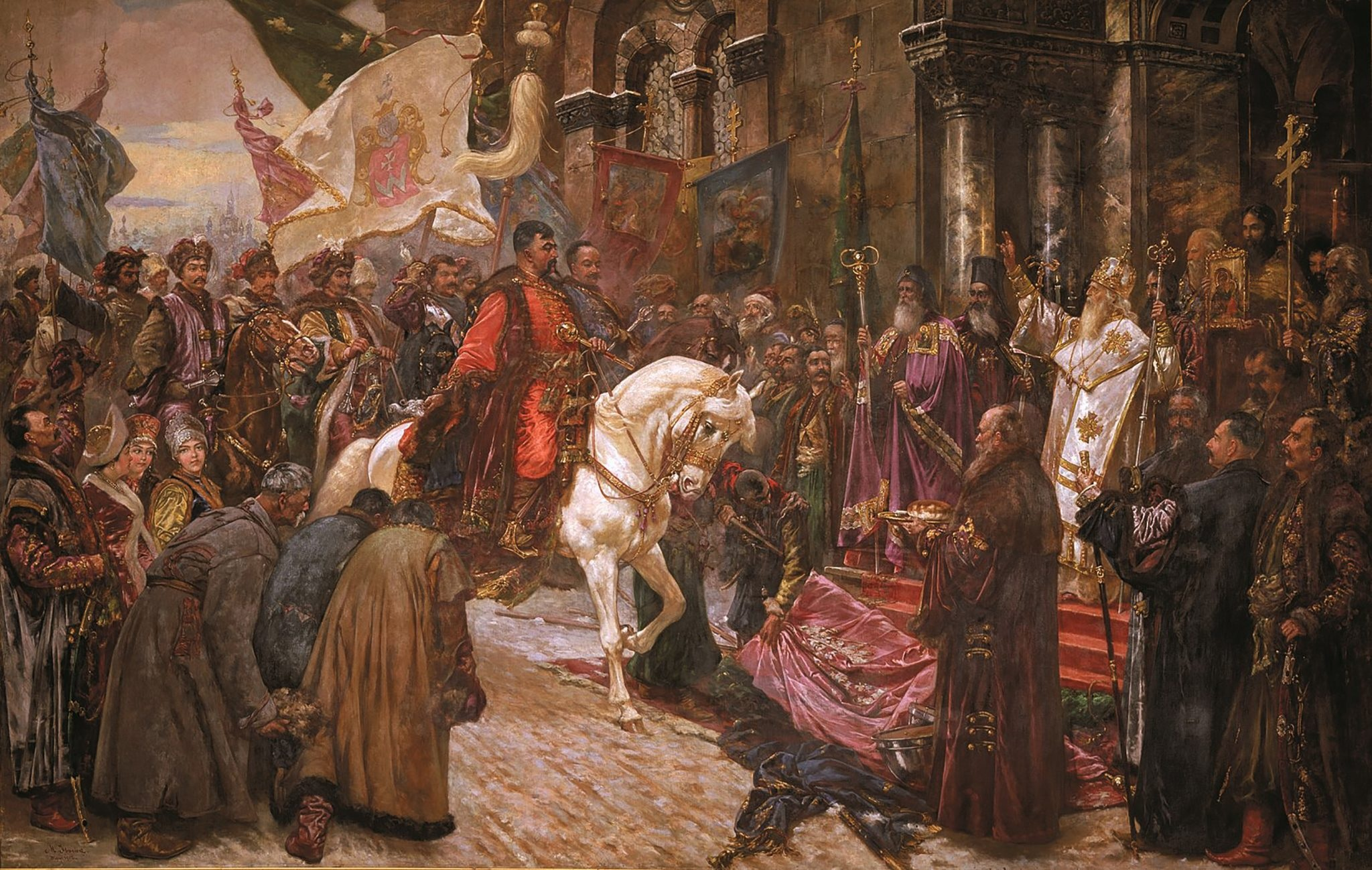
Entrée de Bogdan Khmelnitski à Kiev. Peinture de Nikolai Ivasyuk, fin du XIXe siècle

De 1363 à 1667, Kiev fait partie de l'union de Pologne-Lituanie, qui devient, par l'union de Lublin en 1569, la république des Deux Nations. À la fin du XVe siècle, Kiev adopte le droit de Magdebourg. Après l'union de Brest (1596), Kiev devient l'un des lieux majeurs de l'affrontement entre les églises catholiques orientales (uniates) et orthodoxes.
Au cours du XVIIe les cosaques zaporogues installés en aval de Kiev sur le cours du Dniepr s'agitent de plus en plus et les heurts avec les autorités polonaises se multiplient. En 1648, le hetman Bogdan Khmelnitski fait une entrée triomphale dans Kiev. Il cherche à créer un état ukrainien indépendant, l'Hetmanat cosaque. Mais par la suite Khmelnitski se retrouve en difficulté dans les combats qu'il mène contre la puissante armée polonaise et il conclut en 1654 une alliance avec le tsar de Moscovie qui place l'Ukraine sous sa protection. Le conflit se poursuit de manière confuse avec de nombreuses destructions. Finalement en 1667 la trêve d'Androussovo confirme la suzeraineté de Moscou sur la rive gauche du Dniepr tandis que la rive droite continue de faire partie de la Pologne. Kiev, bien que située sur la rive droite, est placée sous le protectorat de la Russie. Le Traité de paix éternelle de 1686 confirme ce partage. En 1793 le deuxième partage de la Pologne permet à la tsarine Catherine II d'annexer les territoires de la rive droite du Dniepr. Catherine II abolit l'Hetmanat cosaque et incorpore l'Ukraine dans l'Empire russe. Kiev devient la capitale du gouvernement de Petite Russie.

### Kiev dans l'Empire russe (1793-1917)

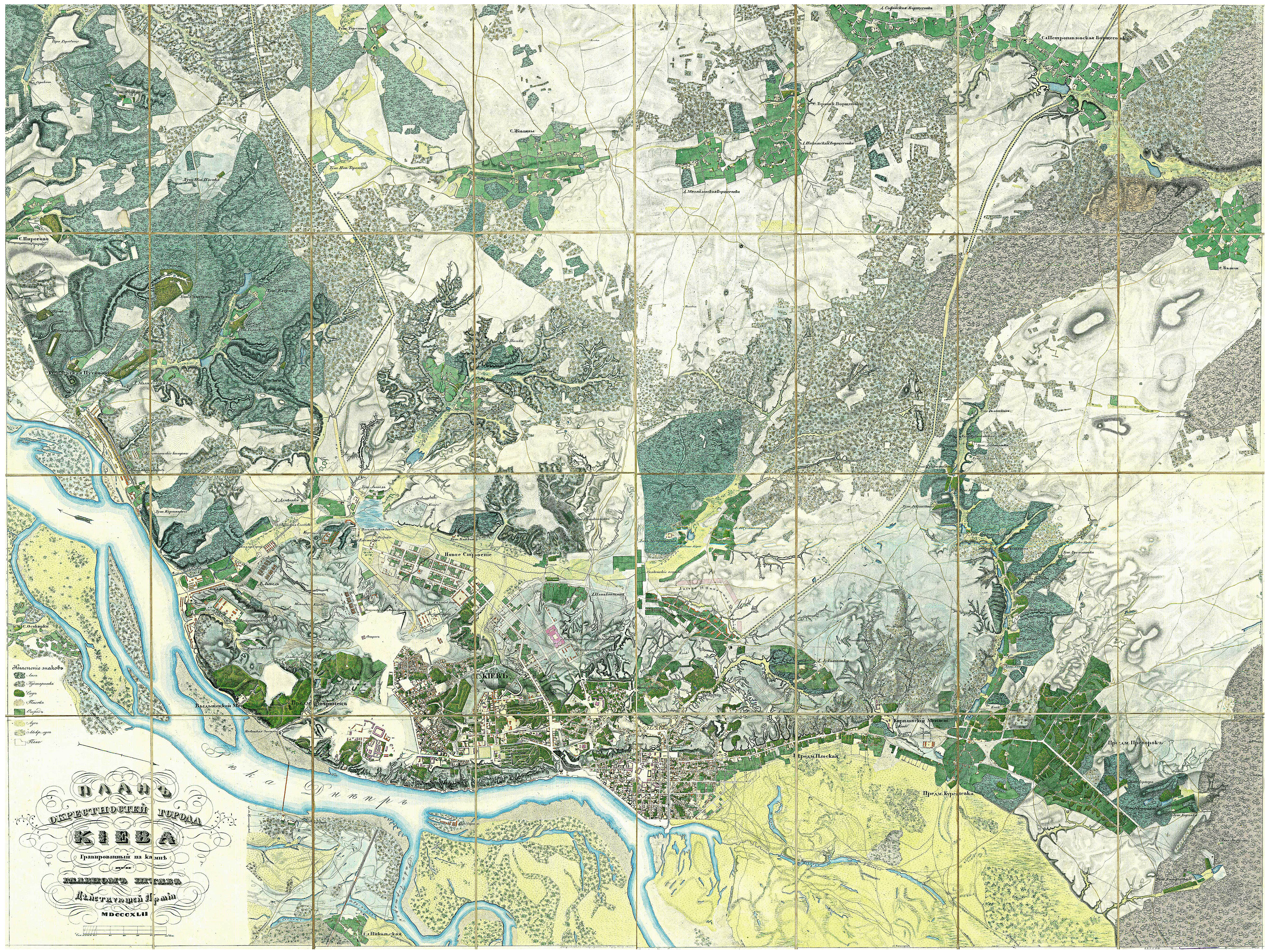
Carte de Kiev en 1842 (le Nord est à droite) : la ville se situe à l'époque uniquement sur la rive droite et aucun pont ne franchit le Dniepr.

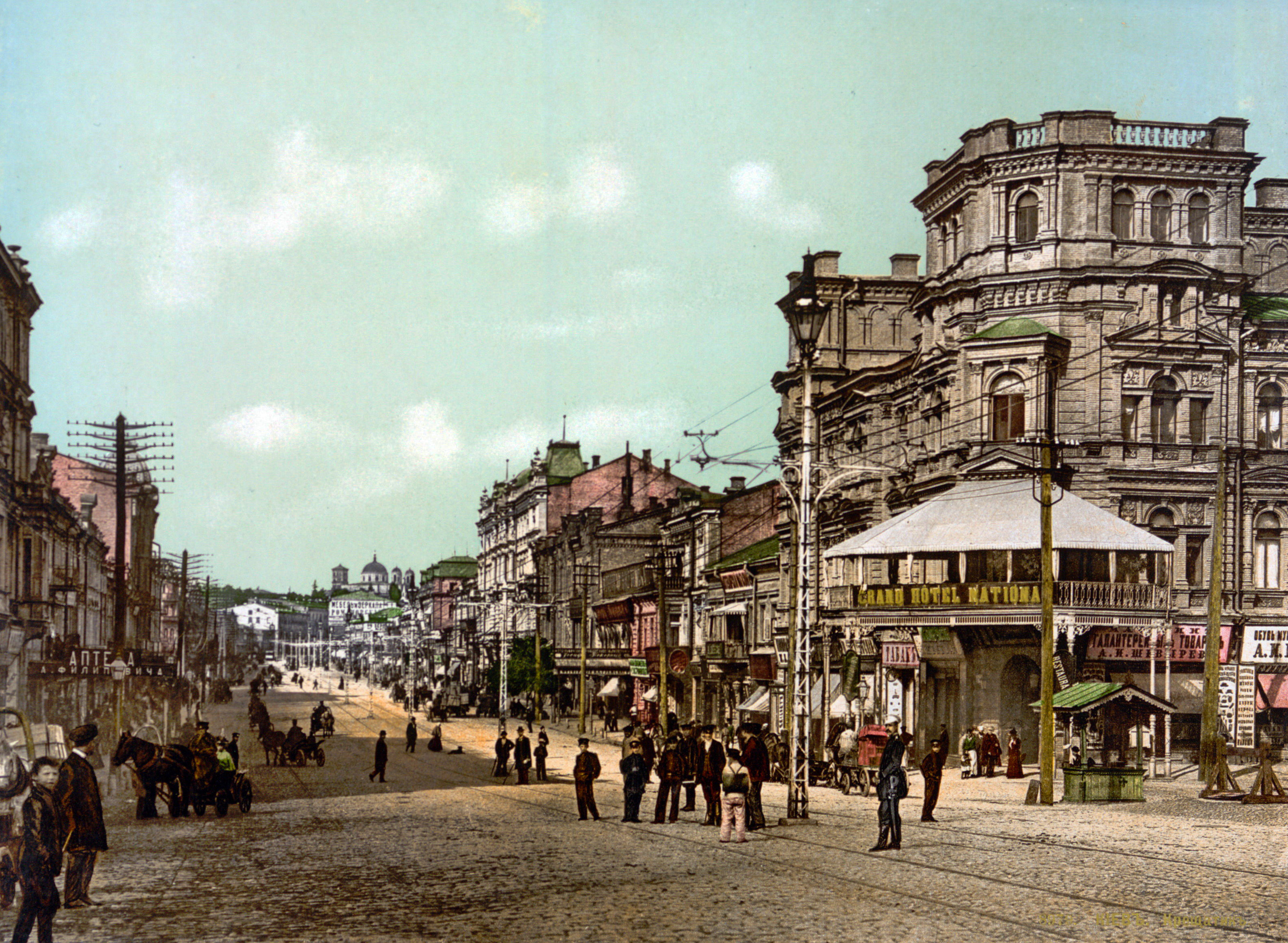
L'avenue Krechtchatyk en 1899, axe majeur de la ville.

Après la reconstruction complète de la ville basse après l'incendie de 1811 avec des maisons d'un étage et des bâtiments administratifs de style palladien par Andreï Melenski, la ville haute se couvre, dans la seconde moitié du même siècle, d'immeubles bourgeois de briques de cinq étages environ (voir Nikolaï Gordenine), lui donnant une allure de capitale provinciale de l'empire russe et de ville d'Europe centrale.
En 1834 la première université de Kiev (l'actuelle université nationale Taras-Chevtchenko) est créée. Celle-ci devient un des foyers du mouvement démocratique national polonais et du nationalisme ukrainien. En 1845 Nikolaï Kostomarov, historien ukrainien est responsable au département d'histoire de cette université. Militant pour un panslavisme populiste et un système politique fédéral, il crée la Confrérie de Cyrille et Méthode qui milite pour le réveil national ukrainien et la défense de la langue ukrainienne. Mais cette organisation est déclarée illégale par le pouvoir autocratique russe et Kostomarov est condamné à l'exil. Le mouvement nationalisme ukrainien, persécuté par le gouvernement tsariste, quitte Kiev et va se trouver une nouvelle base à Lviv dans la partie de l'Ukraine rattaché à l'Empire austro-hongrois.
Au cours du XIXe siècle, l'Ukraine perd progressivement son autonomie. L'arrivée de migrants russes, les actions de l'administration impériale et la modernisation contribuent à russifier la ville. Au début du XXe siècle les locuteurs russes deviennent majoritaires dans le centre-ville. Toutefois des passionnés qui se recrutent parmi les nobles les militaires et les commerçants d'origine ukrainienne tentent de préserver la culture locale en imprimant clandestinement des ouvrages, montant des pièces de théâtre amateur ou en étudiant le folklore local.
Kiev était devenu progressivement au cours de la deuxième moitié du XVIIIe siècle un centre commercial important grâce notamment à l'abolition des barrières douanières entre la Russie et l'Ukraine. Cette croissance se poursuit au XIXe siècle grâce à l'importance croissante de l'économie ukrainienne qui devient une région exportatrice de céréales. À Kiev des usines modernes sont construites à côté de l'arsenal militaire Kiev et des scieries. Celles-ci produisent du tabac, des tissus textiles, du cuir et de la bière. À la fin des années 1860 Kiev est relié par le chemin de fer à Moscou et à Odessa, port qui fournit un débouché sur la mer Noire. Ces nouvelles infrastructures contribuent encore à accroitre le rôle de Kiev en tant que centre industriel, commercial et administratif.

### République populaire ukrainienne (1917-1919)
Conséquence de la Première Guerre mondiale la révolution russe de 1917 met fin au régime tsariste. À Kiev la société des progressistes ukrainiens et d'autres associations culturelles, professionnelles et politiques décident de créer un parlement exerçant le pouvoir législatif, la Rada centrale, dont les membres sont élus en avril 1917. La Rada proclame en janvier 1918 l'indépendance de l'Ukraine. Kiev devint la capitale de la nouvelle République populaire ukrainienne. Des soulèvements mineurs pro-bolchéviques, qui ont lieu principalement autour des ateliers de l'Arsenal, sont rapidement réprimés. Mais les troupes bolchéviques viennent à leur secours et s'emparent de Kiev le 9 février 1918. Les troupes mènent une répression brutale contre les habitants d'ethnie ukrainienne. 

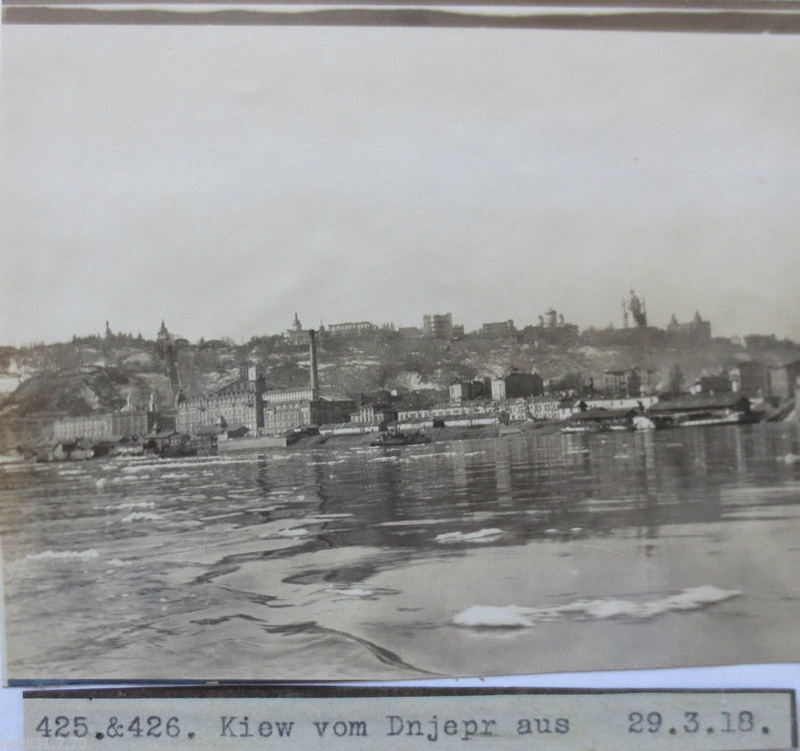
Panorama de la ville en 1918

Cette occupation ne dure pas car le traité de Brest-Litovsk signé par Lénine le 3 mars 1918, qui met fin au conflit entre l'Allemagne et la Russie dans des conditions défavorables pour cette dernière, impose au gouvernement soviétique de reconnaitre l'indépendance de l'Ukraine. Les forces militaires allemandes occupent le pays et installent un gouvernement fantoche à Kiev mais celui s'effondre lorsque l'Allemagne est vaincue par les Alliés en novembre 1918. Les troupes allemandes quittent le pays et l'indépendance de l'Ukraine est à nouveau proclamée. Presque immédiatement les combats reprennent entre l’armée nationaliste ukrainienne menée par Symon Petlioura, l’Armée rouge (soviétique) et les troupes russes tsaristes (les blancs). Kiev est brièvement occupée en novembre 1919 par les blancs avant d'être finalement reprise par l'Armée rouge. La Guerre soviéto-polonaise éclate au printemps 1920 et Kiev est brièvement occupée par les polonais en mai 1920 avant que ceux-ci ne soient définitivement repoussés par les troupes soviétiques.
Cette période est marquée par une extrême instabilité politique, des changements de pouvoirs réprimant successivement différentes catégories de la population. Malgré l'afflux de réfugiés des campagnes environnantes, particulièrement de juifs fuyant les pogroms, la population de la ville décimée par les massacres, la famine et les épidémies baisse en 10 mois entre les deux recensements de mars 1919 et de janvier 1920 de 544 369 habitants à 374 000 habitants.

### Période soviétique (1920-1991)

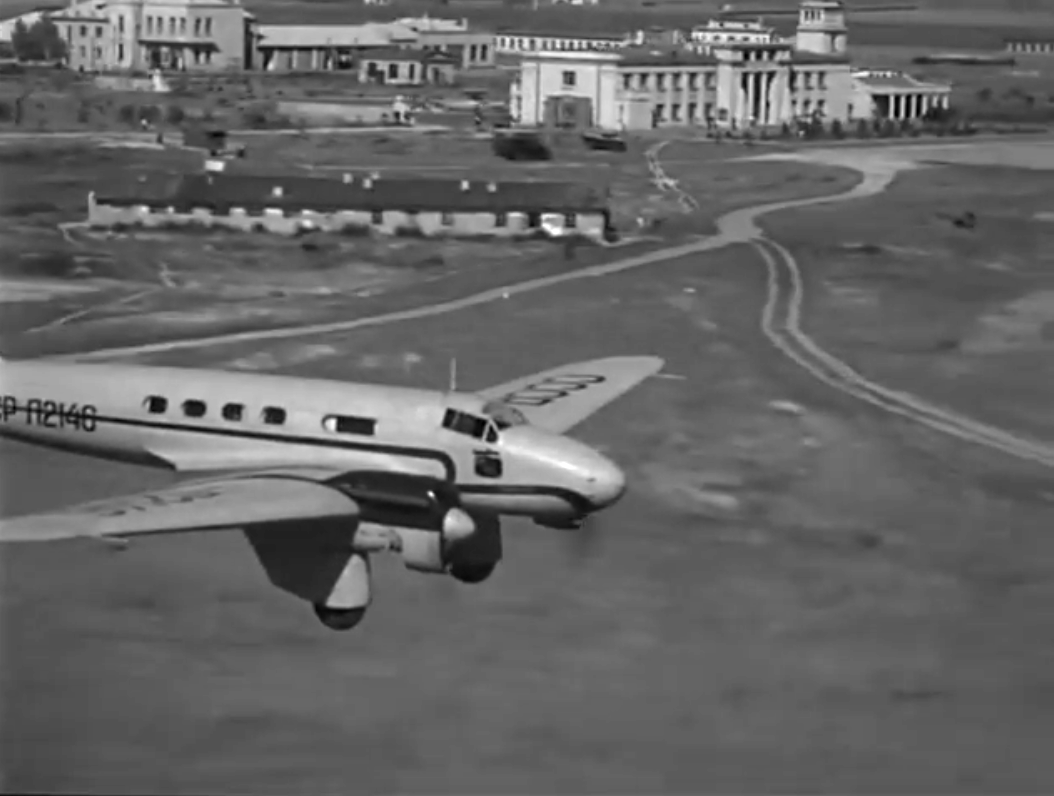
Un PS-89 Laville devant l'Aéroport de Kiev-Brovary avant la Grande guerre patriotique.

L'Ukraine est intégrée en 1922 à l'Union soviétique en tant que république socialiste soviétique d'Ukraine. La capitale de cette république socialiste est Karkhov car Kiev est suspecte aux yeux du nouveau régime à cause de ses accointances avec les nationalistes ukrainiens. Elle ne redeviendra la capitale qu'en 1934. L'économie de la ville fortement ébranlée par les conflits se relève progressivement. Les trois plans quinquennaux qui précédent la Seconde Guerre mondiale créent des entreprises dans les secteurs de la machine-outil, de l'industrie chimique et les équipements électriques. La grande famine de 1932-1933 orchestrée par Staline décime la population migrante de Kiev qui n'était pas enregistrée et ne disposait pas de cartes de rationnement. La population de la ville, qui avait fortement chuté à la suite de la guerre civile, passe de 366 000 habitants en 1922 à 930 000 habitants en 1940.
Lorsque l'Allemagne nazie entre en guerre contre l'Union soviétique en 1941 dans le cadre de la Seconde Guerre mondiale, Kiev se retrouve rapidement sur la ligne de front. Après une lutte acharnée qui dure 90 jours, les forces allemandes parviennent à anéantir plusieurs armées russes et prennent possession de la ville le 19 septembre 1941. Du 24 au 28 septembre 1941, des explosions vraisemblablement provoquées par le NKVD dévastent la principale avenue du centre-ville, l'avenue Kretchtchavik et les rues avoisinantes où s'étaient établies la Kommandantur et d'autres administrations allemandes et où les officiers et dirigeants allemands étaient logés. Les explosions, ainsi que l'incendie qui en découle et qui dure jusqu'au 29 septembre, détruisent une grande partie des quartiers centraux et font des victimes parmi les envahisseurs mais également en plus grand nombre encore dans la population civile. À Kiev, la communauté juive, qui représente une fraction importante de la population (plus de 200 000 personnes), est immédiatement la victime des persécutions nazies. Les 29 et 30 septembre 1941, 33 371 hommes, femmes et enfants juifs y sont assassinés par balle par les Einsatzgruppen dans un ravin situé à la périphérie de la ville (massacre de Babi Yar). Les Allemands feront plusieurs dizaines de milliers de victimes supplémentaires au cours des deux années suivantes dont une large partie de la communauté juive. Les victimes, qui comprennent également des gitans et des ukrainiens, ont souvent été déportées au camp de concentration de Syrets installé au nord de la ville. De nombreux habitants de Kiev sont contraints au travail forcé,.

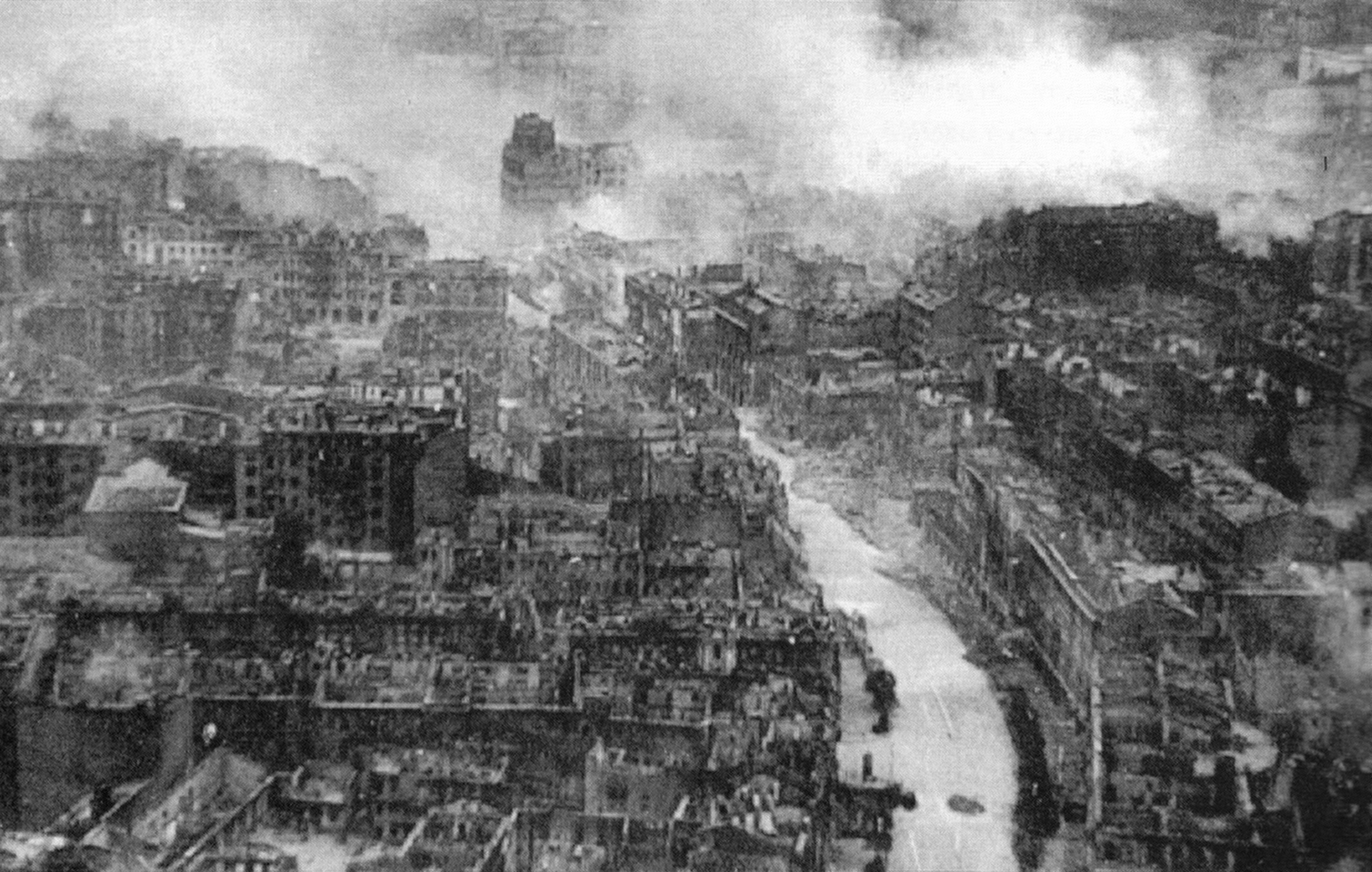
Kiev en ruine à la fin de la Seconde Guerre mondiale.

L'Armée rouge, après une bataille féroce contre les troupes allemandes, parvient à traverser le Dniepr et reprendre la ville le 6 novembre 1943. Quarante pour cent des bâtiments ont été détruits ainsi que 800 établissements industriels. Le gouvernement soviétique lui décerne le titre de Ville héros (au même titre qu'Odessa, Sébastopol et Kertch) pour commémorer la résistance féroce opposée aux troupes allemandes. À la suite de concours auxquels participent architectes russes et ukrainiens, les travaux de reconstruction sont rapidement menés dans le cadre du premier plan quinquennal postérieur à la guerre et la ville se relève. Elle redevient rapidement le troisième centre économique soviétique. Entre les années 1950 et la fin de la décennie 1980 l'activité industrielle de la ville croit fortement et sa population est multipliée par trois atteignant 2,6 millions d'habitants en 1989.
Le 26 avril 1986, l'explosion du réacteur numéro 4 de la centrale nucléaire de Tchernobyl, située à peine à 100 km au nord, épargne l'agglomération grâce aux vents qui poussent les retombées radioactives vers le nord. Mais, bien que le vent ait tourné le 1er mai et expose alors les habitants de Kiev à des niveaux dangereux de radiation, le défilé célébrant cette date n'est pas annulé. Durant plusieurs décennies, des niveaux élevés d'isotopes dangereux comme le cesium-137 seront détectés sur les plantes et animaux dans les environs.

### Capitale de l'Ukraine indépendante
Le dirigeant de l'Union soviétique Mikhaïl Gorbatchev, arrivé au pouvoir en 1985, opte pour une politique de libéralisation qui déclenche dans toutes les républiques soviétiques faisant partie de cette fédération une montée des revendications et des nationalismes qui avaient jusque là été réprimés par le régime. Les premières manifestations d'ampleur à Kiev ont lieu le 26 mars 1989 pour protester contre les lois électorales et demander la démission du premier secrétaire du Parti communiste ukrainien Volodymyr Chtcherbytskiï. Les manifestations se multiplient au cours des mois suivants : elles demandent notamment la tenue d'élections libres, la reconnaissance de la langue ukrainienne en tant que langue officielle, l'autonomie de l'Église orthodoxe par rapport à Moscou. Le pouvoir fédéral relâche son étreinte. Finalement la Parlement ukrainien, dont le siège est à Kiev, déclare l'indépendance de l'Ukraine le 24 août 1991 et la ville devient sa capitale. Les Ukrainiens votent massivement en faveur de l'indépendance le 1er décembre 1991. L'Union soviétique est dissoute fin 1991.
Kiev redevient un centre politique important. La ville s'ouvre à l'économie de marché, son aspect se modernise rapidement et prend l'allure d'une grande capitale européenne malgré la récession économique qui touche le pays à la suite de la dissolution progressive des liens économiques très forts avec la Russie. Kiev s'affirme comme le centre économique, financier et culturel de l'Ukraine. Mais le passage sans transition à l'économie de marché dans un pays sans tradition démocratique s'accompagne de la montée en puissance d'oligarques qui laissent une empreinte pas toujours positive sur l'urbanisme de la ville.
Alors que l'Ukraine oscille depuis son indépendance entre le maintien de liens étroits avec la Russie et un rapprochement avec l'Europe occidentale et l'adoption d'un fonctionnement pleinement démocratique, Kiev devient le foyer des forces pro-européennes et pro-démocratiques. À la suite de l'éléction présidentielle de 2004 dont les résultats semblent largement entachées de diverses fraudes, Kiev est au centre d'une vaste campagne de protestation pacifique (révolution orange) qui confirme les choix démocratiques de la société ukrainienne et aboutit à une annulation de l'élection et à la chute du président en exercice. En novembre 2013, le président ukrainien en exercice Viktor Ianoukovytch, sous la pression des dirigeants russes, renonce à la signature d'un accord de rapprochement avec l'Union européenne en faveur d'une adhésion à l'Union économique eurasiatique pilotée par Moscou et en contradiction avec le souhait du parlement. Kiev est immédiatement le centre de longues protestations durant près de trois mois (Euromaïdan) qui mettent en cause la corruption des dirigeants et le pouvoir des oligarques. Celles-ci dégénèrent et font 100 morts parmi les manifestants et 13 parmi la police. Le président est chassé du pouvoir.

### Invasion de l'Ukraine par la Russie
Le 24 février 2022, les forces militaires russes déclenchent une offensive contre l'Ukraine en envahissant son territoire, sous prétexte de protéger les territoires du Donbass d'un « génocide » en cours et de « dénazifier » et démilitariser l'Ukraine. Kiev est un des objectifs principaux de cette invasion : sa conquête doit permettre d'installer un gouvernement favorable aux intérêts russes. Les plans russes prévoient la prise de la ville en quelques jours mais la résistance de l'armée ukrainienne va ruiner cet objectif. Des forces considérables sont lancées vers la capitale distante de moins de 100 kilomètres de la frontière. Les combats atteignent l'agglomération dès le premier jour. Un assaut aéroporté est lancé sur l'aéroport de Hostomel, situé au nord-ouest de Kiev, pour permettre le débarquement ultérieur de troupes par la voie des airs, mais c'est un échec car la piste a été sabotée et les parachutistes subissent de lourdes pertes. Toutefois, l'aéroport est pris le lendemain. Le 26 février, un nouvel assaut aéroporté sur l'aéroport militaire de Vassylkiv, situé au sud de la ville, est repoussé. Les colonnes russes venant du nord progressent difficilement car elles sont handicapées par le sabotage des ponts, mais également par de gros problèmes de logistique. Elles s'installent néanmoins dans les faubourgs de la ville début mars. Une deuxième colonne arrivant du nord-est s'approche également de l'agglomération. Des combats intenses ont lieu à Irpin (banlieue nord-ouest), occasionnant de nombreuses victimes civiles.
Depuis le premier jour, la ville subit des bombardements sporadiques (essentiellement par des missiles) mais la défense anti-aérienne ukrainienne permet de limiter le survol des bombardiers russes. Une partie de la population doit s'installer dans les abris construits durant la guerre froide ainsi que dans les stations du métro. Le couvre-feu est décrété durant la nuit pour détecter les opérations de sabotage. Pratiquement la moitié de la population de l'agglomération de Kiev, soit deux millions de personnes, quitte Kiev au cours des deux premières semaines par train ou en voiture pour aller se réfugier dans l'ouest du pays ou à l'étranger. Elle est régulièrement la cible de bombardements russe comme lors de frappes de missiles du 8 juillet 2024.

## Population
Kiev compte plus de 2,8 millions d'habitants en 2018. Elle fait partie des rares capitales d'Europe orientale à connaître depuis la fin du communisme en Europe un accroissement total (naturel et migratoire) positif de sa population. La ville a toutefois connu un accroissement naturel négatif (plus de décès que de naissances) entre 1993 et 2007 qui a été cependant compensé par l'immigration durant cette période.
Le taux de natalité en 2013 de 11,7 pour mille (contre de 12,0 pour mille en 2012) était supérieur de 5 points à la moyenne nationale tandis que le taux de mortalité était de 9,8 pour mille la même année (contre un taux de 9,8 pour mille en 2012) était inférieur d'environ 65 pour cent à la moyenne nationale.
Recensements (*) ou estimations de la population.
| 1742   | 1806   | 1840   | 1865   | 1897*   | 1913    | 1923*   | 1926*   |
| ------ | ------ | ------ | ------ | ------- | ------- | ------- | ------- |
| 15 000 | 27 200 | 44 700 | 71 400 | 247 723 | 626 600 | 422 975 | 493 873 |

| 1939*   | 1943    | 1959*     | 1970*     | 1979*     | 1989*     | 2001*     | 2008      |
| ------- | ------- | --------- | --------- | --------- | --------- | --------- | --------- |
| 846 724 | 180 000 | 1 104 334 | 1 631 908 | 2 143 855 | 2 587 945 | 2 611 327 | 2 740 233 |

| 2009      | 2010      | 2011      | 2012      | 2013      | 2015      | 2021      | 2022      |
| --------- | --------- | --------- | --------- | --------- | --------- | --------- | --------- |
| 2 765 531 | 2 785 131 | 2 799 199 | 2 814 258 | 2 868 702 | 2 887 974 | 2 962 180 | 2 952 301 |

| 2025      | - | - | - | - | - | - | - |
| --------- | - | - | - | - | - | - | - |
| 3 000 000 | - | - | - | - | - | - | - |

Au XXe siècle, la ville a connu des changements importants dans sa composition ethnique. La dislocation de l'URSS a amplifié un peu le mouvement comme le montrent les tableaux officiels ci-après. Globalement, la part des Ukrainiens a fortement augmenté passant ainsi de 31 % en 1874 à 82 % en 2001, tandis qu'au cours de la même période la part des Russes a chuté de 58 % à 13 % de la population. La proportion des personnes se déclarant ukrainien est devenue plus importante que la moyenne nationale : sur l'ensemble du territoire de l'Ukraine en 2001, on comptait 67 % d'Ukrainiens et 30 % de Russes, ce qui montre, d'une part, que la proportion des Ukrainiens à Kiev est plus forte que dans le reste du pays et, d'autre part, que la proportion des autres est plus forte aussi, ce qui se retrouve également dans d'autres capitales.
| Nationalité | 1874           | 1897            | 1919            | 1926             | 1939            | 1959             | 1970             | 1979             | 1989             | 2001             |
| ----------- | -------------- | --------------- | --------------- | ---------------- | --------------- | ---------------- | ---------------- | ---------------- | ---------------- | ---------------- |
| Ukrainiens  | 38,6 (31,43 %) | 55,1 (22,22 %)  | 128,7 (23,64 %) | 216,5 (42,28 % ) | 450,6 (53,21 %) | 663,9 (60,11 %)  | 1056,9 (64,76 %) | 1455,6 (67,89 %) | 1863,7 (72,45 %) | 2110,8 (82,22 %) |
| Russes      | 58,2 (47,42 %) | 134,3 (54,20 %) | 232,1 (42,65 %) | 125,5 (24,51 % ) | 139,5 (16,47 %) | 254,3 (23,02 % ) | 373,6 (22,89 %)  | 474,4 (22,13 %)  | 536,7 (20,87 %)  | 337,3 (13,14 %)  |
| Juifs       | 12,9 (10,53 %) | 30,0 (12,08 %)  | 114,5 (21,07 %) | 140,3 (27,40 % ) | 224,2 (26,48 %) | 153,5 (13,90 % ) | 152,0 (9,31 %)   | 132,2 (6,17 %)   | 100,6 (3,91 % )  | 17,9 (0,70 %)    |
| Polonais    | 7,9 (6,41 %)   | 16,6 (6,69 %)   | 36,8 (6,77 %)   | 13,7 (2,68 %)    | 11,8 (1,39 %)   | 8,5 (0,77 %)     | 9,7 (0,59 %      | 10,5 (0,49 %)    | 10,4 (0,40 %)    | 6,9 (0,30 %)     |
| Total       | 122,7          | 247,7           | 544,4           | 512,1            | 846,7           | 1104,3           | 1631,9           | 2143,9           | 2572,2           | 2567,9           |

### Structure par âge
0-14 ans : 16,6 %  (hommes 249 082, femmes 234 555)
15-64 ans : 68,6 %  (hommes 938 794, femmes 1 055 417)
65 ans et plus : 14,8 %  (hommes 157 419, femmes 274 245) (2019 officiel)
Âge médian :
total : 39,2 ans 
hommes : 37,0 ans 
femmes : 41,3 ans  (2019 officiel)

## Économie

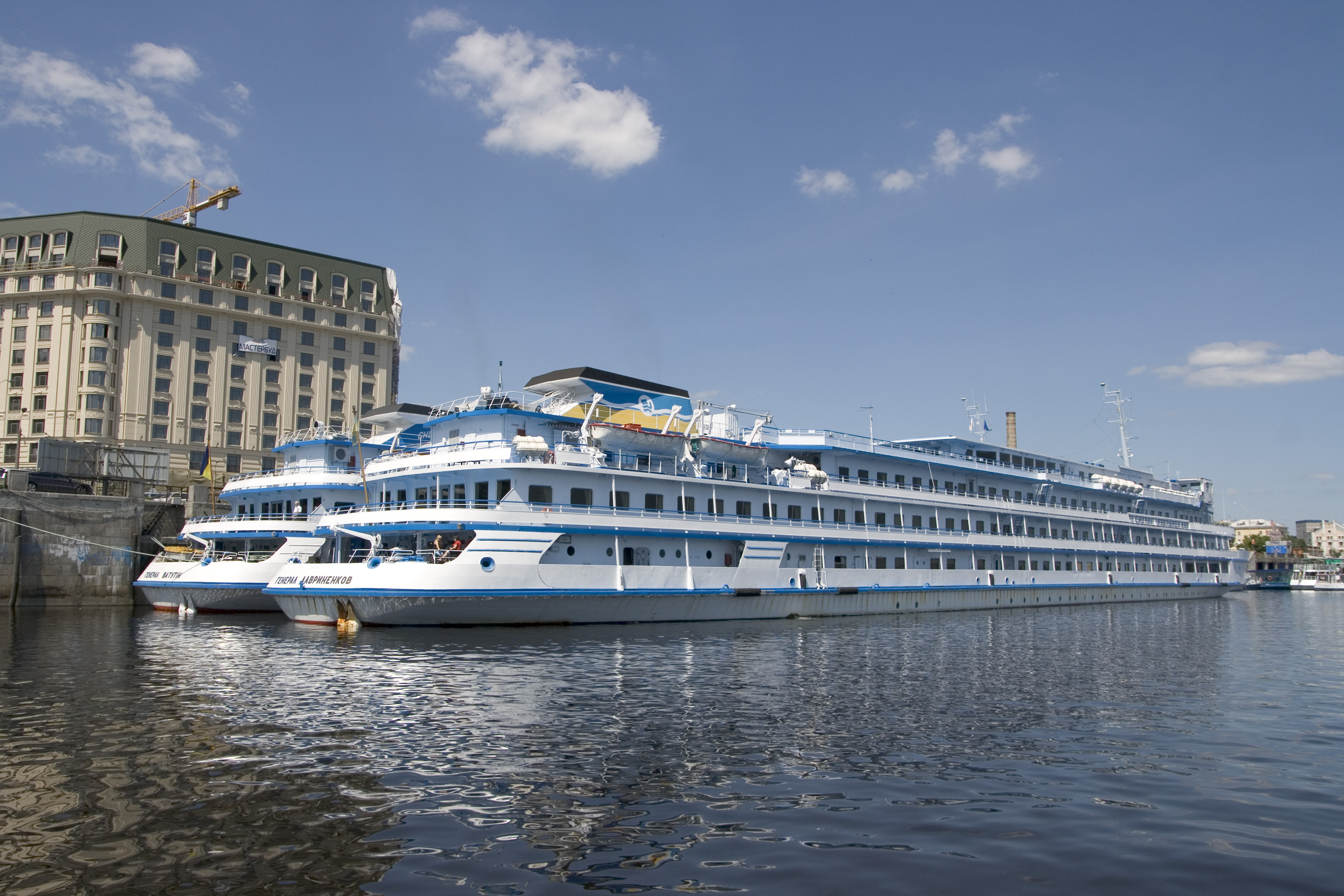
bateaux de croisière sur le Dniepr amarré à un quai à Kiev.

### Un secteur tertiaire prédominant
Le secteur industriel, qui était un employeur majeur à l'époque soviétique, a été en grande partie remplacé par le secteur tertiaire (banque, assurance, distribution, édition) au cours des dernières décennies. Par ailleurs, en tant que capitale de l'Ukraine, Kiev est le siège d'un grand nombre d'administrations (ministères) et des principales institutions politiques du pays (présidence de l'Ukraine (palais Mariinsky), parlement (rada), Cour suprême...).

### Industrie
Le secteur industriel comprend la production de machines-outils et d'instruments de précision, d'équipements pour l'industrie chimique (convoyeurs...) et d'équipements électriques. L'industrie chimique y occupe une place importante : production de fibre de verre, d'engrais et de viscose. Sur le territoire de la ville, on trouve également des scieries, briqueteries, la Forge de Rybalski et usines à béton. Le secteur agro-alimentaire et la production de biens de consommation sont également présents. Le secteur de la construction joue un rôle important car il est porté par un marché immobilier très dynamique. Les établissements industriels sont répartis dans tous les quartiers de la ville avec des concentrations plus importantes à l'ouest du centre-ville et sur la rive gauche du Dniepr.

### Tourisme
Les monuments, les édifices, les musées de Kiev ainsi que le fleuve Dniepr font de cette ville une destination touristique européenne majeure. Bien desservie par des liaisons aériennes, la ville bénéficie d'une image positive et d'un coût de la vie modéré. En 2018, 1,93 million d'étrangers ont visité la ville dont 29 % étaient originaires des anciennes républiques formant l'URSS (Russie, Biélorussie, Azerbaïdjan...) 35 % étaient en provenance du reste de l'Europe (Allemagne, Royaume-Uni, Pologne, France...), 14 % des pays d'Asie, 14 % d'Afrique et 8% des Amériques.

### Santé

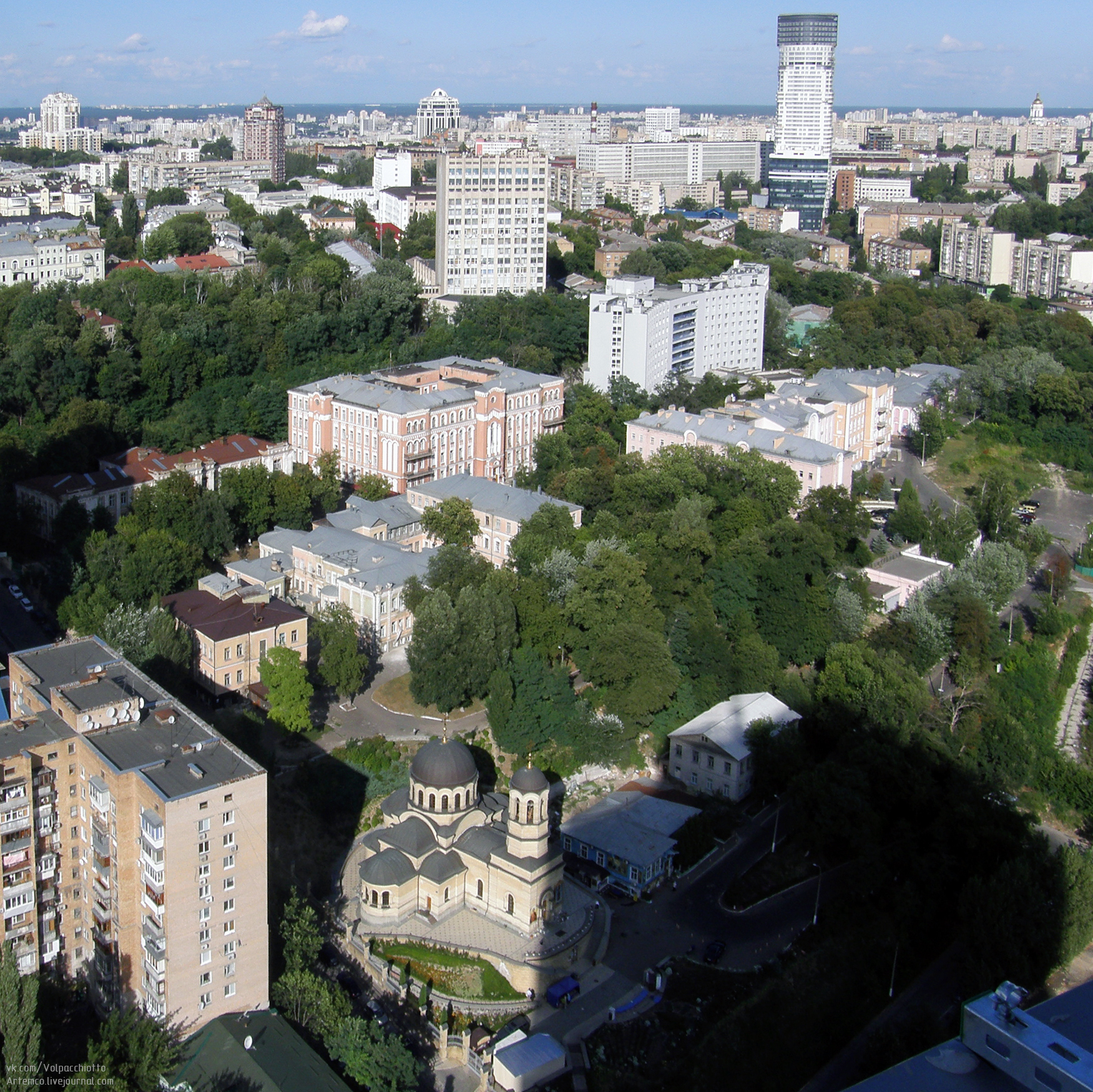
Le centre hospitalier municipal de Kiyv.

L'hôpital psychiatrique de Kiev, l'hôpital luthérien de Kiev et l'hôpital militaire national de Kiev, l'hôpital pour enfants OkhMatDyt.

### Production d'énergie
L'énergie utilisée par les entreprises est fournie par le gaz arrivant par gazoduc des zones de production situées notamment à Dashava en Ukraine occidentale et par l'électricité produite par le barrage hydroélectrique de Kiev (388 MW) construit à Vyshhorod immédiatement en amont sur le Dniepr (inauguré en 1964) mais surtout par la centrale thermique de 1 800 MW (charbon/gaz naturel) située le long du Dniepr à Trypilla (environ 30 kilomètres au sud de Kiev) et la centrale de 1930 ; la cogénération (chaleur/électricité) avec Kyiv TEC 5 et Darnitsia.

## Transports

### Transports en commun

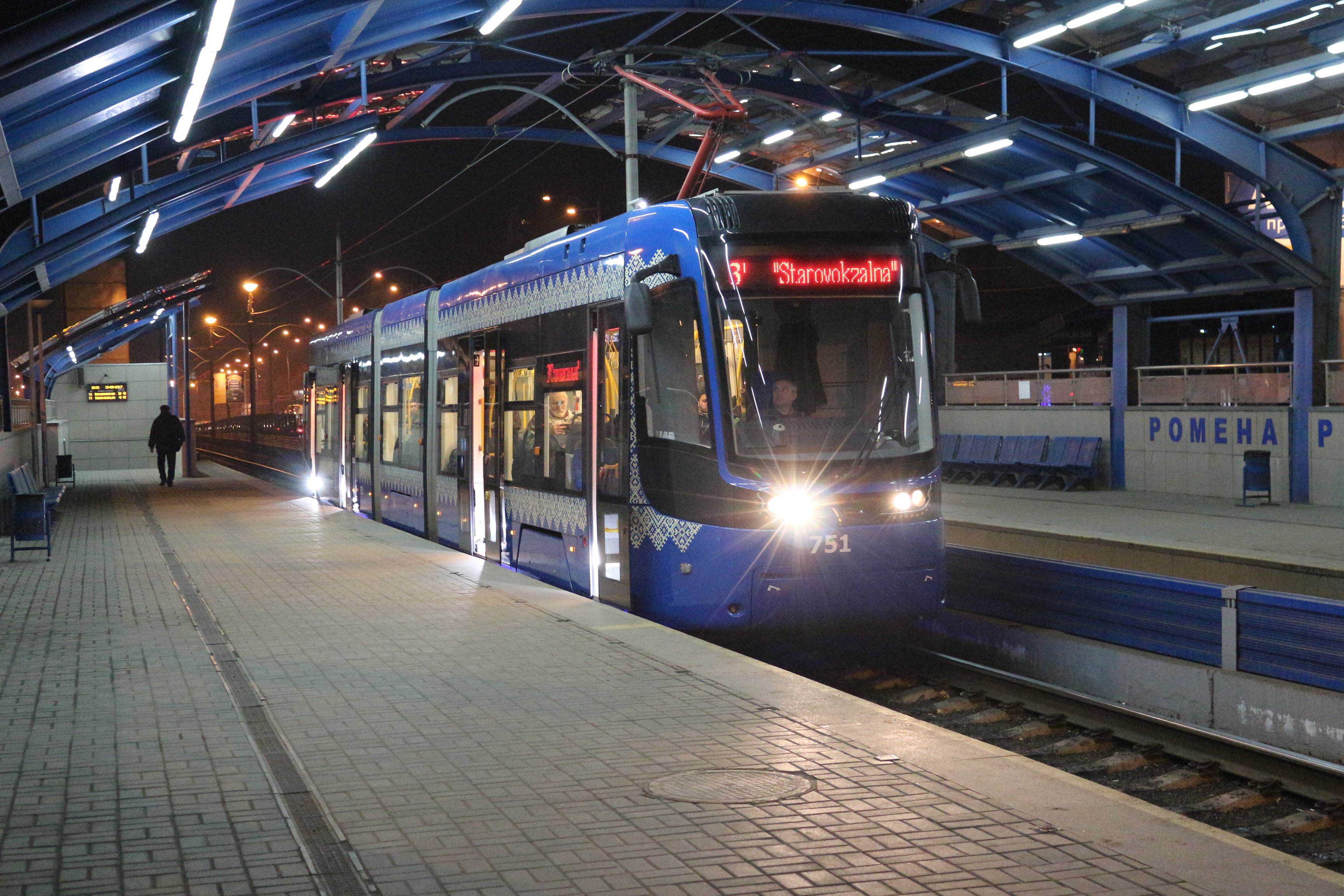
Rame d'une des deux lignes de tramways en site propre (métro léger).

La ville de Kiev possède un système de transport en commun complet comprenant trois lignes de métro, deux lignes de métro léger, vingt et une lignes de tramway, plusieurs lignes de train de banlieue ainsi qu'un réseau de lignes de bus et trolleybus.
Une partie des systèmes de transport public (bus, tramways, trolleybus) sont gérés par la société Kyivpastrans détenue par la municipalité. Le métro de Kiev est géré de manière distincte par une entité détenue par la municipalité de Kiev. Enfin, le réseau de trains de banlieue est détenu à parts égales par Kyivpastrans et la société publique qui gère le chemin de fer Ukrzaliznytsia.

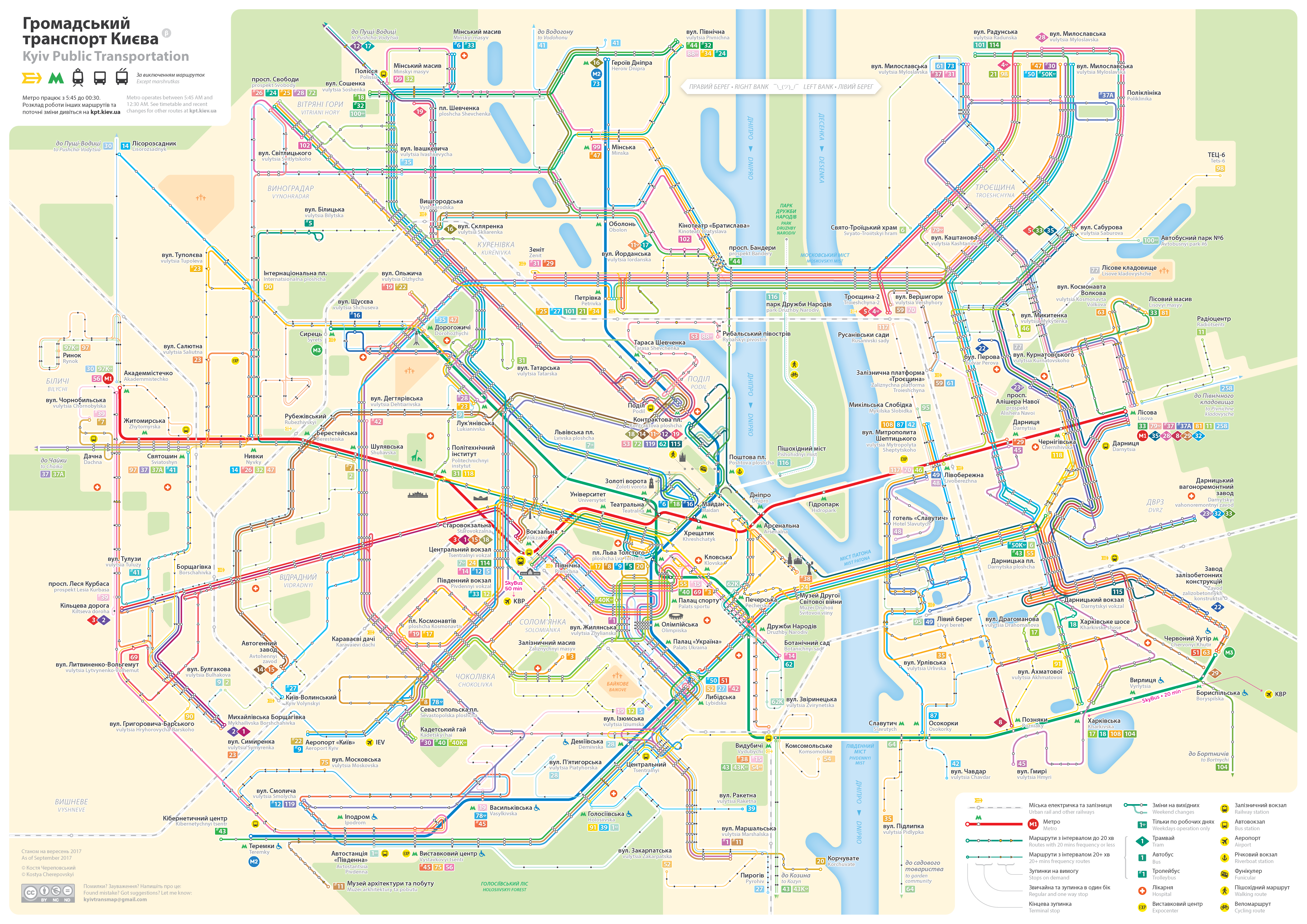
Plan des réseaux de métro (noté Mx), de tramway (chiffre entouré d'un losange) de trolleybus (chiffre entouré d'un rectangle avec un symbole ") et de bus (chiffre entouré d'un carré/rectangle) de Kiev.

#### Métro de Kiev

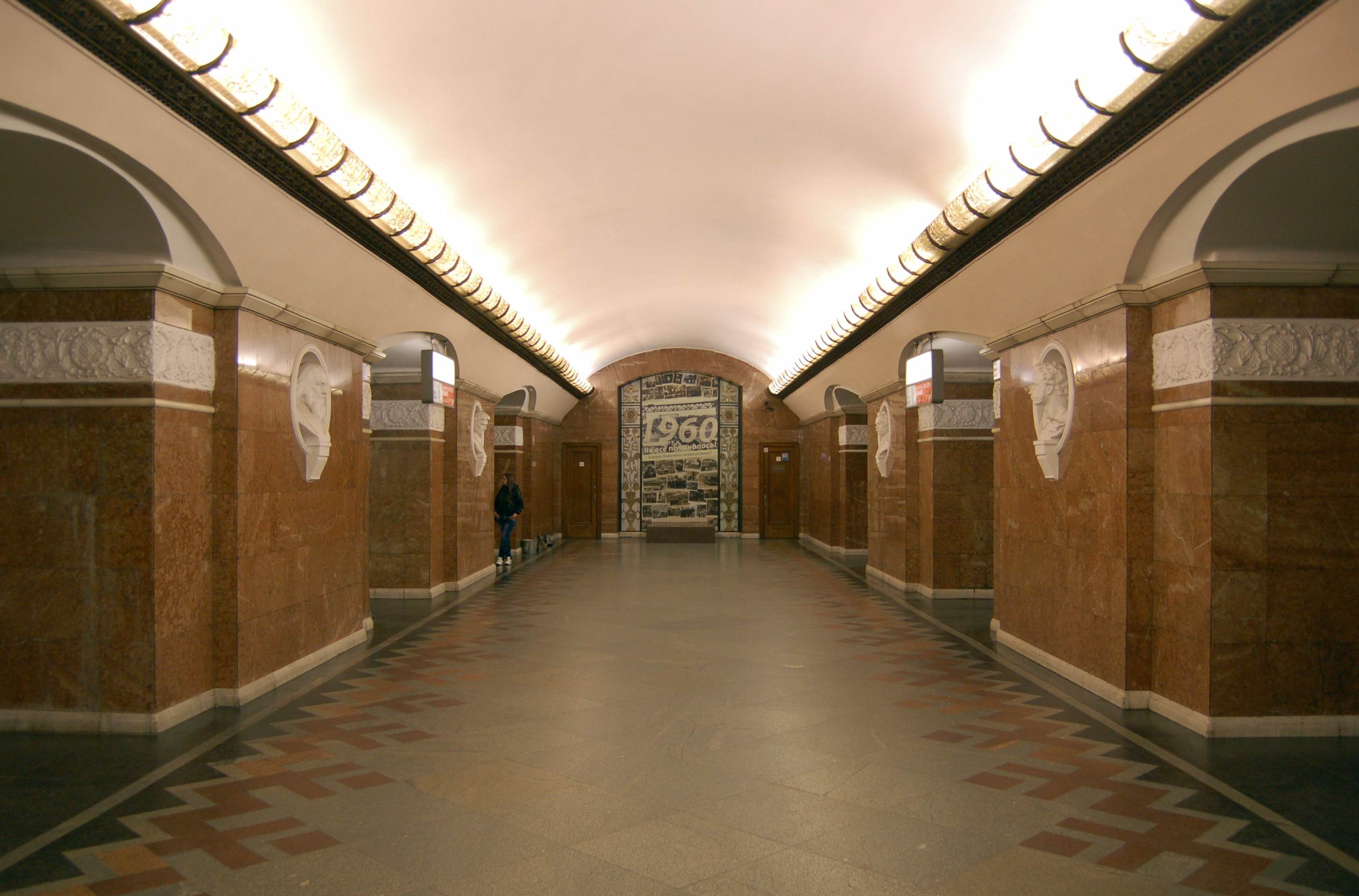
Les stations de métro anciennes sont traités dans le style monumental qui caractérise le métro de Moscou.

Les trois lignes du métro de Kiev ont une longueur totale de 54,8 km. Le premier tronçon a été inauguré en 1960 à l'époque soviétique et régulièrement prolongé depuis l'indépendance de l'Ukraine. Le réseau a une configuration typique des réseaux soviétiques : les trois lignes se rencontrant dans le centre-ville en formant un triangle. Les 51 stations sont relativement distantes les unes des autres : les plus anciennes sont monumentales à l'image de celles du métro de Moscou. Les trois lignes desservent la rive droite du Dniepr. La ligne 1 dessert également la rive gauche du Dniepr en franchissant les deux bras du fleuve sur des ponts. Alors que sur la rive droite toutes les stations sont en souterrain, les cinq stations de la rive gauche sont en surface. La construction d'une quatrième ligne comprenant cinq stations est prévue mais sans qu'une échéance précise soit fixée. En 2011 le métro transportait quotidiennement 1,4 million de passagers, soit 38 % des voyageurs empruntant les systèmes de transport en commun.

#### Tramways, trolleybus et bus
Alors que, durant les années 1990, la majorité des villes européennes construisaient de nouvelles lignes de tramway, la ville de Kiev a commencé à démanteler son réseau de tramways. La municipalité a mis un coup d'arrêt à cette politique et Kiev dispose de 21 lignes de tramway (140 kilomètres) dont deux lignes de tramway entièrement en site propre (Kiev Express Tram). Le maillage fin est assuré par 39 lignes de trolleybus électriques et 70 lignes d’autobus. Une ligne de funiculaire.

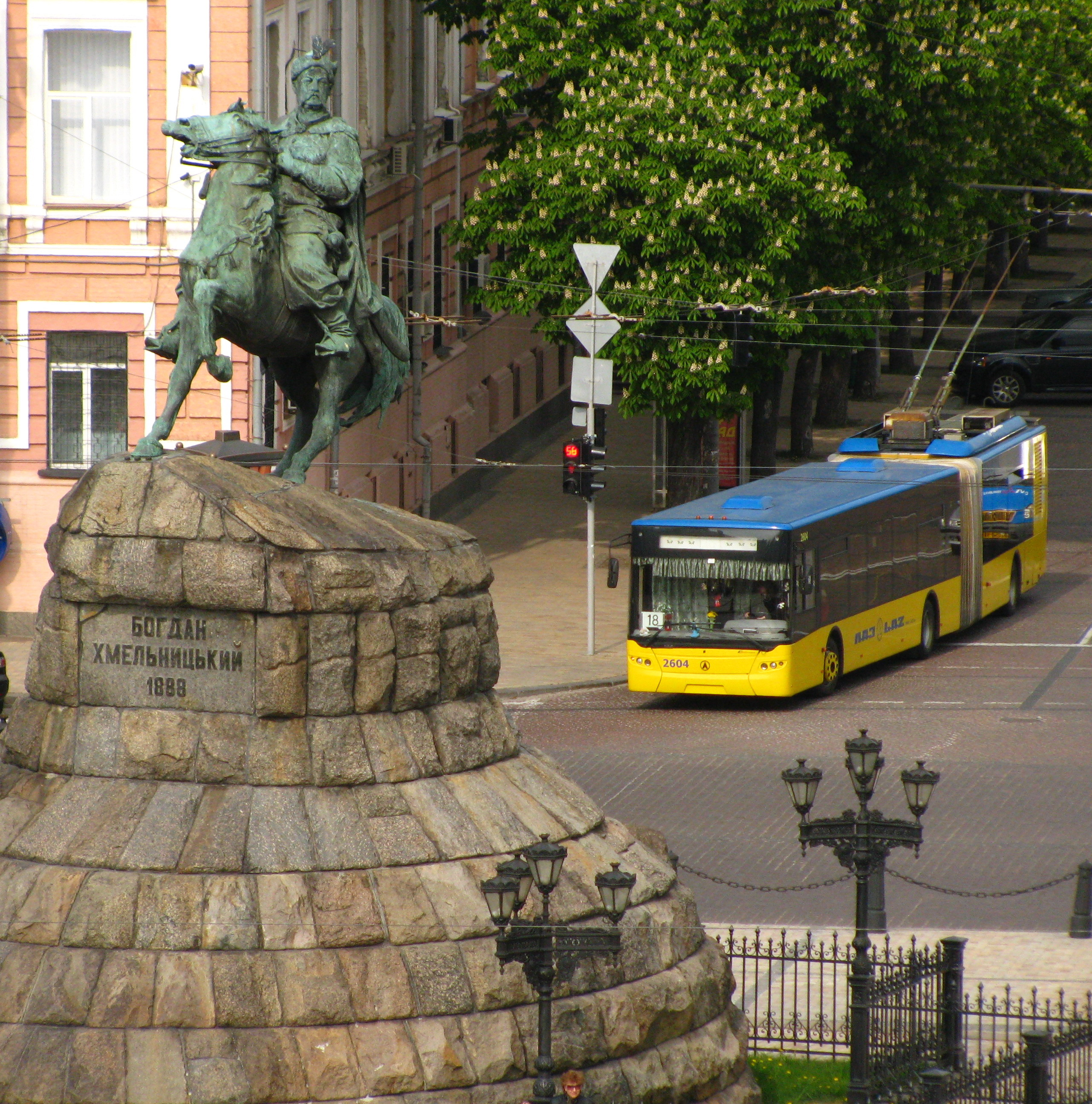
Trolleybus sur la place de Sophie (Sofiyivska).
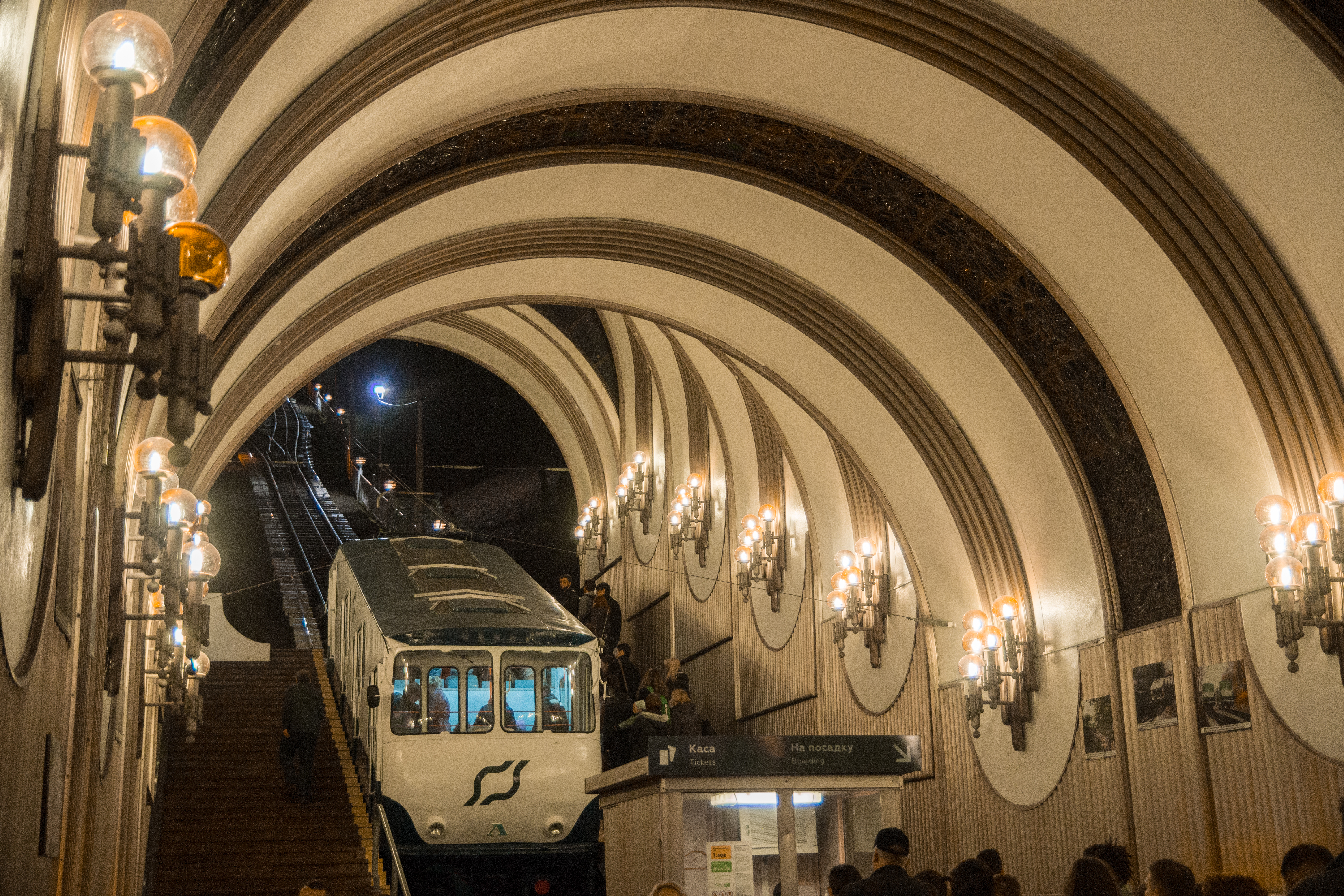
Funiculaire.
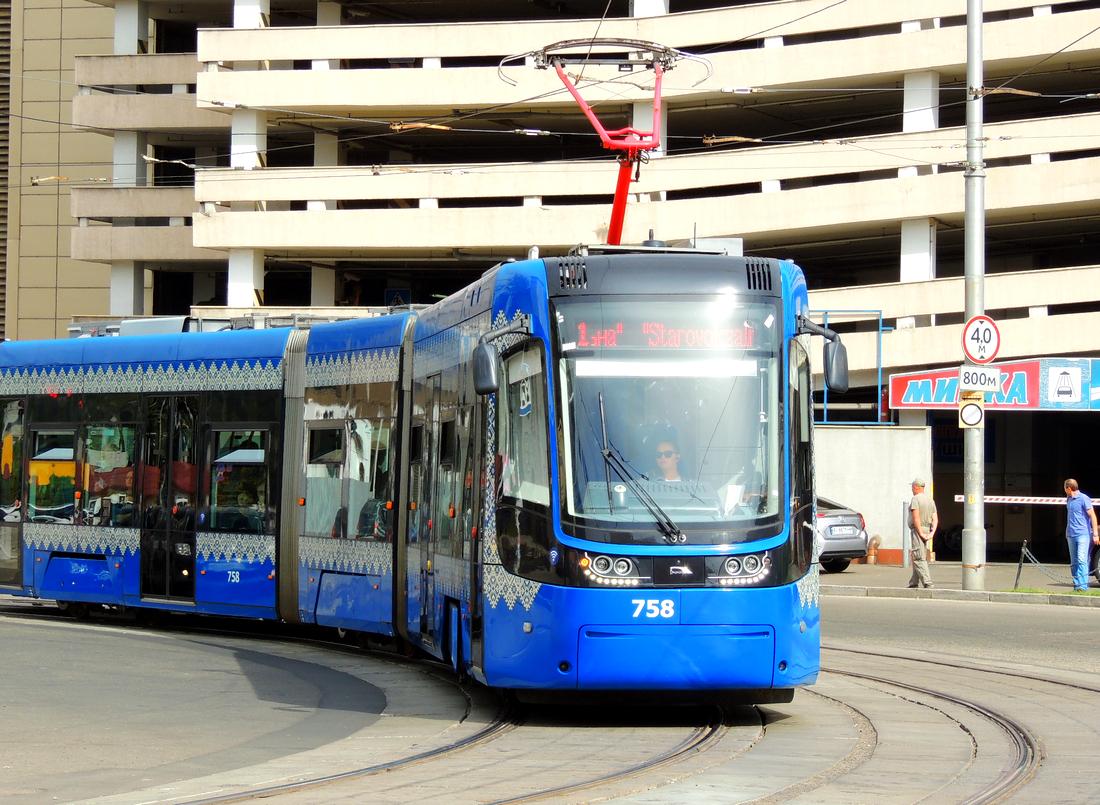
Tramway.
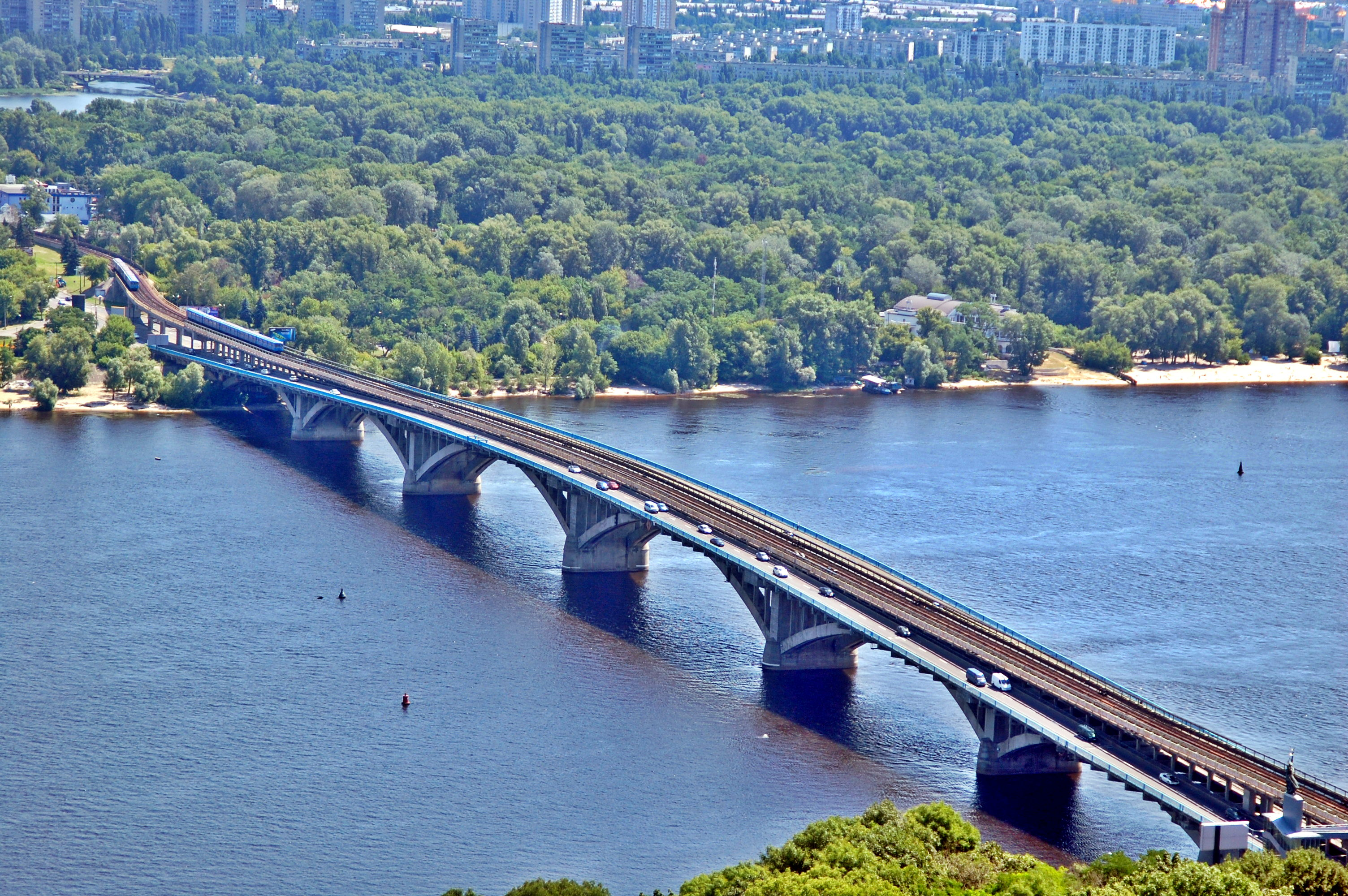
Un des deux ponts de la ligne 1 du métro qui permet de franchir le Dniepr.

#### Ligne circulaire de train
Une ligne interne à la ville : le Train urbain électrifié de Kiev circule en anneau des deux côtés du Dniepr.

#### Trains de banlieue
Cinq lignes de trains de banlieue (elektrichka) sont desservies depuis Kiev :
- Nijyn vers le nord-est
- Hrebinka vers le sud-est
- Myronivka vers le sud
- Fastiv vers le sud-ouest
- Korosten vers l'ouest.

Une dizaine de stations sont situées à l'intérieur des limites de la ville de Kiev. Le réseau de trains de banlieue est géré par la société PZZ (Ukrainien : Південно-Західна залізниця), une des divisions de la société des chemins de fer urainienne Ukrzaliznytsia.

### Trains grandes lignes

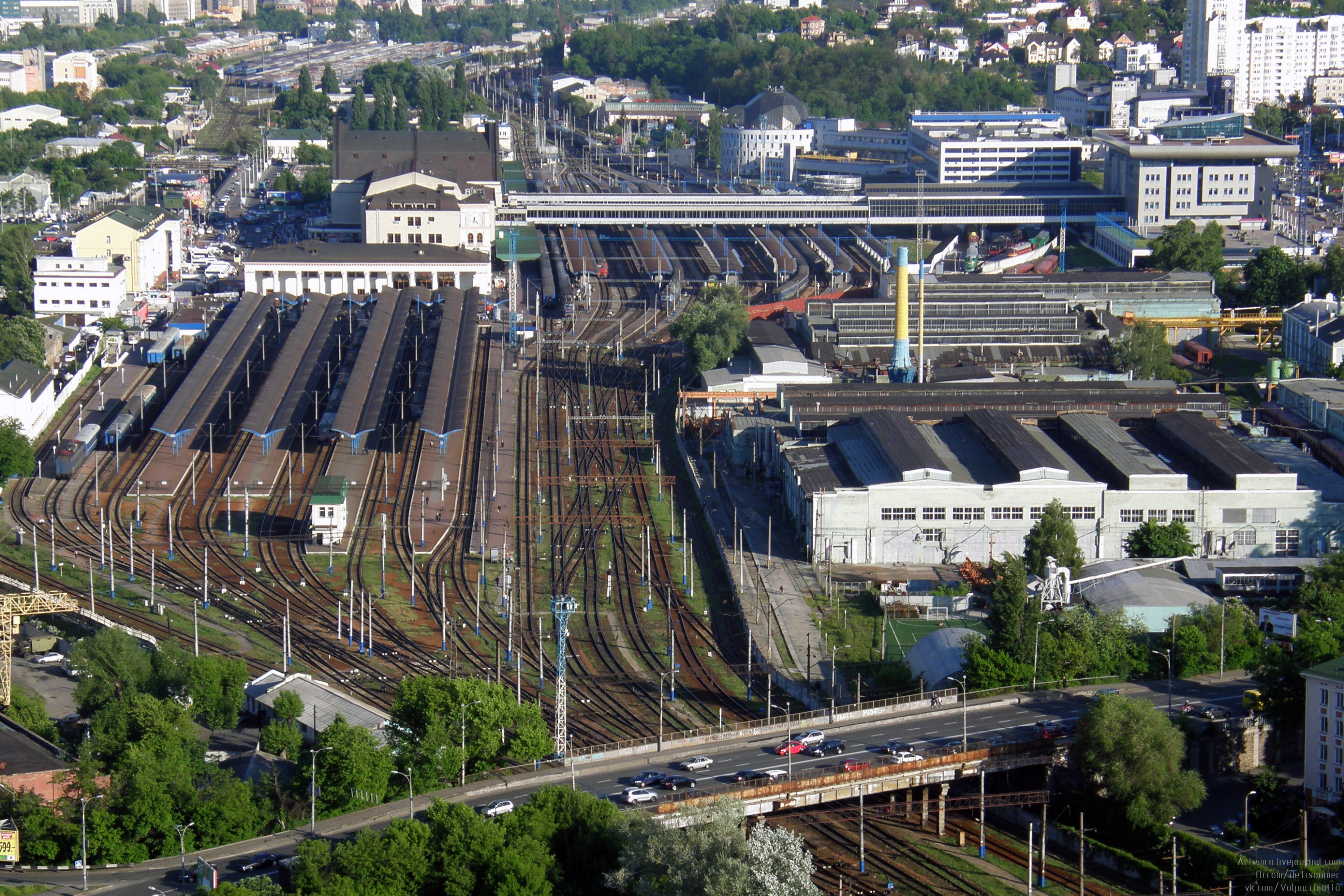
Vue aérienne de la gare principale de Kiev.

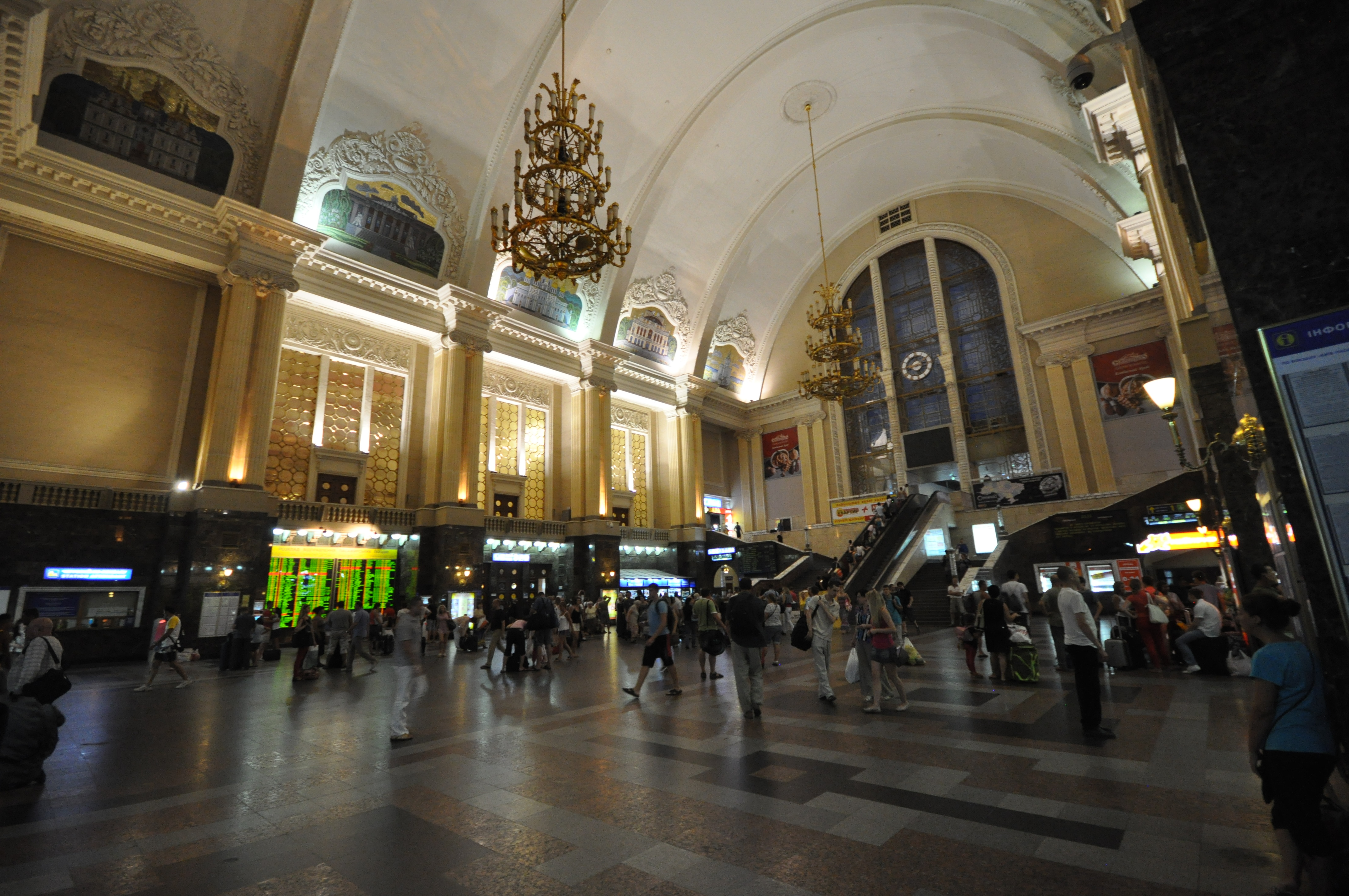
Hall de la gare de Kiev-Passajyrsky.

La gare de Kiev-Passajyrsky, située sur rive droite du Dniepr, est la principale gare grandes lignes de Kiev. Elle a été construite entre 1927-1932 sur les plans de l'architecte Oleksandr Verbytsky. Elle comprend 14 voies desservie par 7 quais. En 2005, 170 000 passagers transitaient quotidiennement par cette gare qui est desservie par le métro (ligne 1) et par l'une des deux lignes de tramway en site propre. Les trains au départ sont certains trains de banlieue dont le Rapide Kiev-Boryspil qui relie la capitale à son principal aéroport, des trains grandes lignes reliant Kiev aux principaux centres régionaux du pays ainsi que des liaisons internationales avec la Russie (Moscou, Saint-Pétersbourg), la Biélorussie (Minsk), la Roumanie (Bucarest), la Pologne (Varsovie, Przemyśl, Wroclaw) la Lituanie (Riga), l'Autriche (Vienne) et l'Azerbaïdjan (Bakou).
La gare de Darnytsia, située sur la rive gauche du Dniepr et qui est actuellement utilisée uniquement pour le trafic banlieue, est en cours de refonte depuis 2004 dans le but de soulager la gare de Kiev-Passajyrsky en prenant en charge une partie du trafic grandes lignes.

### Transport aérien
Kiev est desservie par trois aéroports :
- L'aéroport de Kiev-Boryspil, inauguré en 1960, est le plus grand aéroport d'Ukraine et le principal aéroport international de Kiev, situé à environ 30 km au sud-est de la ville. En 2019, la fréquentation s'élevait à 15,3 millions de passagers. Il est relié à la ville par le Rapide Kiev-Boryspil.
- L'aéroport international de Kiev (Jouliany) est le deuxième aéroport international et le plus ancien de Kiev. Situé à environ 7 kilomètres au sud-ouest de la ville, il est cerné par les autoroutes, des voies ferrées et des zones résidentielles, ce qui limite la taille des avions autorisés à des modèles comme le Boeing 737 et l'Airbus A320. En 2019, il a accueilli 2,6 millions de passagers.
- L'aéroport de Hostomel situé à Hostomel dans la banlieue nord-ouest de Kiev est utilisé pour le transport de fret. Il dispose d'une piste en béton de 3,5 kilomètres. L'avion cargo géant Antonov An-225, qui dispose d'une capacité d'emport unique au monde avec une charge maximale de 253 tonnes, est basé sur cet aéroport.

Il y a aussi l'aérodrome de Sviatochyne, structure privée de l'usine Aviant.

### Réseau routier

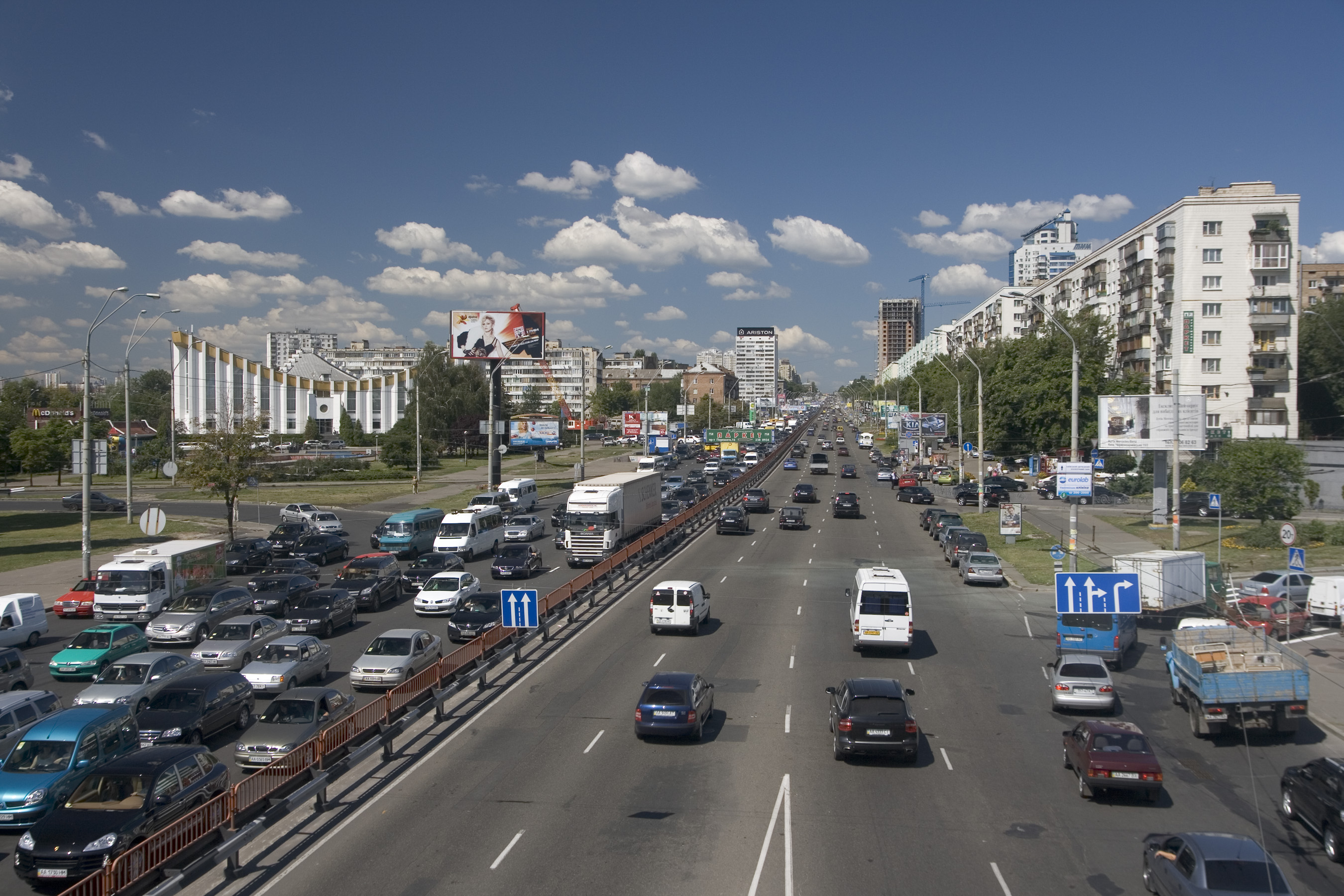
L'avenue Peremohy (avenue de la Victoire) situé sur la rive droite est un des principaux axes routiers de Kiev.

Kiev est desservi par de nombreuses routes majeures la reliant aux principales villes d'Ukraine. Les principaux axes routiers sont :
- M-01 au nord qui relie la capitale à la frontière avec la Biélorussie (206 km) via Chernihiv.
- M-03  à l'est qui relie Kiev à la frontière russe (844 km) et au-delà aux régions orientales de l'Ukraine.
- M-05 au sud qui relie Kiev à Odessa (453 km)
- M-06  à l'est-sud-est qui relie Kiev à la Hongrie via Lviv (822 km)
- M-07   à l'est qui relie Kiev à la Pologne (487 km)
- H01 qui relie Kiev à Znamianka (275 km)

Ces routes sont souvent dans un état médiocre. En 2013, l'état de 97% des routes ukrainiennes était considéré mauvais. Selon l'index World Economic Forum's 2017-2018 Global Competitiveness l'Ukraine se classait en 130e position sur 137 pour la qualité de son réseau routier derrière la Russie et de nombreux pays africains et asiatiques. Toutefois en 2020 et 2021 de nombreux travaux ont été entrepris pour améliorer la situation. La M-05 qui relie Kiev à Odessa (au sud en bordure de la mer Noire) et la M-06 reliant la capitale à Tchop (642 kilomètres à l'ouest du pays près de la frontière avec la Hongrie et la Slovaquie) ont été refaites récemment.
Kiev ne dispose d'aucune autoroute faisant un tour complet de l'agglomération. Elle dispose de deux périphériques (intérieur et extérieur) interrompus par de nombreux carrefours. Le périphérique extérieur n'existe que sur la rive droite du Dniepr et ne comporte aucun pont permettant de franchir le fleuve.

### Ponts sur le Dniepr
Le fleuve Dniepr, compte tenu de sa largeur, constitue un obstacle majeur pour la circulation routière dans Kiev dont les quartiers se répartissent entre les deux rives. Le premier pont routier, le pont à chaînes Nicolas d'une longueur de 776 mètres, a été construit à partir de 1848 et détruit avant la Seconde Guerre mondiale. Le premier pont ferroviaire a quant à lui été construit en 1870. En 2021, il existe neuf ponts reliant les deux rives du Dniepr : deux ponts routiers - le pont suspendu Pivnichnyi (nord) et le pont Paton -, deux ponts ferroviaires, trois ponts à usage mixte (route/fer) - le pont métro le pont Pivdennyi (sud) et le nouveau pont Darnytskyi - et un pont piétonnier. Un dixième pont, le pont Podilskyi à usage mixte, est en cours d'achèvement en 2022.

Ponts de Kiev franchissant le Dniepr
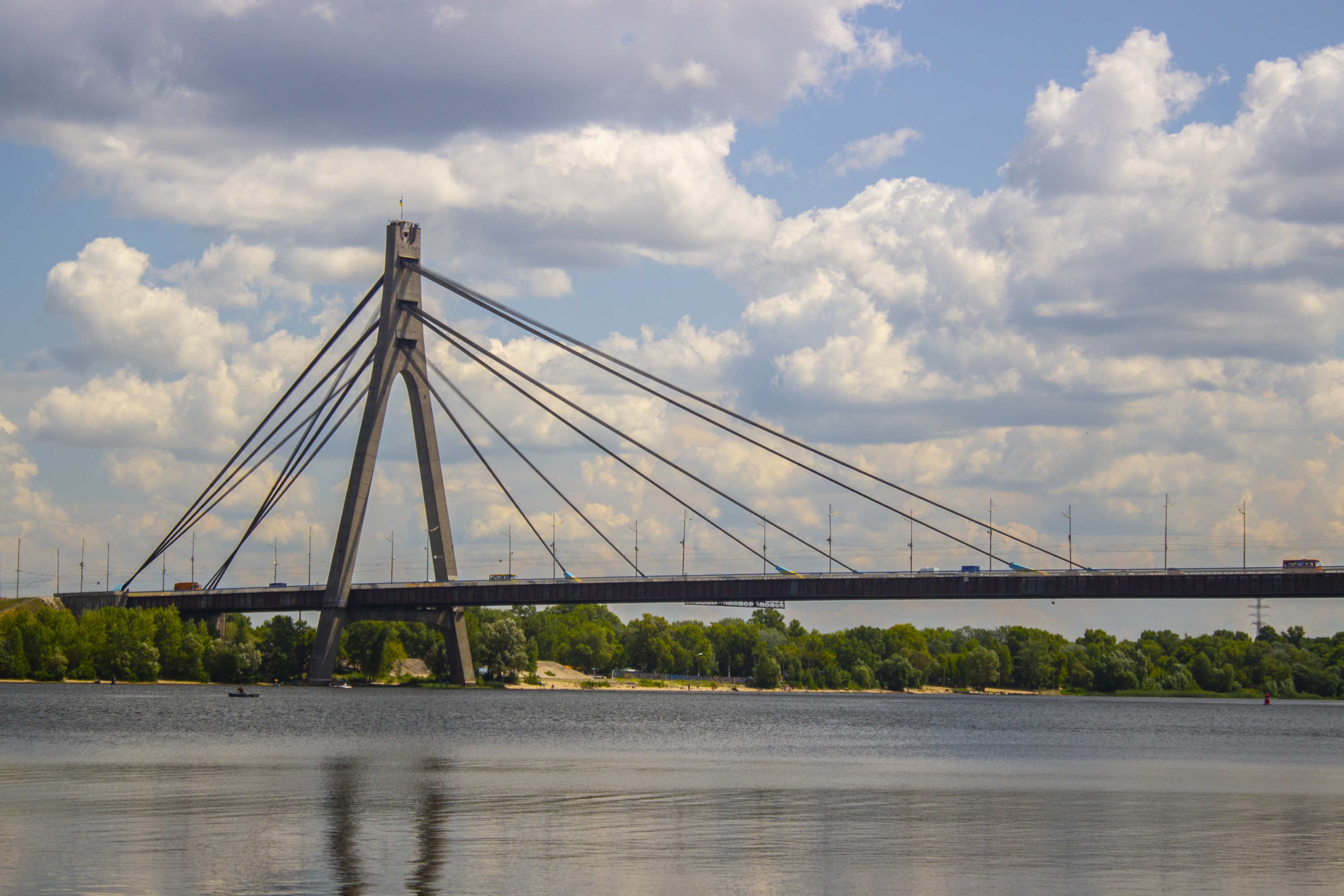
Pont Pivnichnyi
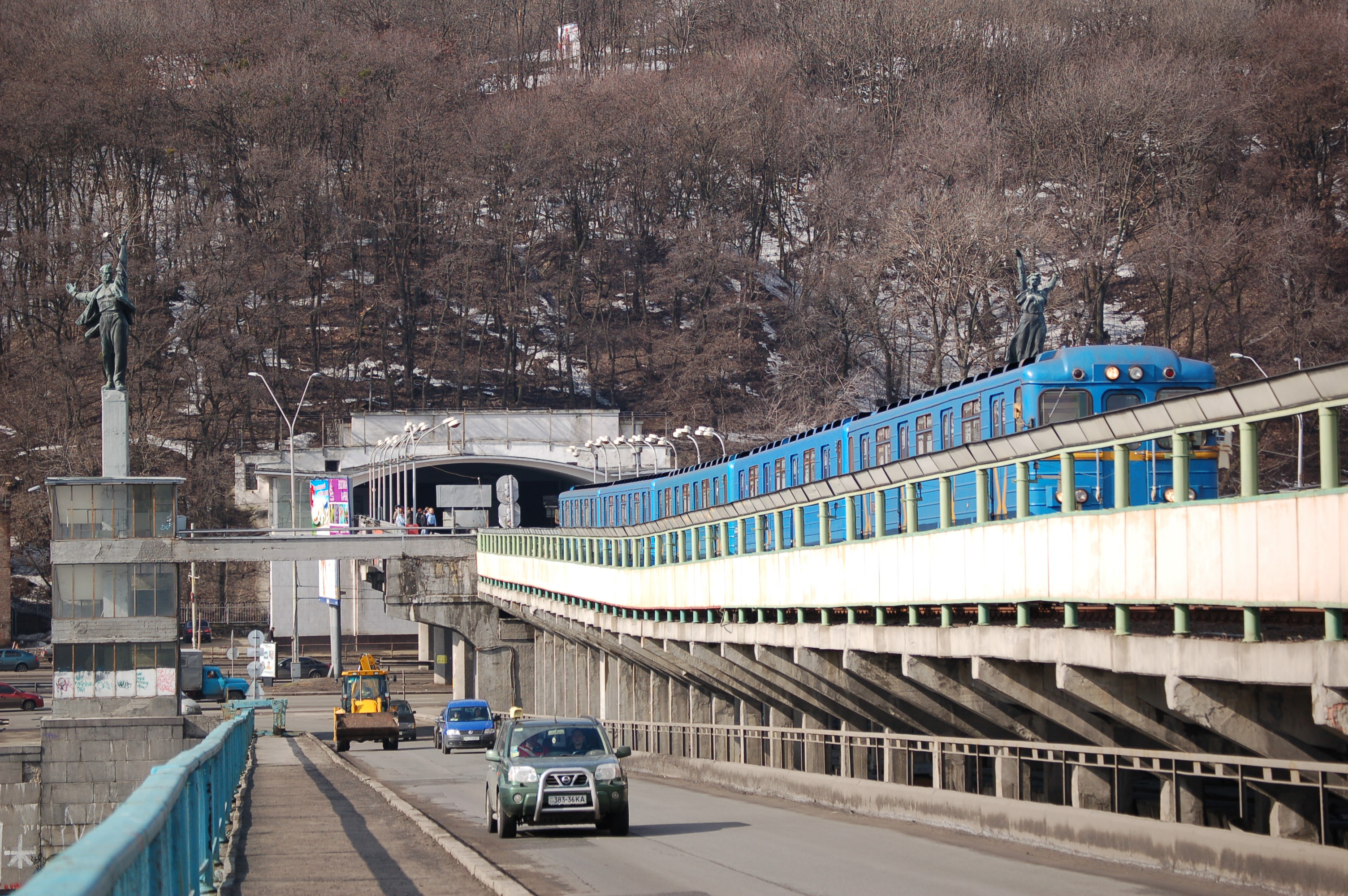
Pont métro sur lequel passe la ligne 1 du métro de Kiev.
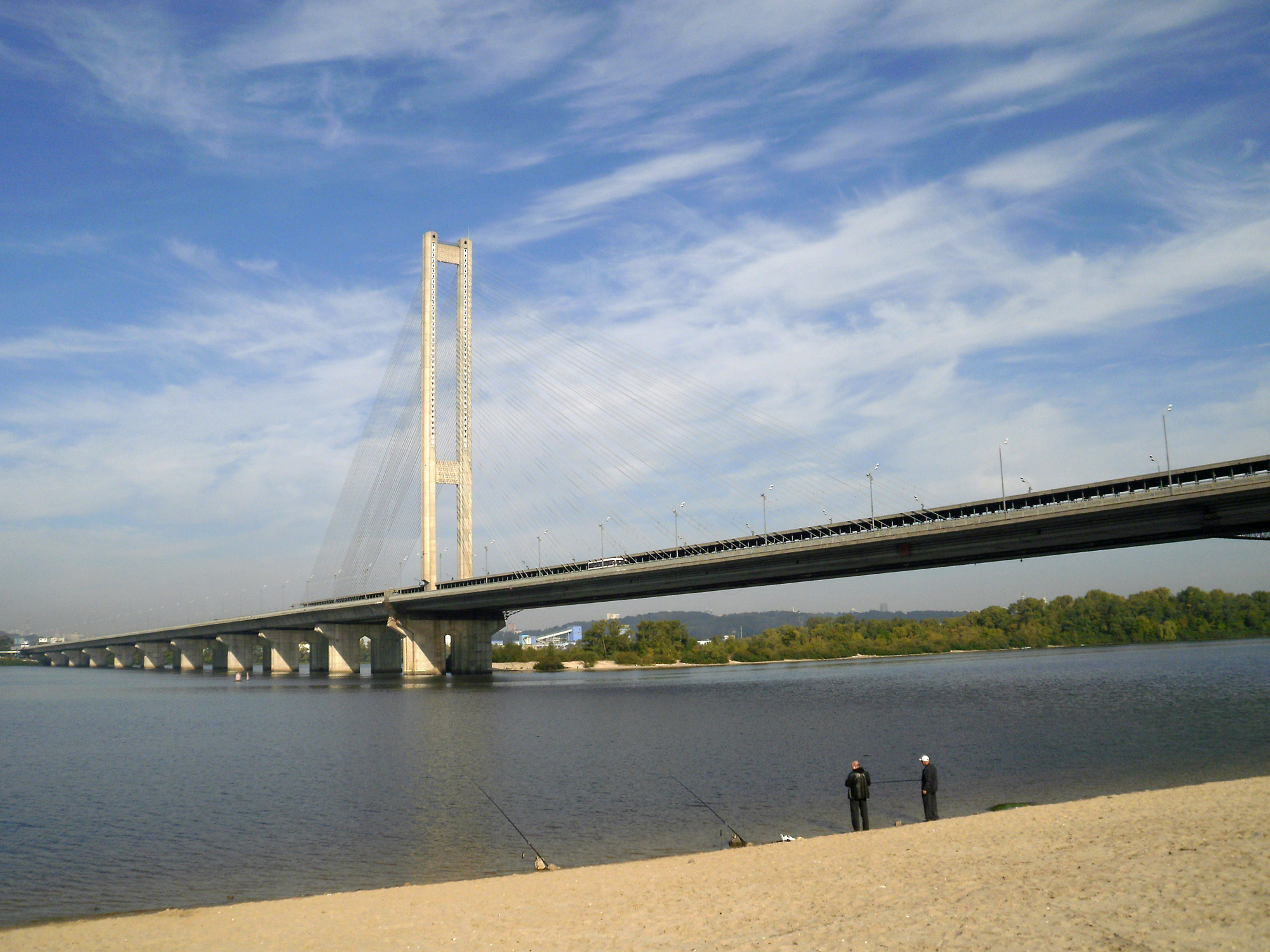
Pont Pivdennyi.

### Transport fluvial
Le Dniepr est navigable en amont de la capitale et en aval jusqu'à la mer Noire. Kiev est un port fluvial utilisé pour le transport de marchandises. Le transport de passagers qui existait par le passé (hydroptères Meteor et Raketa) a disparu mais il persiste la halte fluviale de Kyiv et le port fluvial de Kyiv.

## Éducation

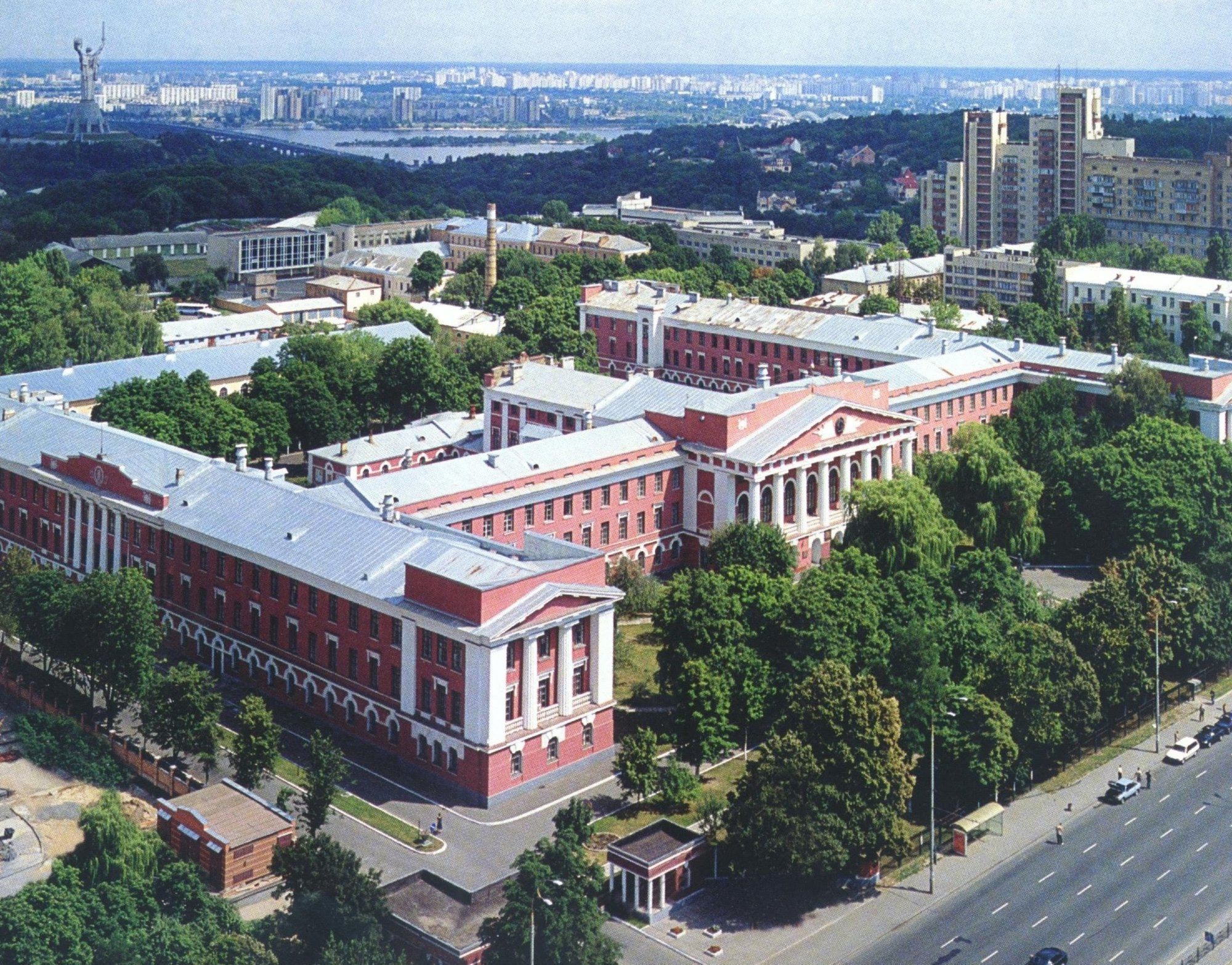
Le lycée militaire Ivan Bohun.

Kiev, du fait de sa taille et de son rôle de capitale, est le principal centre universitaire de l'Ukraine. Les établissements universitaires de Kiev attire de nombreux étudiants étrangers en particulier en provenance d'Afrique et d'Asie. Les principaux établissements sont : 
- Université nationale Taras-Chevtchenko de Kiev est l'établissement le plus prestigieux et le mieux classé à l'échelle mondiale de Kiev.
- L'université pédagogique nationale Dragomanov.
- Institut polytechnique de Kiev
- Académie de musique Tchaïkovski de Kiev
- Université nationale de construction et d'architecture de Kiev (KNUCA)
- Université nationale Académie Mohyla de Kiev
- Université nationale des langues de Kiev
- Université nationale de commerce et d'économie de Kiev

## Culture

### Musées

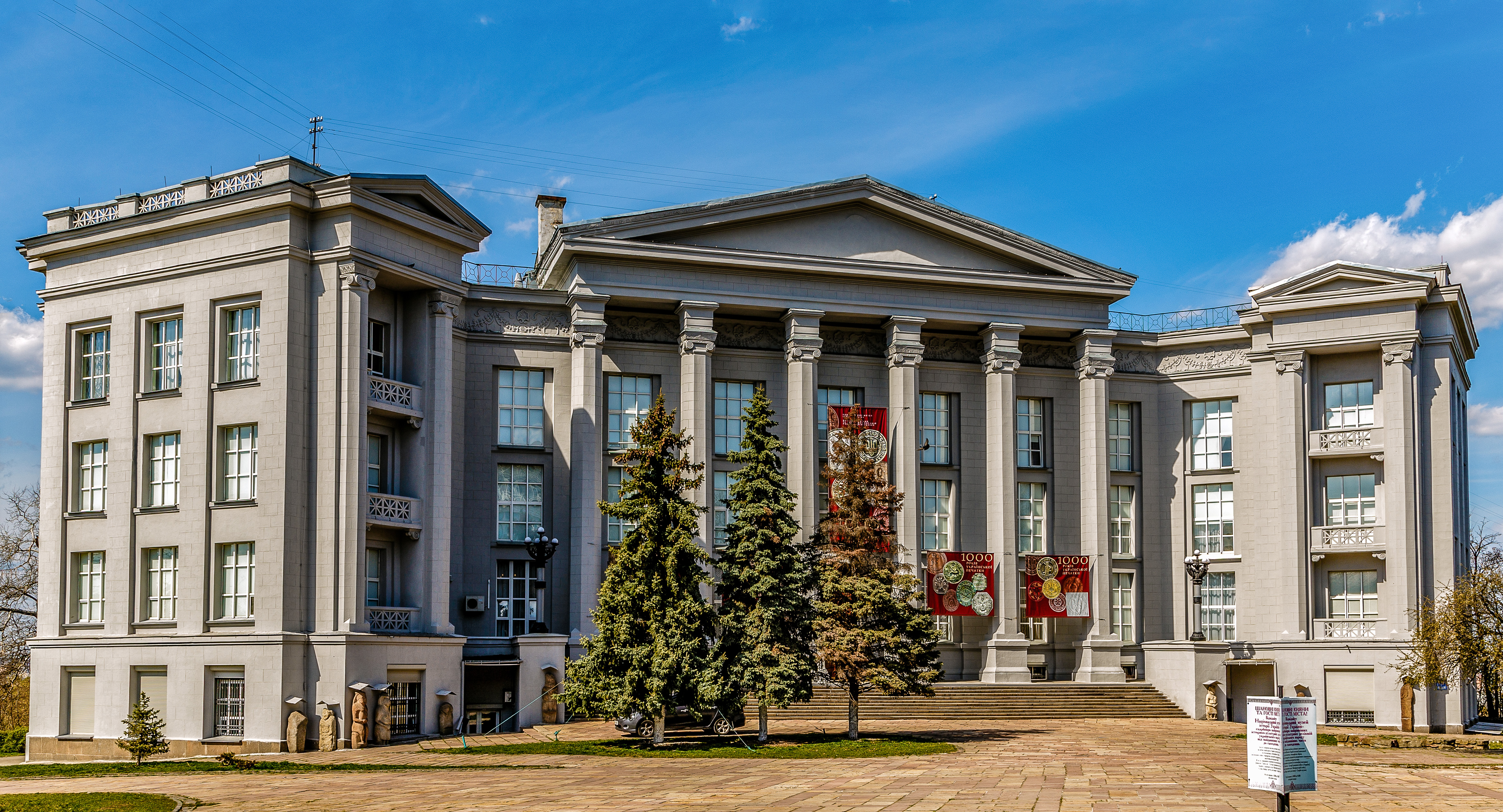
Le musée national de l'histoire de l'Ukraine.

Kiev compte une quarantaine de musées. En 2009, ils ont reçu environ 4,3 millions de visiteurs. Parmi les plus importants figurent le musée national d'art d'Ukraine qui expose dans vingt-et-une salles des collections de peintures et autres œuvres d'art (peintures, sculptures) couvrant toutes les périodes. Le musée Khanenko abrite la plus grande collection d'art européen, asiatique et antique de l'Ukraine. Les collections du musée Khanenko comprennent des œuvres d'art de maîtres européens, tels que Peter Paul Rubens, Gentile Bellini, Juan de Zurbarán, Jacques-Louis David, François Boucher.
Le musée possède des collections de sculpture et d'art décoratif européens, de belles et rares pièces d'art décoratif iranien, tibétain, chinois et japonais, ainsi que de petites mais intéressantes collections d'art grec, romain et égyptien. Le musée national de l'histoire de l'Ukraine, créé en 1899, abrite la plus grande collection d'objets retraçant l'histoire du pays avec 800 000 objets en stock dont 22 000 sont exposés. La collection, qui comprend des peintures, dessins et objets d'art appliqué, des armes, des monnaies, des pièces archéologiques, couvre la période allant du Paléolithique inférieur jusqu'à la période contemporaine. La forteresse de Kiev est un complexe architectural et historique construit entre le XVIIe et le XIXe siècle sur les hauteurs de la rive droite du Dniepr. Le musée de l'histoire de l'Ukraine dans la Seconde Guerre mondiale, qui couvre 10 ha (0,1 km2) sur les collines de rive droite du Dniepr célèbre les hauts faits de Kiev durant la Seconde Guerre mondiale. Il abrite des équipements militaires mais surtout la statue monumentale de la Mère-Patrie haute de 62 m placée sur un piédestal de 40 m de haut qui domine la ville et est devenu un de ses symboles.
Les autres musées importants sont : 
- Musée national de peinture de Kiev.
- Centre national de la culture populaire, musée Ivan-Honchar.
- Musée national des arts décoratifs populaires.
- Musée Mikhaïl-Boulgakov.
- Musée de l'occupation soviétique de Kiev.
- Musée national de Tchernobyl.
- Musée d'une rue.
- Musée Viktor-Kossenko.
- Musée de la révolution ukrainienne (1917-1921).
- Musée du cinéma de la musique et du théâtre d'Ukraine.
- Musée ferroviaire de Kiev.
- Complexe muséal national d'art et de culture de Mystetskyi Arsenal.
- Musée national de littérature de Kiev.
- Musée national de l'aviation Oleg-Antonov situé sur l'Aéroport international de Kiev regroupe plus d'une cinquantaine d'aéronefs russes et ukrainiens.
- Fondation Izolyatsia.

### Édifices religieux
Kiev est célèbre pour le grand nombre de monuments historiques religieux anciens qui s'y trouvent. Ces édifices sont pour la plupart édifiés sur les sommets des collines dominant la rive droite du Dniepr. La cathédrale Sainte-Sophie et la laure des Grottes de Kiev sont les deux monuments de la ville inscrits sur la liste du patrimoine mondial.
La cathédrale Sainte-Sophie, commencée en 1017 et achevée en 1037, a été conçue dans le but d'égaler et de reproduire la splendeur des églises byzantines. Bien qu'elle soit consacrée à la « sainte sagesse », comme la grande cathédrale de Constantinople, elle a une forme très différente. Plutôt qu'un unique dôme hémisphérique s'élevant au-dessus du corps du bâtiment, Sainte-Sophie possède treize dômes en forme de bulbe. Le dôme central est doré et un peu plus grand que les autres qui sont verts, et tous sont surmontés de lanternes dorées.
La laure des Grottes de Kiev est un vaste ensemble de grottes et de bâtiments dont les plus anciens remontent au XIe siècle. Elle comprend notamment la cathédrale de la Dormition, le grand clocher de style classique, l'église-porte de la Trinité et un ensemble de caves dans lesquelles vécues le fondateur du monastère et sont enterrées un certain nombre de moines. Elle est le siège de l'Église orthodoxe ukrainienne rattachée au Patriarcat de Moscou.
Le monastère Saint-Michel-au-Dôme-d'Or construit à l'origine au XIe siècle a été détruit durant l'ère soviétique dans les années 1930 comme plusieurs autres bâtiments religieux de Kiev. Il a été reconstruit à l'identique après l'indépendance de l'Ukraine et inauguré en mai 1999, il accueille aussi le Mur en la mémoire de ceux qui sont morts pour l'Ukraine. Parmi les autres monuments religieux notables figurent les monastères Saint-Cyrille-de-Dorogojitch et Saint-Michel-de-Vydoubytch, l'église Saint-André, la cathédrale Saint-Vladimir de style néo-byzantin édifiée dans la seconde moitié du XIXe siècle et la cathédrale Saint-Nicolas, un édifice catholique de style néo-gothique inauguré en 1909.

Monuments religieux
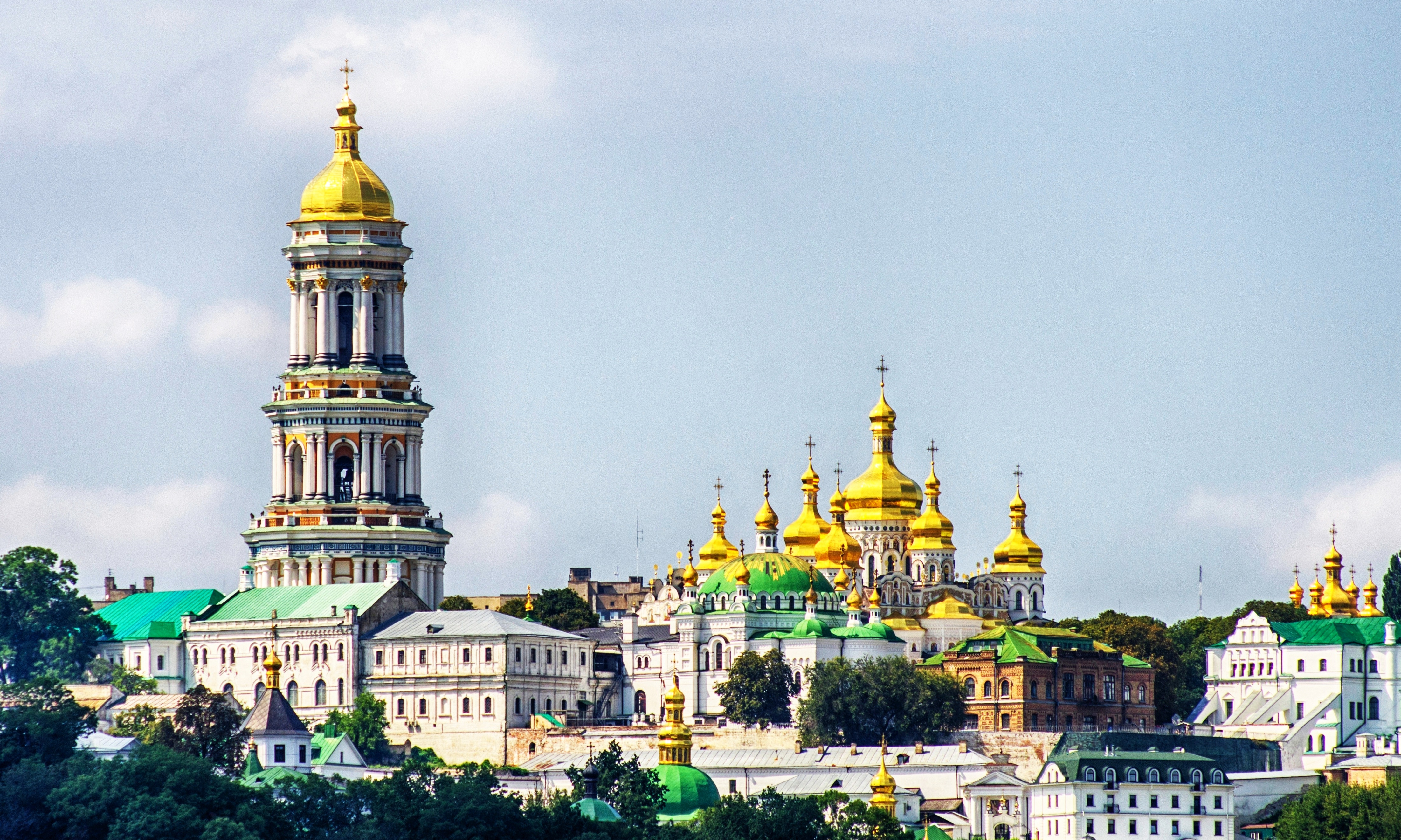
Laure des Grottes de Kiev.
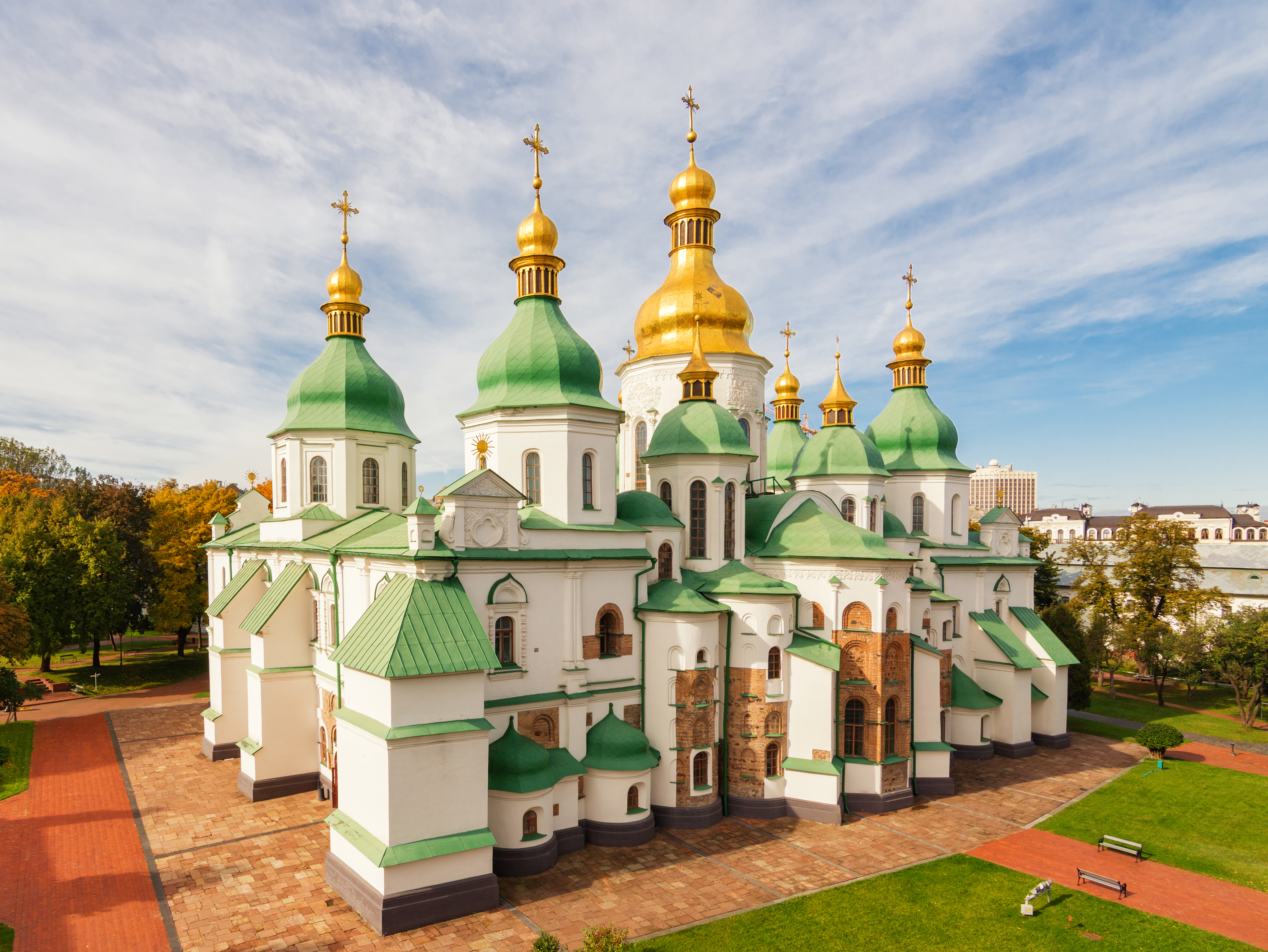
Cathédrale Sainte-Sophie.
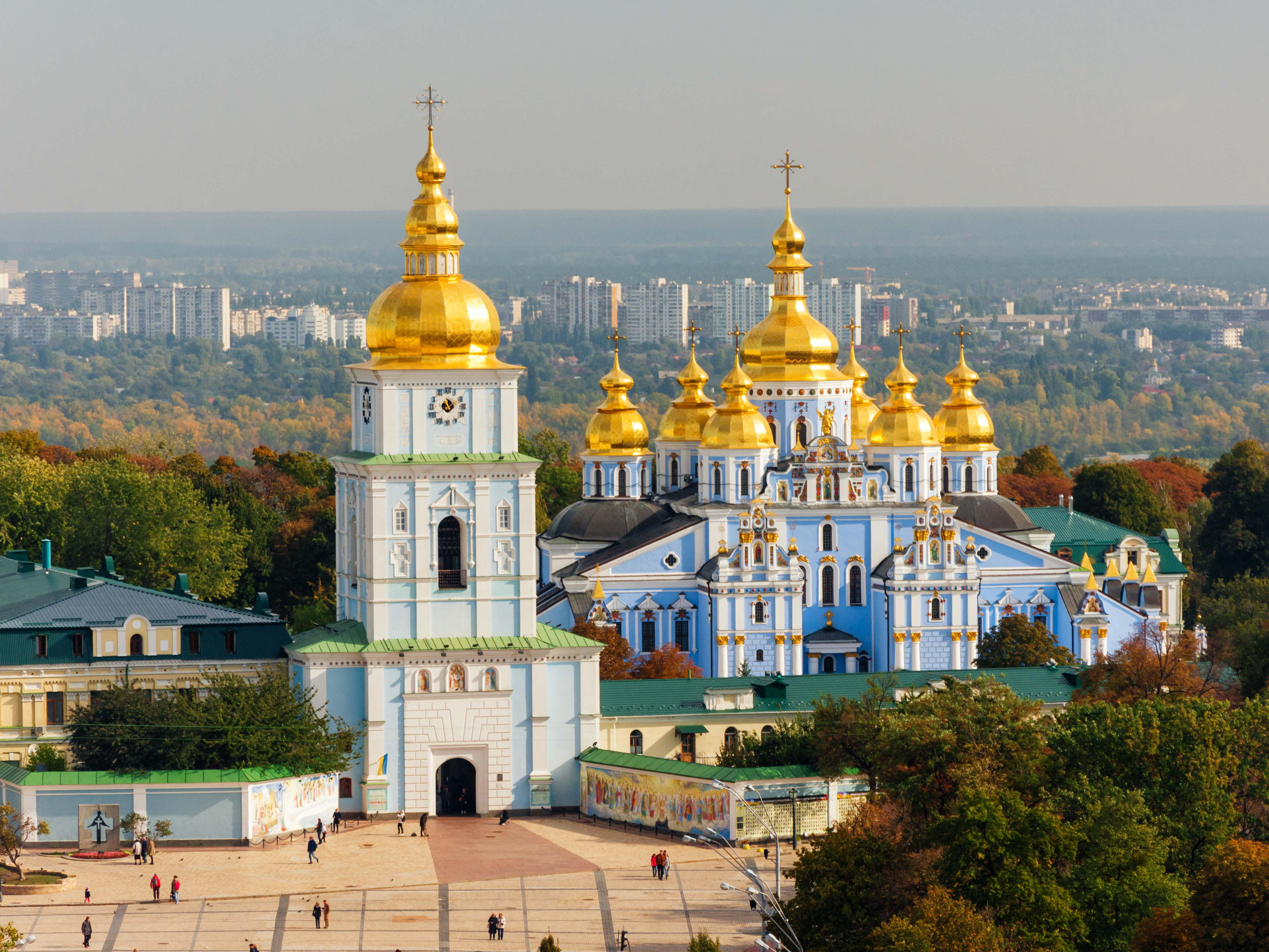
Monastère Saint-Michel.
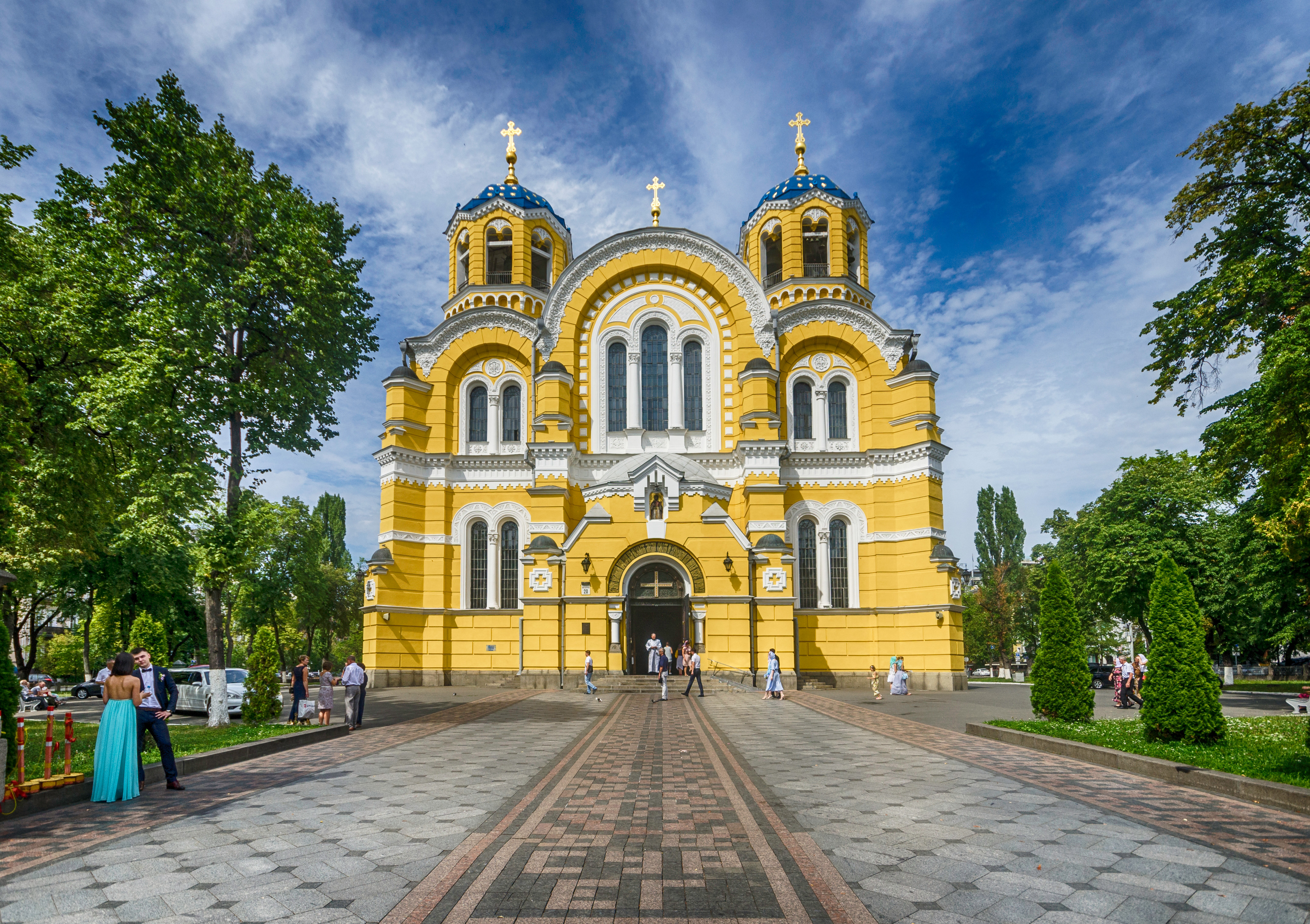
Cathédrale Saint-Vladimir de Kiev.
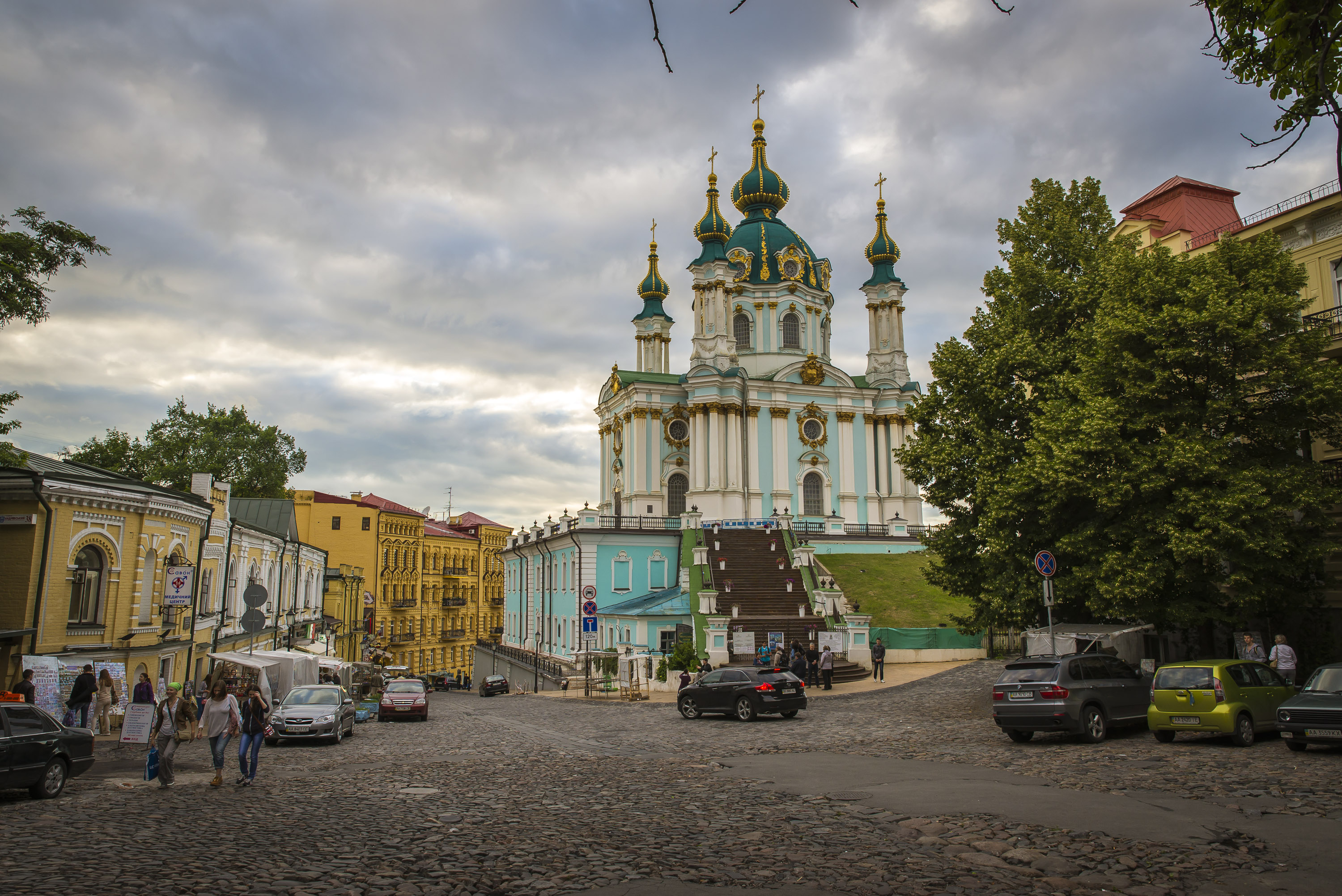
Église Saint-André.
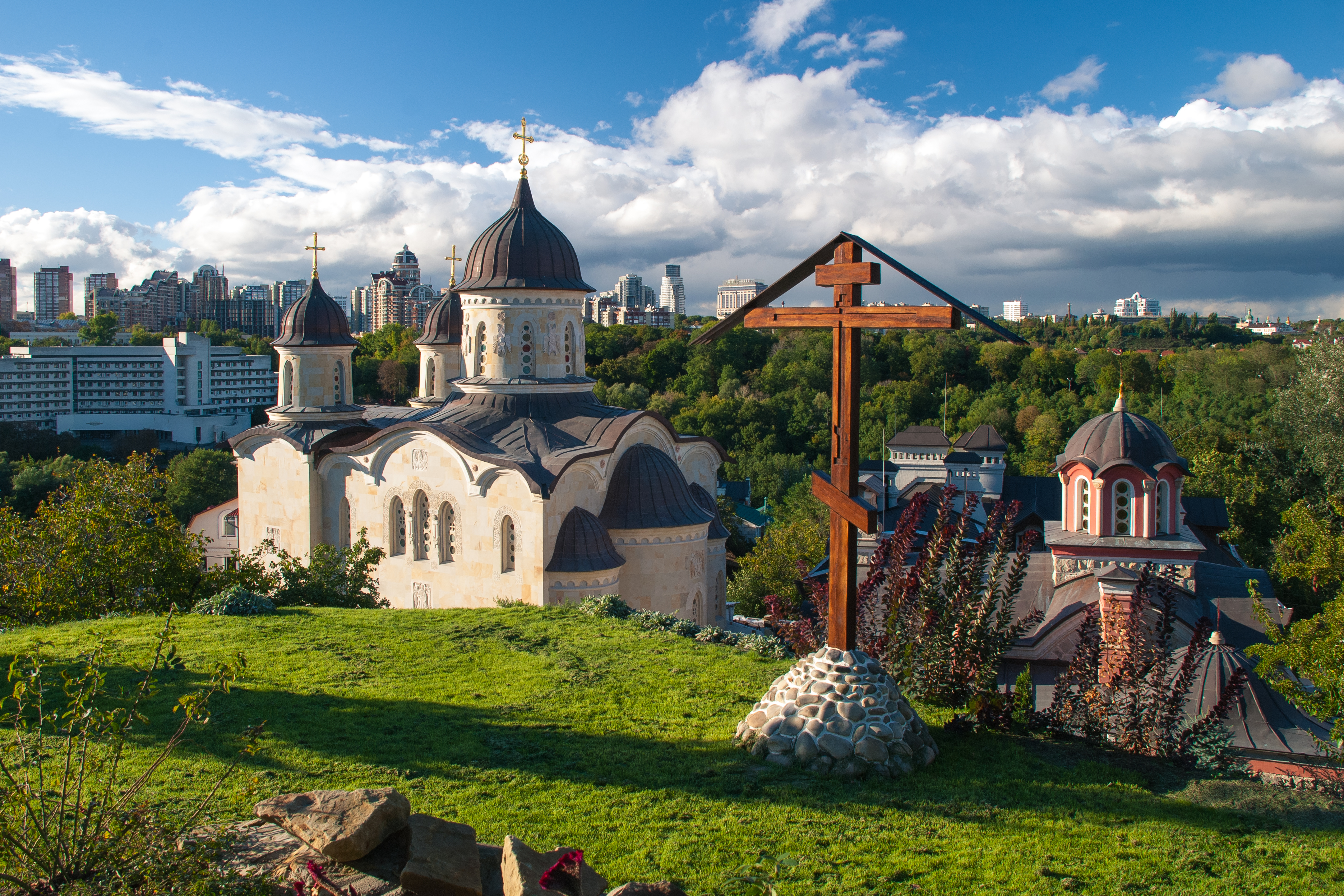
Monastère de l'Archange Michel.
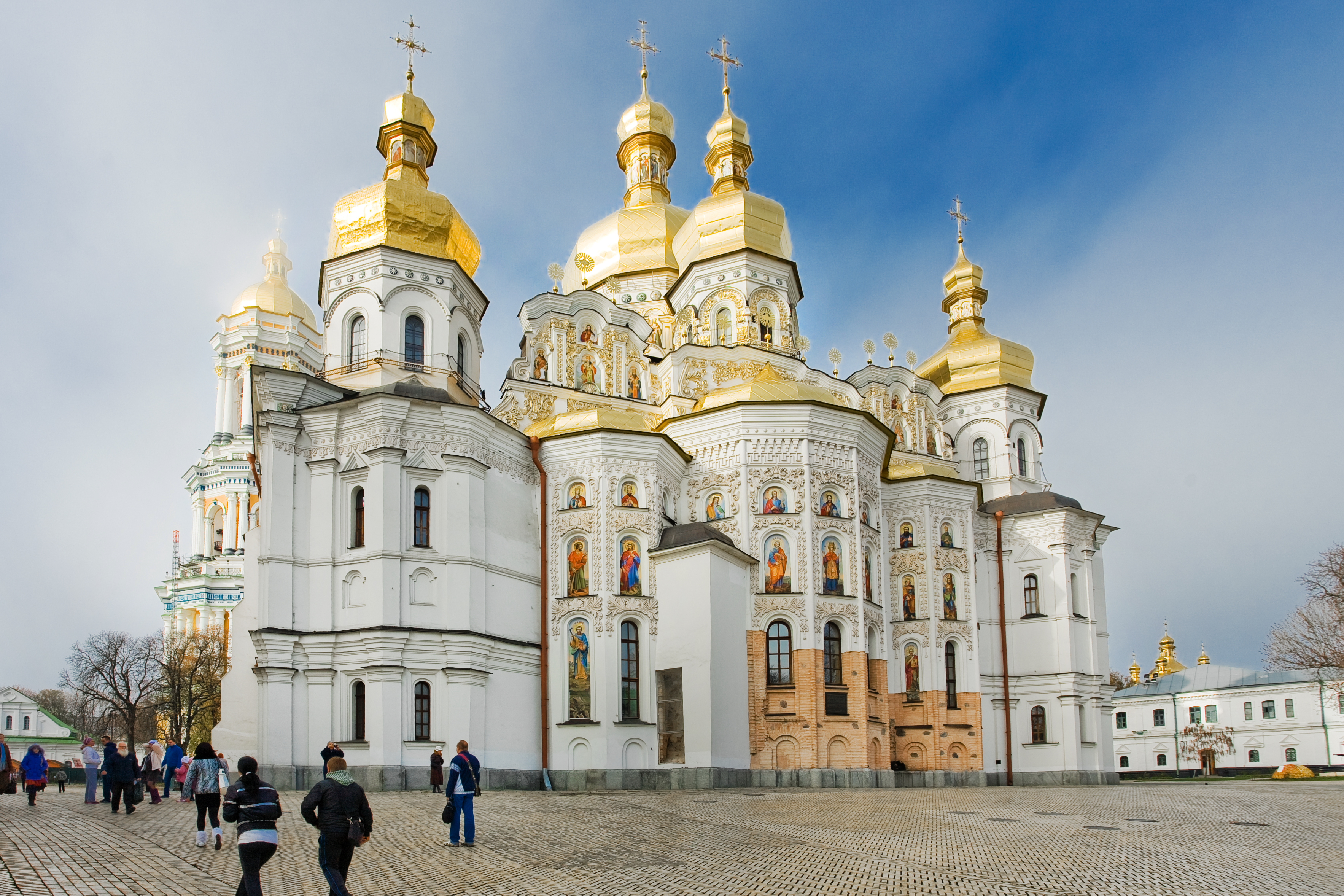
Cathédrale de la Dormition de la laure des Grottes.
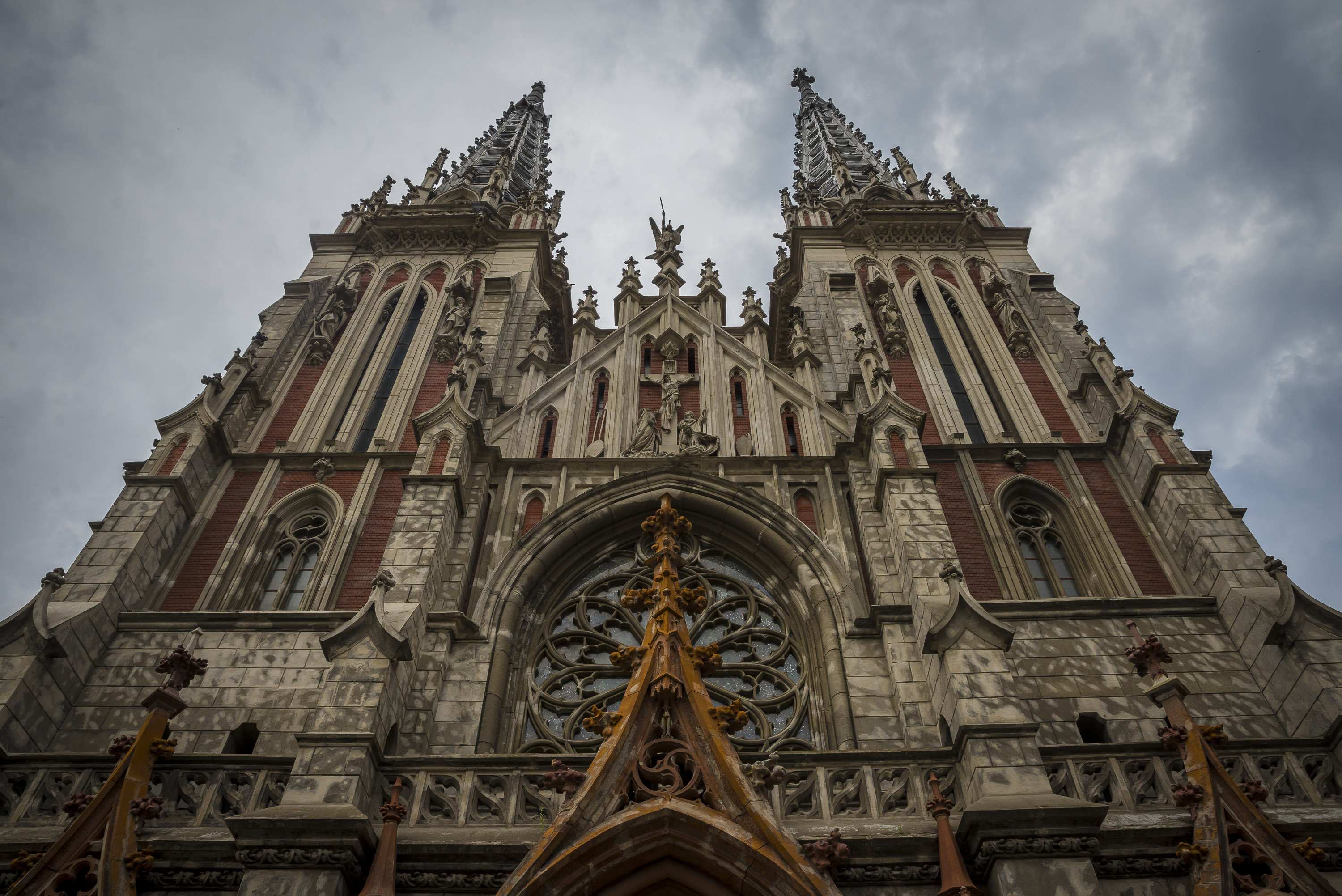
Cathédrale Saint-Nicolas.
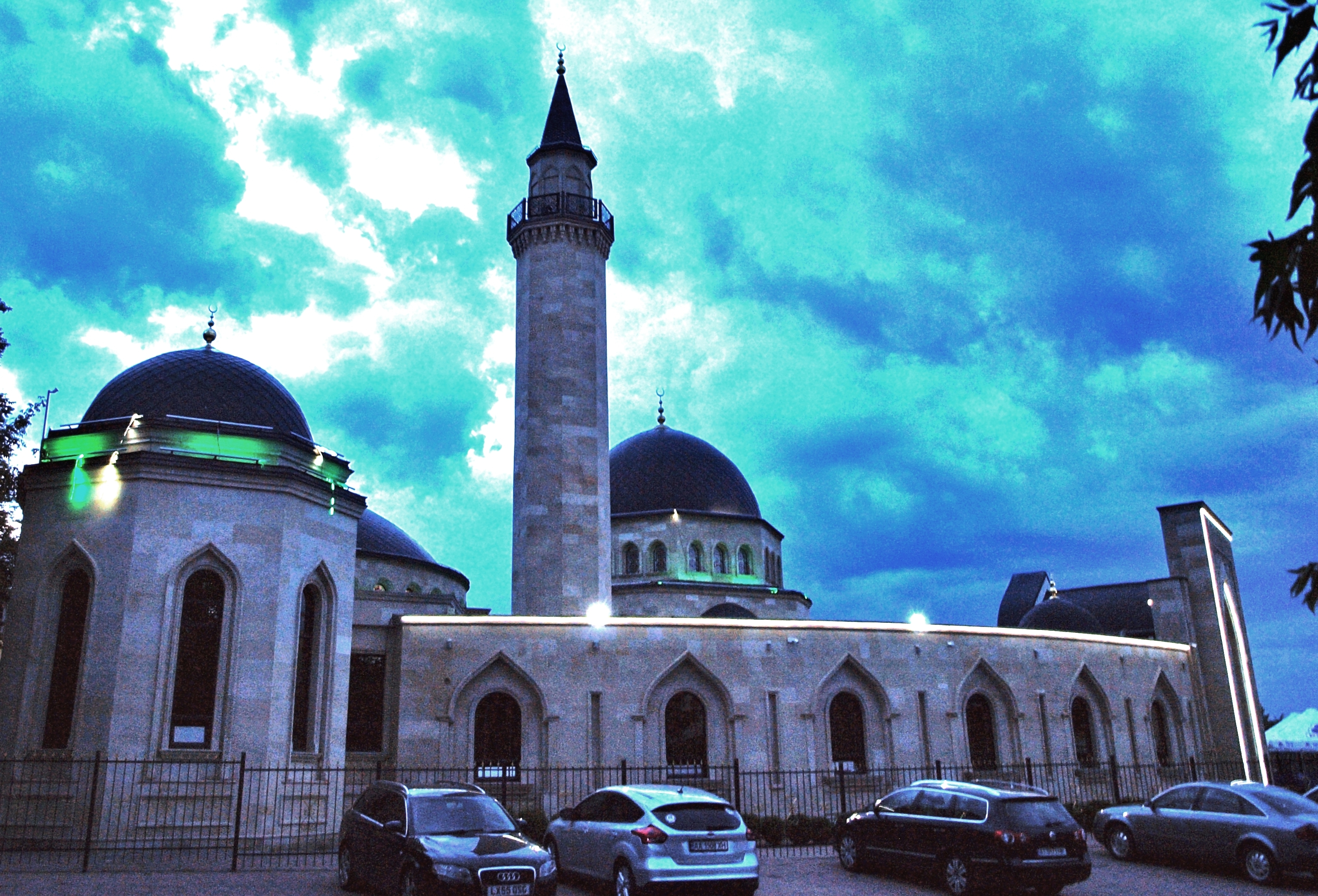
La mosquée Ar-Rahma.
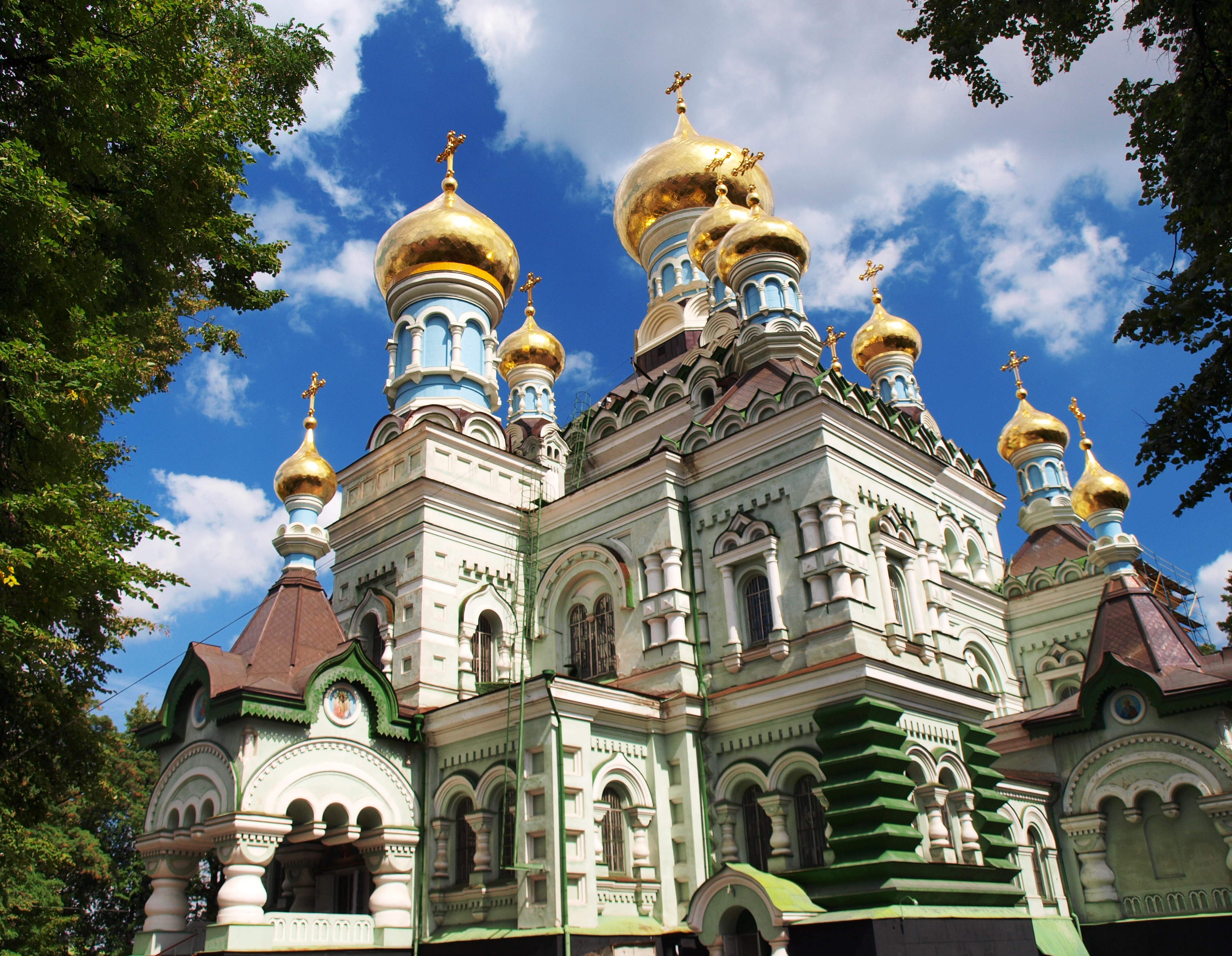
Monastère Pokrovsky.
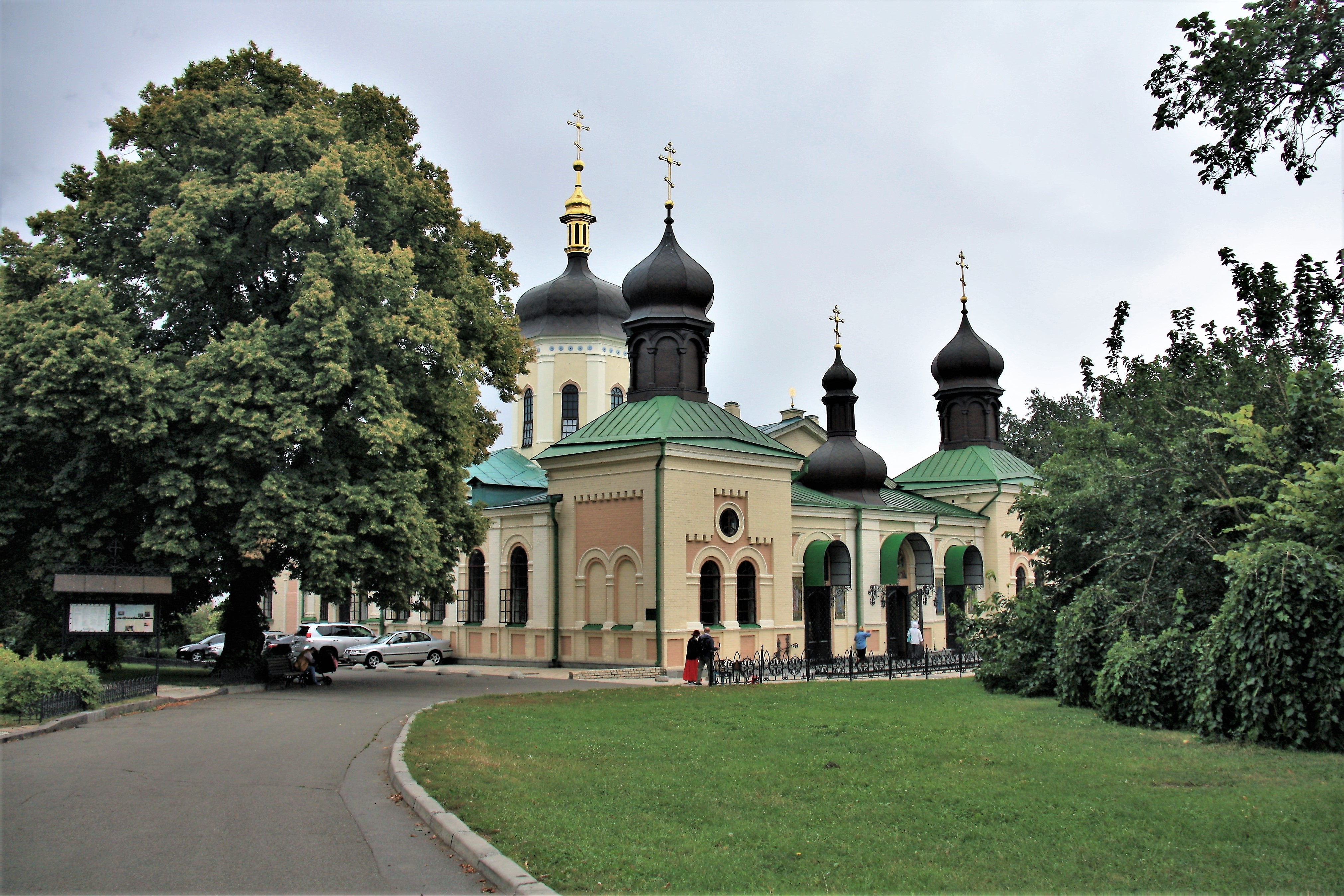
Monastère Trinity Ioninsky.
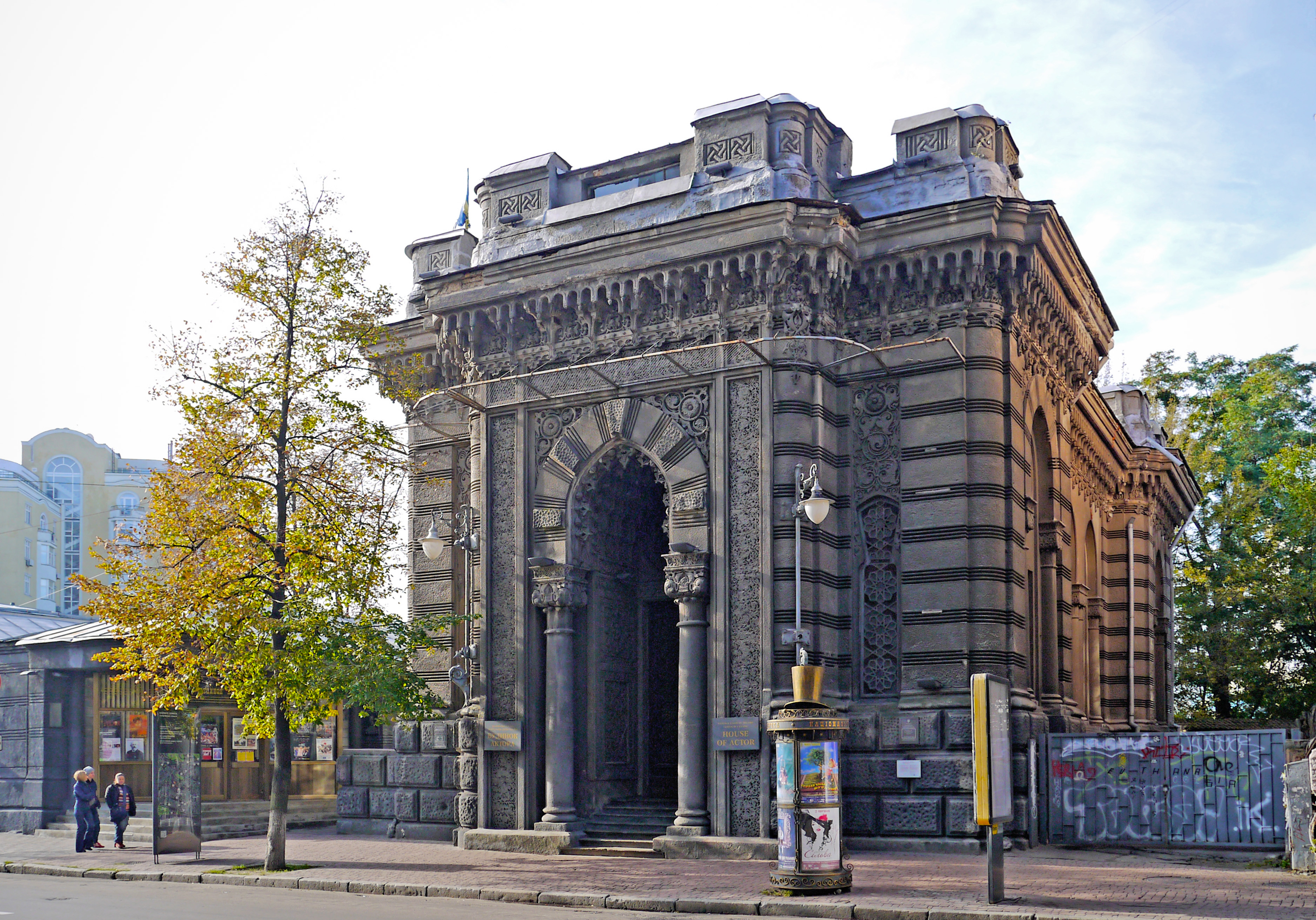
Synagogue karaïte de Kiev

### Bâtiments remarquables
Outre les édifices religieux, Kiev compte plusieurs bâtiments remarquables : 
- Palais Mariinsky, le palais Klov, le manoir Kovalevsky ou maison arabe.
- Maison aux Chimères - Art nouveau.
- Tour de télévision de Kiev.
- Avenue Krechtchatyk - Architecture stalinienne (magasin Tsum).
- Place de l'Indépendance (Kiev), appelée aussi Maïdan (place en ukrainien). Place centrale de Kiev, très commerçante et où se tient tout type de manifestation, notamment la révolution orange de 2004 et de 2013.
- L'Université Taras-Chevtchenko et son bâtiment rouge - Architecture du classicisme dit russe.

Kiev compte également plus d'une cinquantaine de gratte-ciels construits quasiment tous depuis les années 2000.
- La ville arbore depuis 2022 une série de peintures murales.

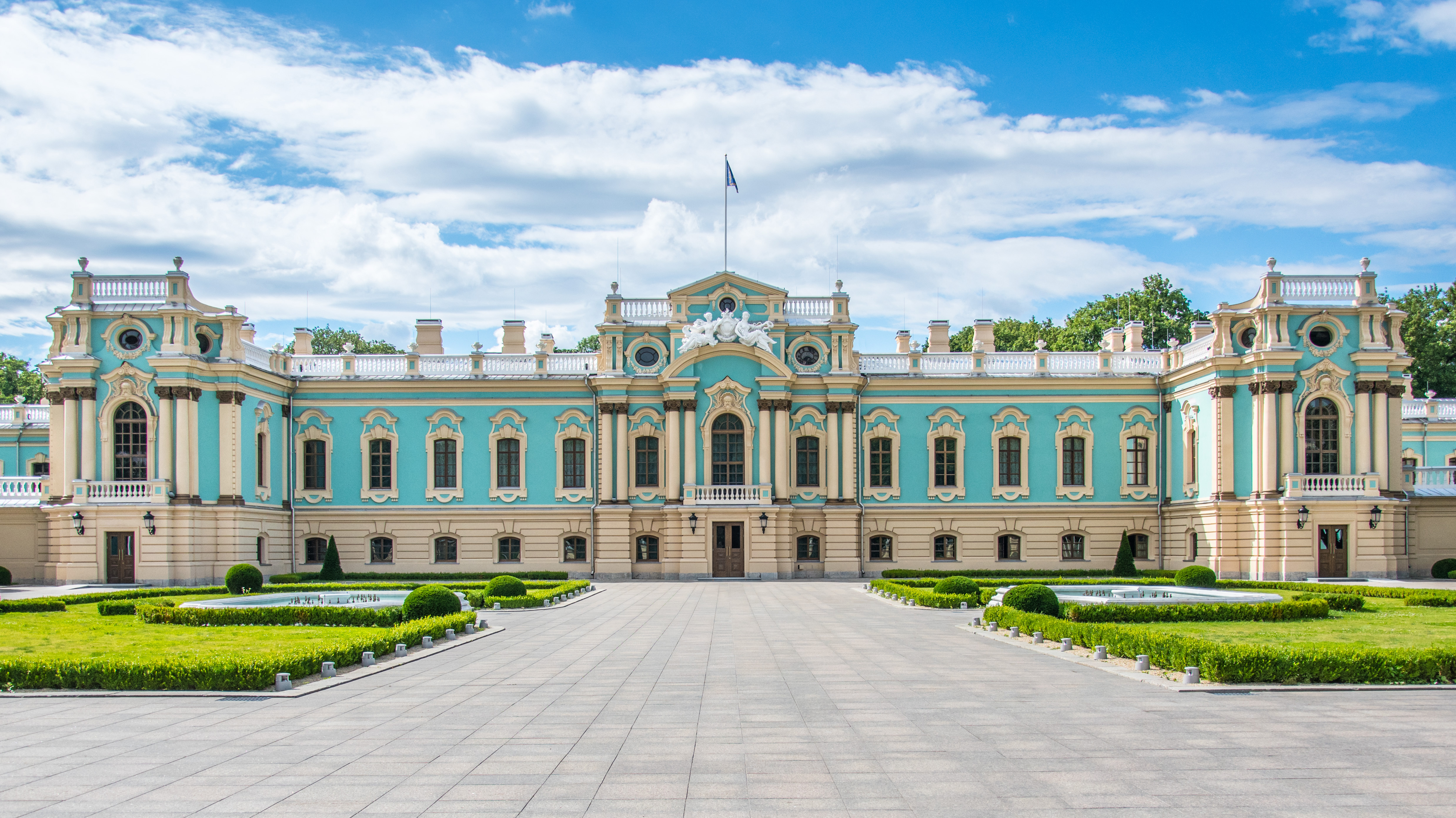
Palais Mariyinsky
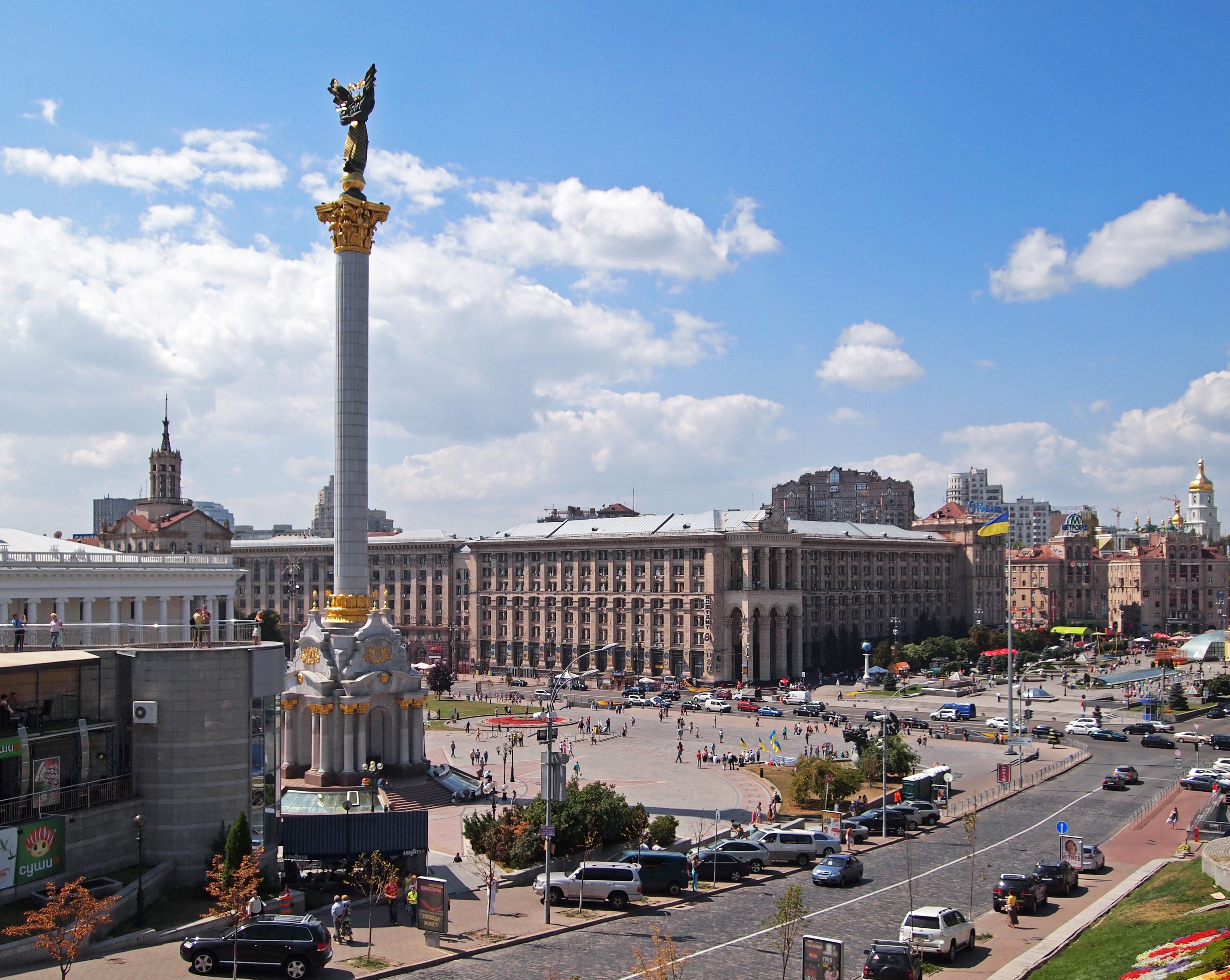
Concert sur Maïdan
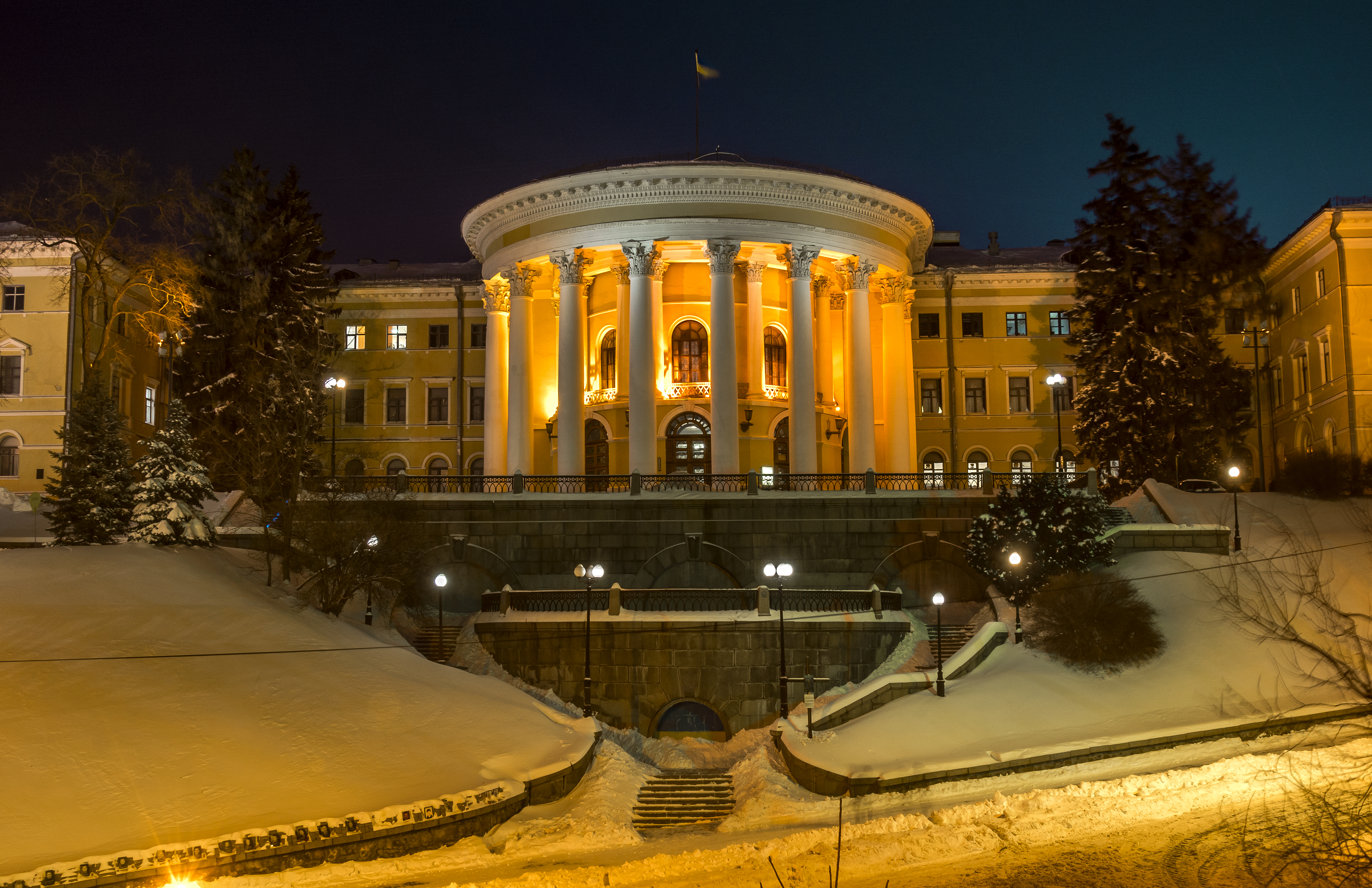
Жовтневий палац (uk), centre international de la culture et des arts à Kiev. Mai 2019.
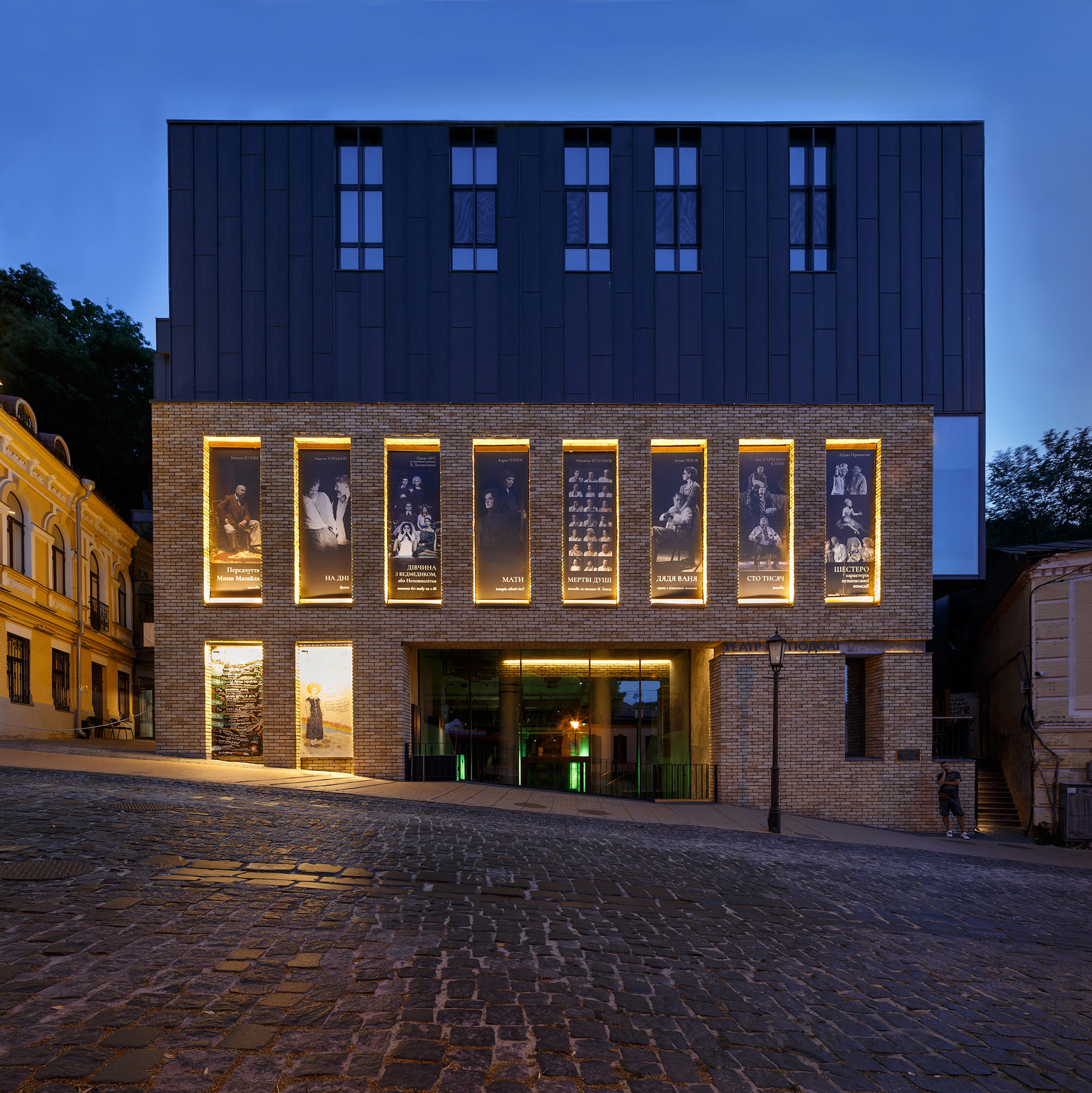
Le Театр на Подолі (uk), Descente Saint-André à Kiev, nommé au prix de l'Union européenne pour l'architecture contemporaine Mies-van-der-Rohe. Octobre 2020.

### Théâtres et salles de concert

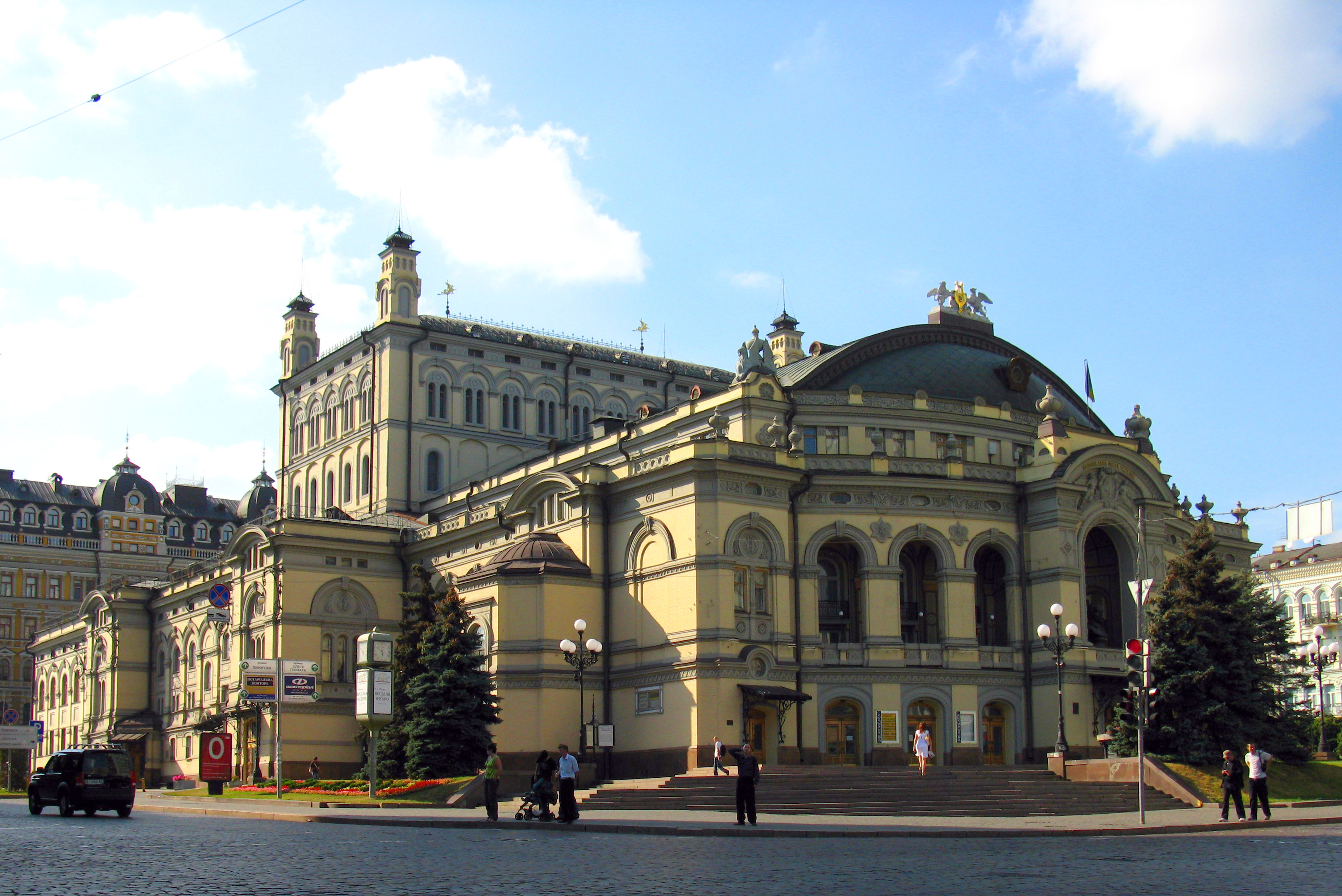
Opéra de Kiev.

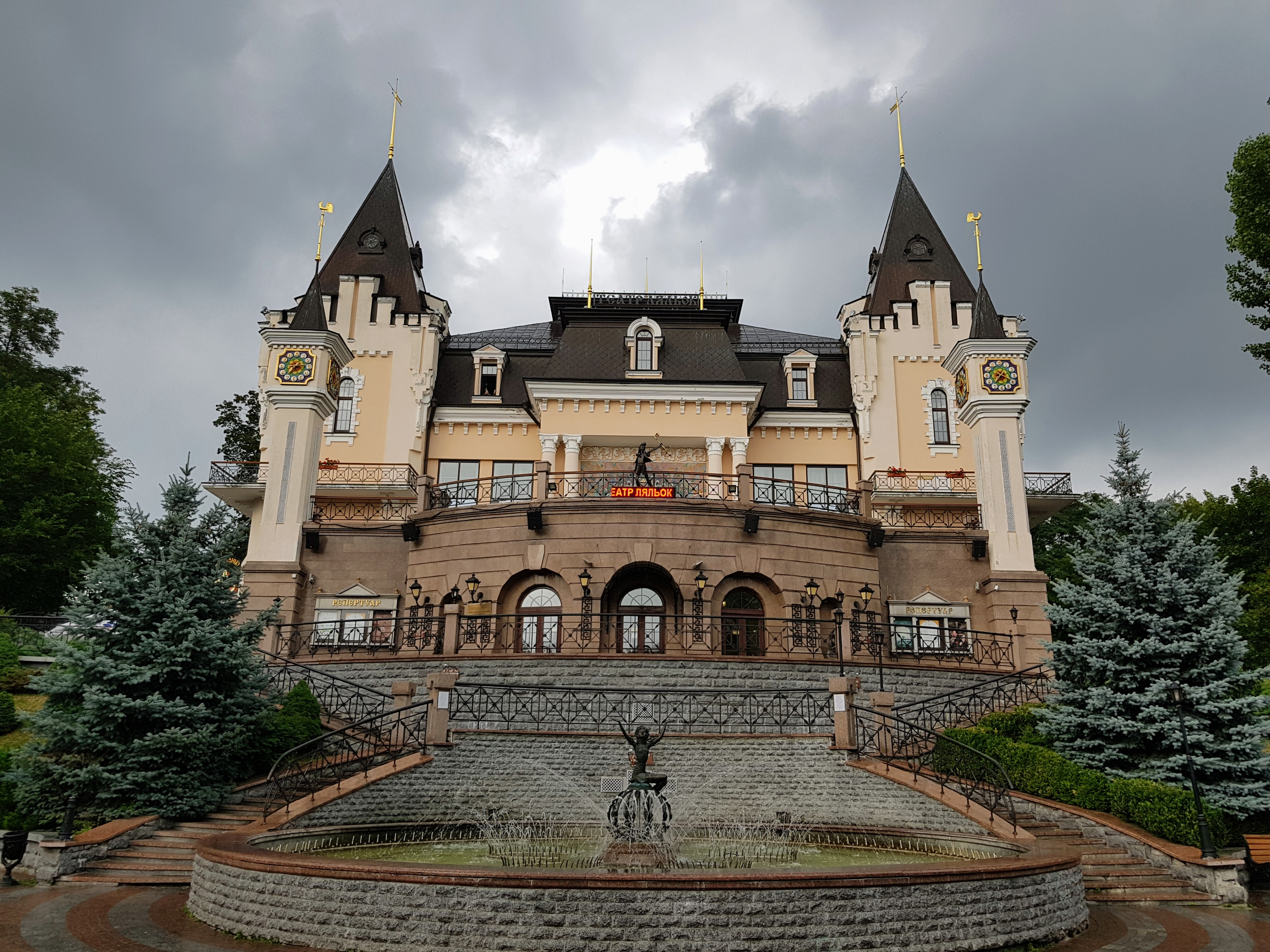
Le théâtre de marionnettes de Kiev.

Les principaux théâtres et salles de concert de Kiev sont l'Opéra national d'Ukraine, le Théâtre national Ivan Franko, le théâtre Lessia-Oukraïnka, le théâtre de marionnettes, le palais d'Octobre et la Philharmonie nationale d'Ukraine, dans laquelle joue l'orchestre symphonique du pays. Kiev est également le siège du studio Dovjenko qui était à l'époque soviétique un des plus importants centres de production de films d'URSS.
Le théâtre de marionnettes académique de Kiev est situé au cœur de la ville de Kiev.

### Activités / Événements culturels

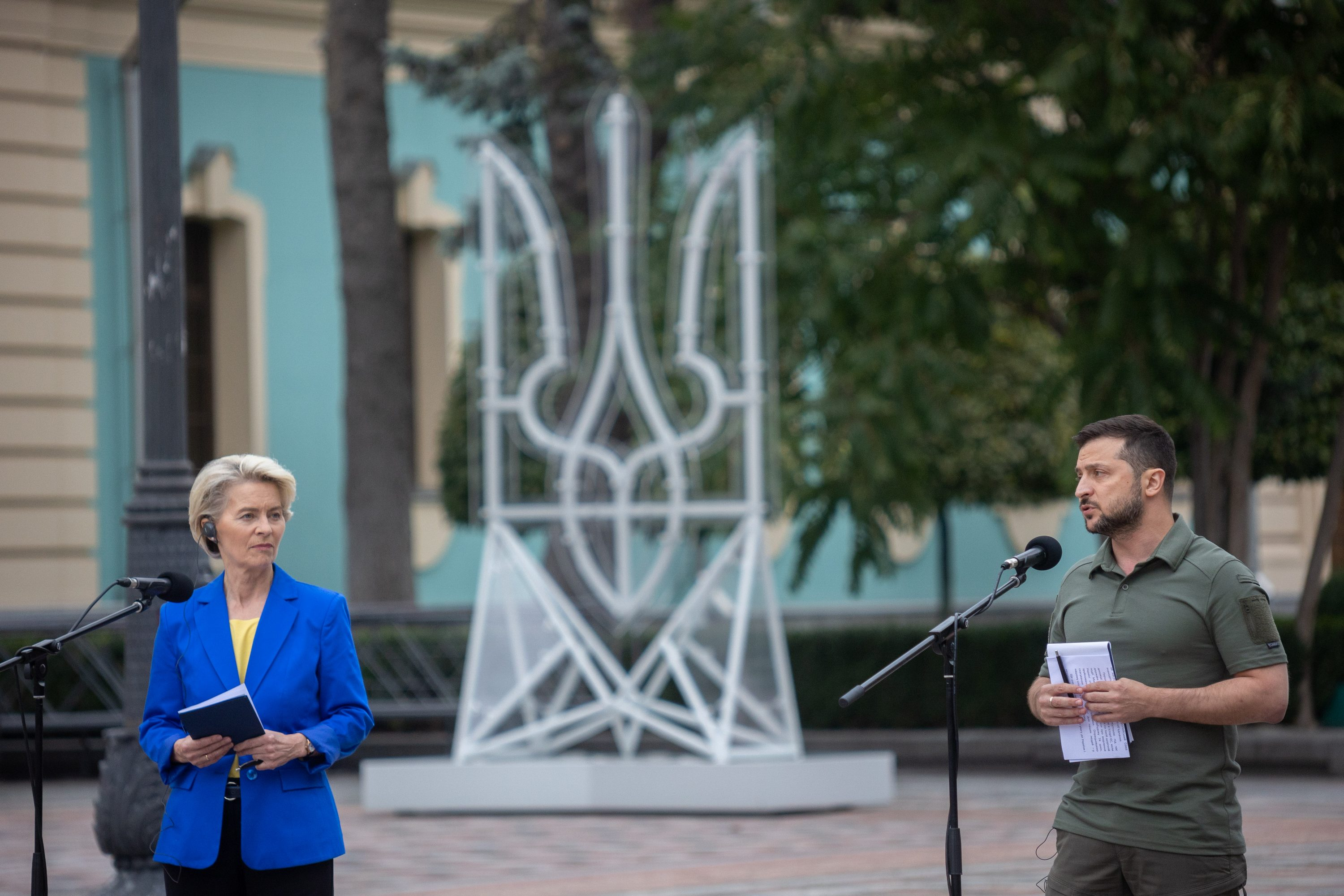
Ursula von der Leyen et le président Zelensky sur la Voie du Courage.

En mai, les visiteurs de Kiev peuvent découvrir le festival du printemps. Les week-ends, les voies du centre-ville (comme la principale artère Krechtchatyk) sont fermées à la circulation automobile. De 1995 à 2005 s'est tenu au mois d'août le festival de cinéma Stojary. En juillet 2011, Kiev a accueilli le 68e congrès international de la jeunesse qui rassemble des participants venant du monde entier et dont la langue de travail est l'espéranto. Le 24 août se déroule le défilé du Jour de l'indépendance à Kiev.
Depuis 1990, Kiev accueille le festival de musique de Kiev, un festival de musique ukrainien organisé chaque année à Kiev cherchant à mettre en avant des compositeurs ukrainiens modernes, bien que l'événement soit international.[réf. souhaitée]

#### Marchés
Les marchés les plus importants sont : 
- le marché de Bessarabsky
- le Marché Petrovka.

### Sports
Kiev compte de nombreux clubs de football professionnels et amateurs dont le Dynamo Kiev, l'Arsenal Kiev et le FK Obolon Kiev. Le Dynamo Kiev, qui joue dans la plus haute division d'Ukraine (Championnat d'Ukraine de football) a eu un passé glorieux à l'époque soviétique : il était le club soviétique ayant remporté le plus grand nombre de titres avec 13 victoires en Championnat d'Union soviétique de football, 9 victoires en Coupe d'Union soviétique et trois victoires en Supercoupe d'Union soviétique. Kiev dispose également dans d'autres disciplines de deux autres clubs prestigieux jouant dans leur première division respective : L'équipe de hockey sur glace HK Sokil Kiev et celle de basketball(BK Kiev).
Les principales installations sportives utilisées par ces équipes sont : 
- le stade olympique, plus grande enceinte sportive du pays avec plus de 70 000 places ayant accueilli les finales de l'Euro 2012 et de la Ligue des champions de l'UEFA 2017-2018
- le stade Dynamo Lobanovski (stade de football du Dynamo Kiev et de l'Arsenal Kiev)
- l'Obolon Arena (stade de football du FK Obolon Kiev)
- Le palais des sports de Kiev (hockey sur glace : HK Sokil Kiev)

### Kiev dans les arts

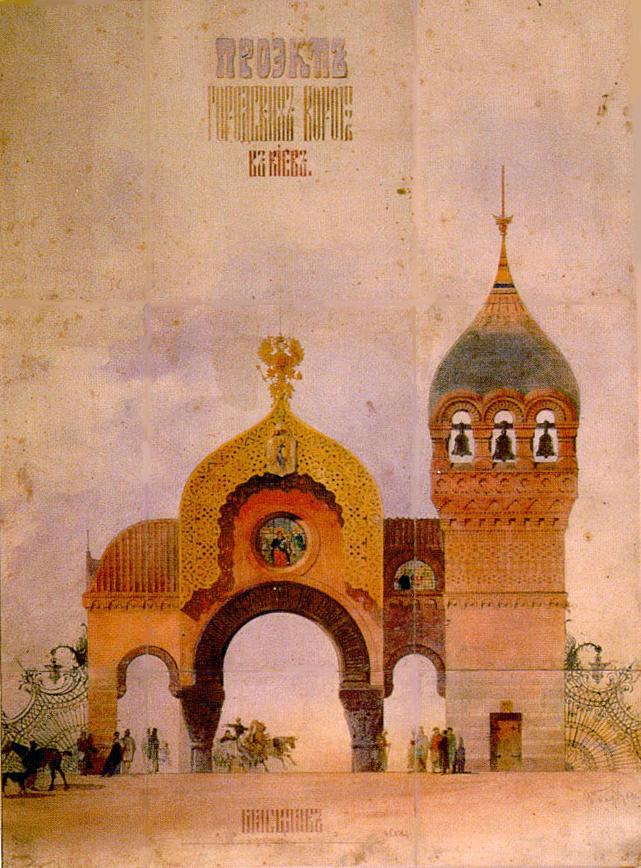
Projet pour La Grande Porte de Kiev

#### Peinture
La Porte dorée de Kiev inspira l'architecte et peintre russe Viktor Hartmann dans la réalisation de son dessin de projet pour La Grande Porte de Kiev. Ce dessin devait servir lors du concours organisé par l'empereur Alexandre II en 1866, pour la construction d'une grande porte monumentale à l'entrée de la ville. Bien que le projet fut annulé faute d'argent, le dessin fut conservé.

#### Musique
Le compositeur russe Modeste Moussorgski s'inspira de plusieurs peintures de son ami Viktor Hartmann, exposées un an après sa mort (dont la Porte de Kiev) afin de réaliser sa « série de dix pièces pour piano » en 1874 : Tableaux d'une exposition.

#### Littérature
Honoré de Balzac, écrivain français, a beaucoup voyagé pour rencontrer son admiratrice et future épouse, la polonaise Ewelina Hańska, avec qui il a d'abord entretenu une longue relation épistolaire. Il la rencontre notamment dans ses domaines de Kiev, dont l’opulence l'impressionne au point qu'il écrit « J'ai vu Versailles au milieu des blés ». Il raconte sa découverte de la ville dans des lettres formant un ensemble de 61 feuillets (seulement écrits au recto), paru par la suite sous le nom de Lettre sur Kiev.
À la suite de l'écrivain Mikhaïl Boulgakov, la romancière russe d'expression française Irène Némirovsky exalte dans plusieurs de ses romans ou nouvelles la splendeur du printemps en fleurs dans la ville haute de Kiev ; elle y décrit aussi sans fard la misère profonde du Podol, cœur historique de la ville devenu à l'époque impériale le ghetto des Juifs pauvres.

#### Arts culinaires

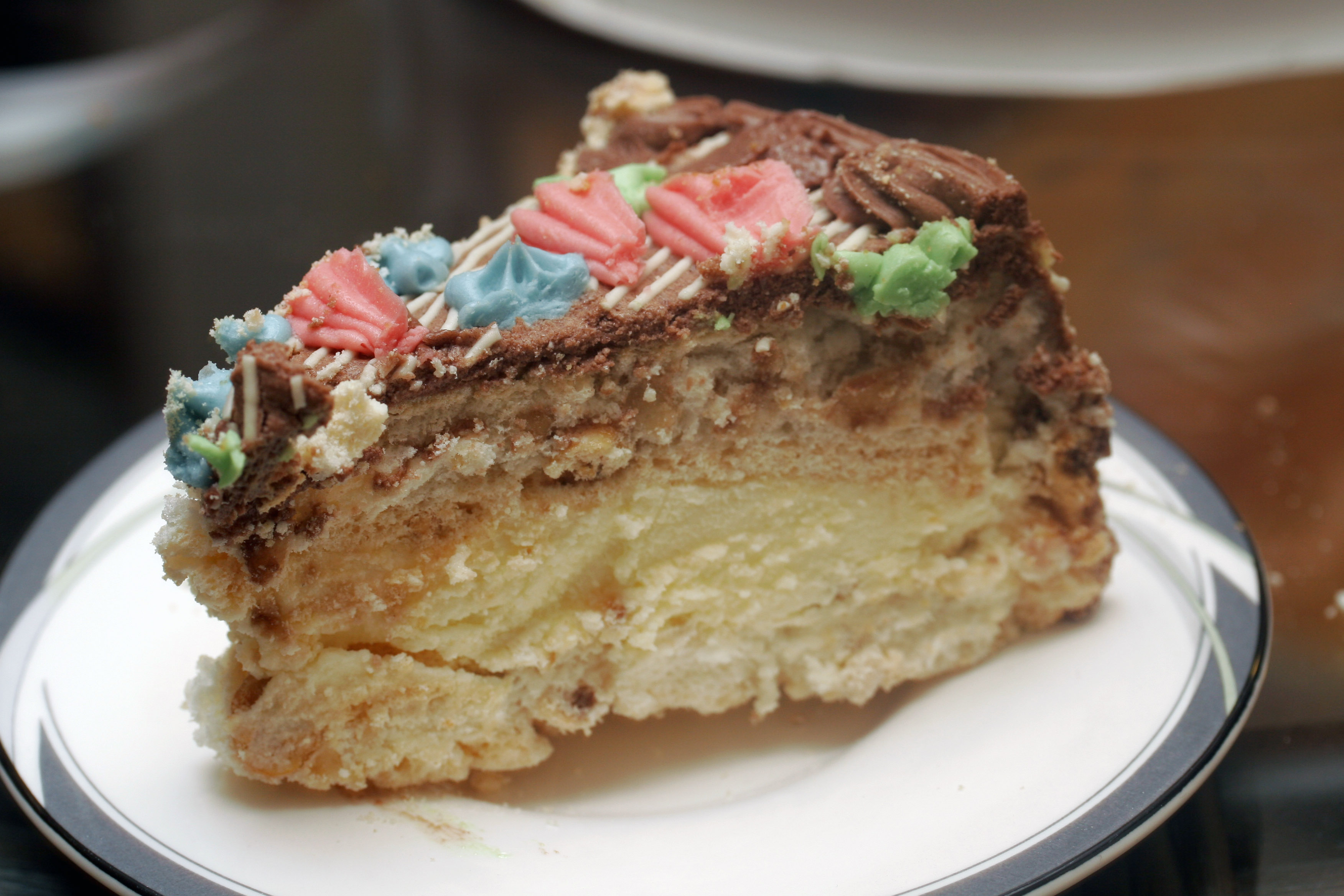
Gâteau de Kiev.

Une des spécialités gastronomiques de Kiev est le gâteau de Kiev (ukrainien : Київський торт), à base de noisette et de meringue.

## Personnalités
- Nikolaï Amossov (1913-2002), chirurgien, exerce à Kiev où il met au point de nouvelles procédures chirurgicales en cardiologie.
- Boris Balinsky (1905-1997), natif de Kiev, embryologiste et entomologiste ukraino-sud-africain.
- Oleg Blokhine (1952-), natif de Kiev, joueur et entraîneur de football.
- Leonid Bronevoï (1928-2017), natif de Kiev, acteur de théâtre.
- Yevgenia Belorusets (1980-), native de Kiev, romancière et photographe ukrainienne.
- Nicolas Berdiaev (1874-1948), natif de Kiev, philosophe chrétien russe de langues russe et française.
- Volodymyr Boudnikov, peintre.
- Mikhaïl Boulgakov (1891-1940), natif de Kiev, écrivain russe.
- Léon Chestov (1866-1938), natif de Kiev, avocat, écrivain et philosophe russe.
- Démétrios de Kiev (1810-1878), sainte locale.
- Ilya Ehrenbourg (1891-1976), natif de Kiev, écrivain et journaliste russe.
- André Grabar (1896-1990), natif de Kiev, historien de l'art.
- Vitaliy Hodziatsky (1936-), compositeur ukrainien.
- Eugeniusz Horbaczewski (1917-1944), natif de Kiev, pilote de chasse polonais.
- Vladimir Horowitz (1903-1989), natif de Kiev, pianiste américain.
- Milla Jovovich (1975-), native de Kiev, actrice américaine.
- Vitali Klitschko (1971-), maire de Kiev, champion du monde de boxe.
- Jan Koum (1976-), natif de Kiev, informaticien, cofondateur de WhatsApp.
- Andreï Kourkov (1961-), écrivain de Kiev.
- Ana Layevska (1982-), native de Kiev, actrice mexicaine.
- Serge Lifar (1905-1986), natif de Kiev, danseur, chorégraphe français.
- Kasimir Malevitch (1879-1935), natif de Kiev, peintre abstrait.
- Natalia Matsak (1982-), danseuse classique.
- Golda Meir (1898-1978), native de Kiev, premier ministre d'Israël.
- Alexander Ostrowski (1893-1986), natif de Kiev, mathématicien.
- Ada Rybatchouk (1931-2010), née et morte à Kiev, peintre, muraliste, sculptrice et architecte.
- Igor Sikorsky (1889-1972), natif de Kiev, pionnier américain de l'aviation.
- Alexandre Vertinski (1889-1957), natif de Kiev, écrivain et chanteur.
- Oksana Chvets (1955-2022), actrice, tuée lors de l'invasion de l'Ukraine par la Russie.
- Anna Sharyhina (1978-), activiste LGBTIQ, organisatrice des KharkivPride (uk) à Kiev.
- Olena Shevchenko (1982-), militante pour les droits des femmes et les droits LGBTQI+

## Jumelages

### Jumelages actuels
| Ville | Ville           | Pays | Pays                         | Période                           |
| ----- | --------------- | ---- | ---------------------------- | --------------------------------- |
|       | Achgabat,       |      | Turkménistan                 | depuis le 14 mai 2001             |
|       | Ankara,         |      | Turquie                      | depuis le 10 février 1993         |
|       | Astana,         |      | Kazakhstan                   | depuis le 11 juin 1998            |
|       | Athènes,        |      | Grèce                        | depuis le 12 novembre 1996        |
|       | Bakou,          |      | Azerbaïdjan                  | depuis le 12 septembre 1997       |
|       | Barcelone       |      | Espagne                      | depuis le 24 septembre 2022       |
|       | Belgrade,       |      | Serbie                       | depuis le 4 juin 2002             |
|       | Berlin,         |      | Allemagne                    | depuis le 14 septembre 2023       |
|       | Berne           |      | Suisse                       | depuis le 5 décembre 2019         |
|       | Bichkek,        |      | Kirghizistan                 | depuis le 2 octobre 1997          |
|       | Brasilia,       |      | Brésil                       | depuis le 5 septembre 2000        |
|       | Bratislava,     |      | Slovaquie                    | depuis le 3 avril 1969            |
|       | Bruxelles,      |      | Belgique                     | depuis le 8 décembre 1997         |
|       | Budapest,       |      | Hongrie                      | depuis le 19 octobre 1993         |
|       | Buenos Aires,   |      | Argentine                    | depuis le 7 septembre 2000        |
|       | Canton          |      | Chine                        | depuis le 2 septembre 2020        |
|       | Chicago,        |      | États-Unis                   | depuis le 17 juin 1991            |
|       | Chișinău,       |      | Moldavie                     | depuis le 1er octobre 1993        |
|       | Copenhague      |      | Danemark                     | depuis le 19 avril 2023           |
|       | Cracovie,       |      | Pologne                      | depuis le 19 février 1993         |
|       | Dublin          |      | Irlande                      | depuis le 28 novembre 2022        |
|       | Erevan,         |      | Arménie                      | depuis le 14 septembre 1995       |
|       | Florence,       |      | Italie                       | depuis le 27 juillet 1967         |
|       | Genève          |      | Suisse                       | depuis le 29 septembre 2003       |
|       | Hambourg        |      | Allemagne                    | depuis le 24 avril 2022           |
|       | Helsinki,       |      | Finlande                     | depuis le 12 mars 1993            |
|       | Jakarta,        |      | Indonésie                    | depuis le 21 juin 2007            |
|       | Jérusalem,      |      | Israël                       | depuis le 20 février 2000         |
|       | Kyoto,          |      | Japon                        | depuis le 7 septembre 1971        |
|       | La Havane,      |      | Cuba                         | depuis le 21 février 1994         |
|       | Leipzig,        |      | Allemagne                    | depuis le 7 octobre 1956          |
|       | Leipzig,        |      | Allemagne                    | depuis 1961                       |
|       | Lima,           |      | Pérou                        | depuis le 25 février 2010         |
|       | Lisbonne,       |      | Portugal                     | depuis le 26 octobre 2000         |
|       | Madrid          |      | Espagne                      | depuis le 29 juin 2022            |
|       | Makhatchkala    |      | Russie                       | 5 mars 2004 - 11 février 2016     |
|       | Marseille,      |      | France                       | depuis le 19 août 2022            |
|       | Mexico,         |      | Mexique                      | depuis le 25 septembre 1997       |
|       | Minsk,          |      | Biélorussie                  | 5 juillet 1997 - 9 juin 2022      |
|       | Moscou          |      | Russie                       | 22 octobre 1992 - 11 février 2016 |
|       | Munich,         |      | Allemagne                    | depuis le 6 octobre 1989          |
|       | Och,            |      | Kirghizistan                 | depuis le 1er juillet 2002        |
|       | Odense,         |      | Danemark                     | depuis le 22 avril 1989           |
|       | Oslo,           |      | Norvège                      | depuis le 19 août 2022            |
|       | Oulan-Oudé      |      | Russie                       | jusqu'au 11 février 2016          |
|       | Podgorica       |      | Monténégro                   | depuis le 10 septembre 2021       |
|       | Poznań          |      | Pologne                      | depuis le 28 avril 2021           |
|       | Pretoria,       |      | Afrique du Sud               | depuis le 5 octobre 1993          |
|       | Pékin,          |      | Chine                        | depuis le 13 décembre 1993        |
|       | Riga,           |      | Lettonie                     | depuis le 29 mai 1998             |
|       | Rio de Janeiro, |      | Brésil                       | depuis le 4 septembre 2000        |
|       | Rome,           |      | Italie                       | depuis le 2 novembre 1999         |
|       | Santiago,       |      | Chili                        | depuis le 5 août 1998             |
|       | Sarajevo,       |      | Bosnie-Herzégovine           | depuis le 28 novembre 2022        |
|       | Sofia,          |      | Bulgarie                     | depuis le 11 septembre 1997       |
|       | Stockholm,      |      | Suède                        | depuis le 24 mars 1999            |
|       | Suzhou,         |      | Chine                        | depuis le 14 juin 2005            |
|       | Séoul           |      | Corée du Sud                 | depuis le 26 septembre 2023       |
|       | Tachkent,       |      | Ouzbékistan                  | depuis le 16 janvier 1998         |
|       | Taipei          |      | République de Chine (Taïwan) | depuis le 30 mars 2023            |
|       | Tallinn,        |      | Estonie                      | depuis le 7 décembre 1994         |
|       | Tampere,        |      | Finlande                     | depuis le 30 décembre 1954        |
|       | Tbilissi,       |      | Géorgie                      | depuis le 29 mai 1999             |
|       | Tirana,         |      | Albanie                      | depuis le 26 octobre 2021         |
|       | Toronto,        |      | Canada                       | depuis le 29 juillet 1991         |
|       | Toulouse,       |      | France                       | depuis le 9 juin 1975             |
|       | Tripoli,        |      | Libye                        | depuis le 29 mai 2001             |
|       | Varsovie,       |      | Pologne                      | depuis le 4 février 1994          |
|       | Vienne,         |      | Autriche                     | depuis le 26 mai 1992             |
|       | Vilnius,        |      | Lituanie                     | depuis le 21 juin 1991            |
|       | Volgograd       |      | Russie                       | jusqu'au 11 février 2016          |
|       | Wrocław         |      | Pologne                      | depuis le 15 mars 2023            |
|       | Wuhan,          |      | Chine                        | depuis le 19 octobre 1990         |
|       | Édimbourg,      |      | Royaume-Uni                  | depuis le 17 juillet 1989         |

### Anciens jumelages
Le 11 février 2016, le conseil municipal de la ville de Kiev déclare non valides le jumelage avec six villes et régions de la fédération de Russie : Moscou, Volgograd, Saint-Pétersbourg, Oulan-Oudé, la république des Komis et Makhatchkala. La décision a été soutenue par 97 députés.
- République des Komis (Russie)
- Makhatchkala (Russie)
- Moscou (Russie)
- Oulan-Oudé (Russie)
- Saint-Pétersbourg (Russie)
- Volgograd (Russie)

### Films
- Au printemps, ballade dans la ville en 1929.